# Ford F-Series
Ford F-серії — серія повнорозмірних пікапів, що випускаються Ford Motor Company понад 70 років і із загальним тиражем 40 мільйонів примірників у всьому світі займає друге місце після Toyota Corolla (станом на травень 2022 року).
Перший пікап Ford F-серії — одна з найуспішніших моделей в історії компанії Ford. З моменту своєї появи в 1948 році компанія продала понад 27,5 мільйона пікапів F-серії в усьому світі, що робить його найуспішнішою моделлю Форда і дозволяє займати 2-ге місце у списку найбільш продаваних автомобілів світу. F-150 найбільш продаваний пікап в Америці протягом 30 років, також автомобілі F-серії є найпродаванішим автомобілем у США. Дотепер випущено вже 12 поколінь. З 1999 року F-250 і важчі моделі виділені в окрему серію Ford Super Duty.

## Перші пікапи серії F (1948—1952)

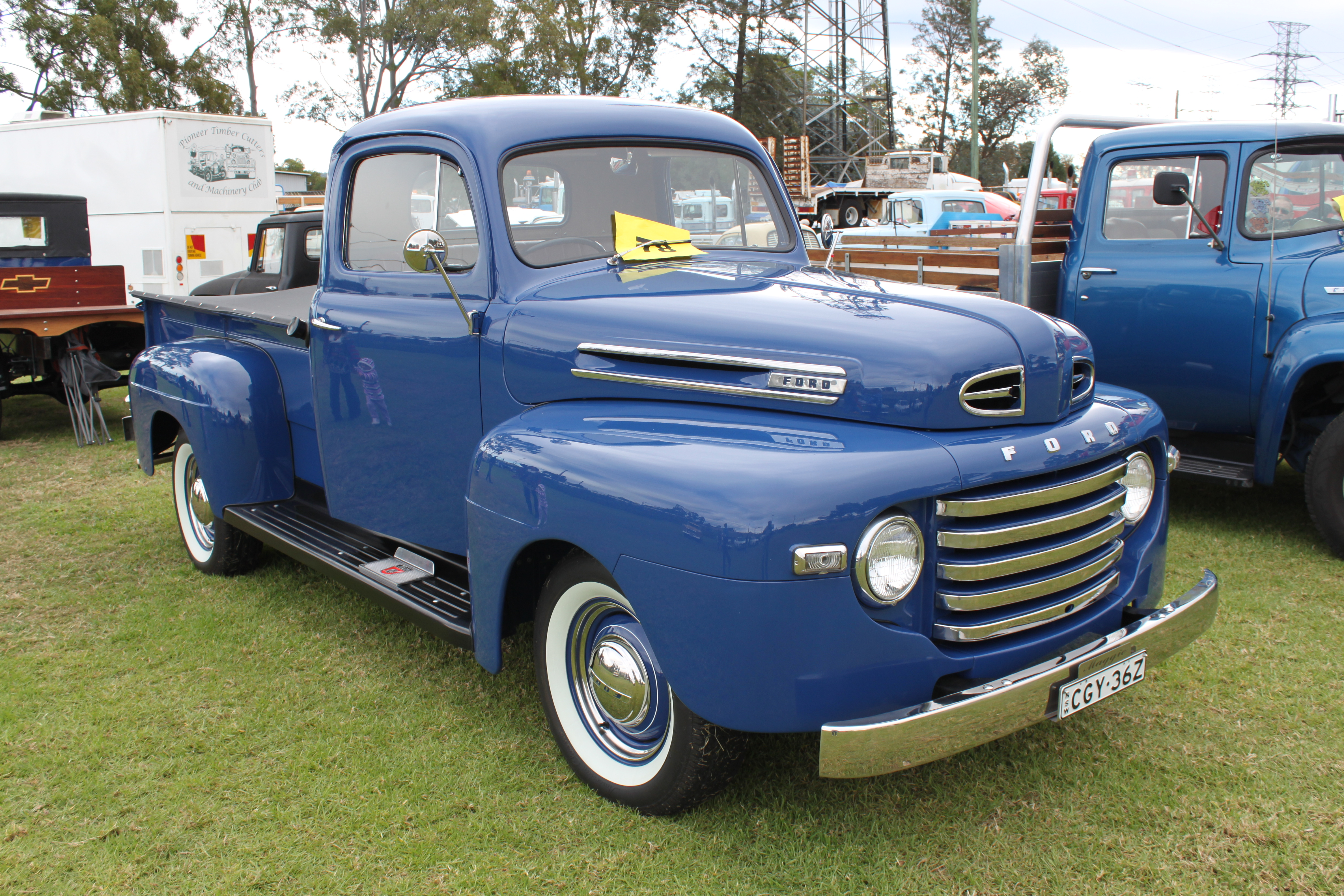
Ford F1 1950

Перший «F-Series Truck» — відоміший як «Ford Bonus-Built» був представлений наприкінці 1947 року (продажі було розпочато 15 січня 1948 року). На той період пікап серії F мав сучасний дизайн з цільним лобовим склом і інтегрованими фарами. Стандартними опціями були: попільничка, відсік для рукавичок, і водійський сонцезахисний козирок. Опції включали: «Бачу-чітко» омивач скла (приводився в дію натисканням груші ногою). Додаткові зручності для пасажира: сонцезахисний козирок, очисник скла, підсвітка салону. На F-1 можна було додати косметичні елементи з нержавійки, і два гудки. Для всієї серії F був доступний опційний «Повний привід Мармона-Херрінгтона». У Канаді F-серія продавалася під маркою «Mercury».
Дизайн серії F залишався без серйозних змін з 1948 по 1952 рік. У 1948—1950 роках радіаторні ґрати складалася з горизонтальних смуг, а фари були встановлені на крилах. У 1951 році були внесені невеликі косметичні зміни, фари були вписані в єдину групу з радіаторною решіткою у вигляді балки на трьох опорах. На пізніших випусках були ширші задні вікна і був перероблений дизайн приладової панелі.
Випуск F-серії був розміщений на шістнадцяти різних заводах Форда. У серійному номері зазначено модель двигуна, рік випуску і місце складання.
Моделі:
- F-1 — вантажопідйомність 1/2 тонни
- F-2 — вантажопідйомність 3/4 тонни
- F-3 Heavy Duty — вантажопідйомність 3/4 тонни
- F-3 Parcel Delivery
- F-4 — вантажопідйомність 1 тонна (опція — 1,25 тонни)
- F-5 — вантажопідйомність 1,5 тонн: вантажівка, шкільний автобус і вантажівка з кабіною над двигуном
- F-6 — вантажопідйомність 2 тонни: вантажівка, шкільний автобус і вантажівка з кабіною над двигуном
- F-7 —
- F-8 —

Двигуни:
| Двигун                           | Роки      | Потужність               | Використання |
| -------------------------------- | --------- | ------------------------ | ------------ |
| 226 CID Ford Flathead-6          | 1948—1951 | 95 к.с. при 3300 об./хв  | з F-1 по F-6 |
| 239 CID Ford Flathead V8         | 1948—1952 | 100 к.с. при 3800 об./хв | з F-1 по F-6 |
| 254 CID Ford Flathead-6          | 1948—1951 | 110 к.с. при 3400 об./хв | тільки F-6   |
| 337 CID Ford Flathead V8         | 1948—1951 | 145 к.с. при 3600 об./хв | F-7 і F-8    |
| 215 CID Ford OHV Straight-6      | 1952—1953 | 101 к.с.                 |              |
| 279 CID Y-block (EAL)            | 1952—1955 | 145 к.с. при 3800 об./хв | тільки F-7   |
| 317 CID Lincoln Y-block V8 (EAM) | 1952—1955 | 155 к.с. при 3900 об./хв | тільки F-8   |

Трансмісії:
- 3-ступінчаста light duty, тільки F-1
- 3-ступінчаста heavy duty, з F-1 по F-5
- 4-ступінчаста spur gear, з F-1 по F-6
- 4-ступінчаста Synchro-Silent, з F-4 по F-6
- 5-ступінчаста з овердрайвом[en], F-7 і F-8
- 5-ступінчаста без овердрайва, F-7 і F-8

Перше покоління 1948—1952
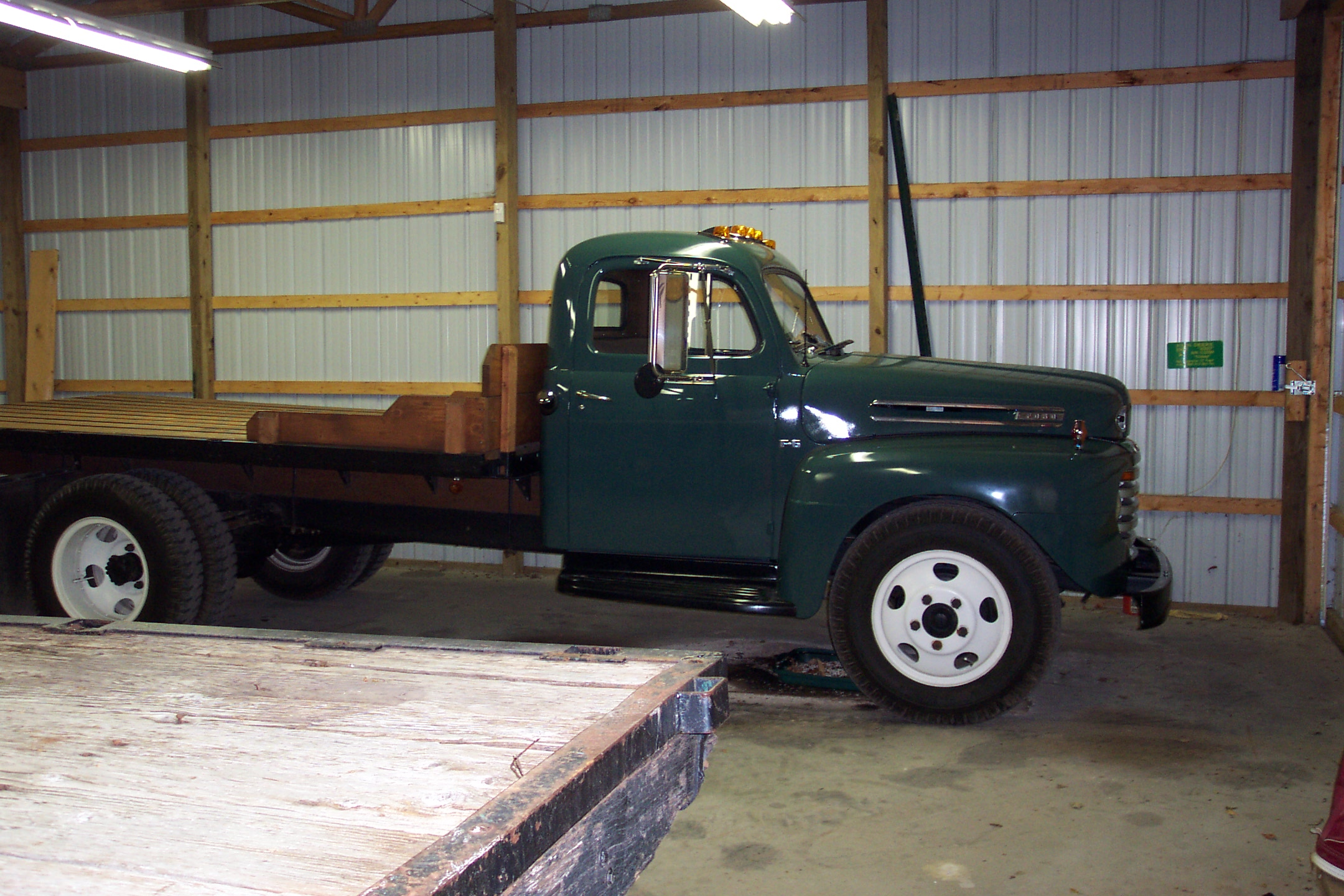
1950 F-6 with a 254 CID straight-six
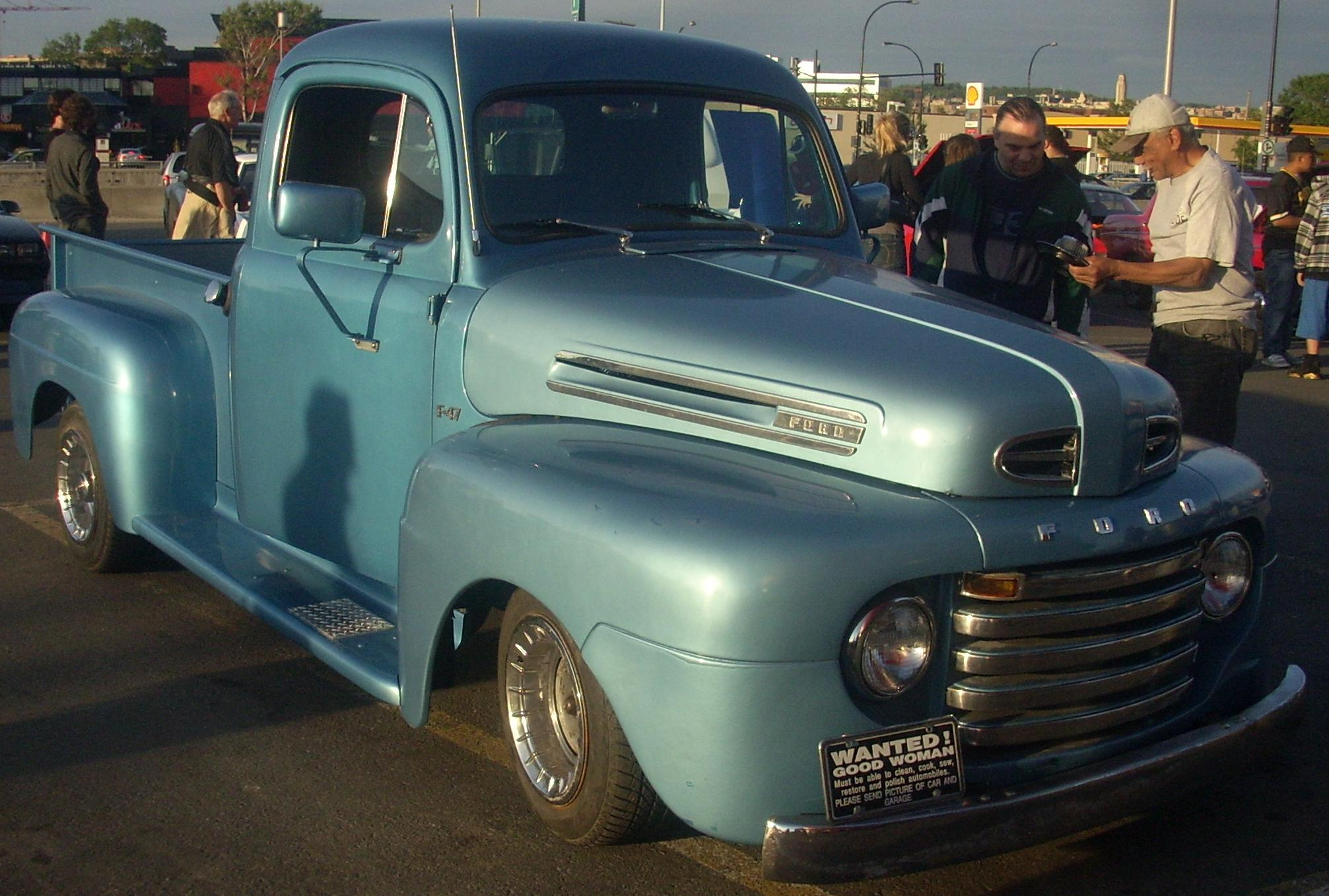
Ford F-47
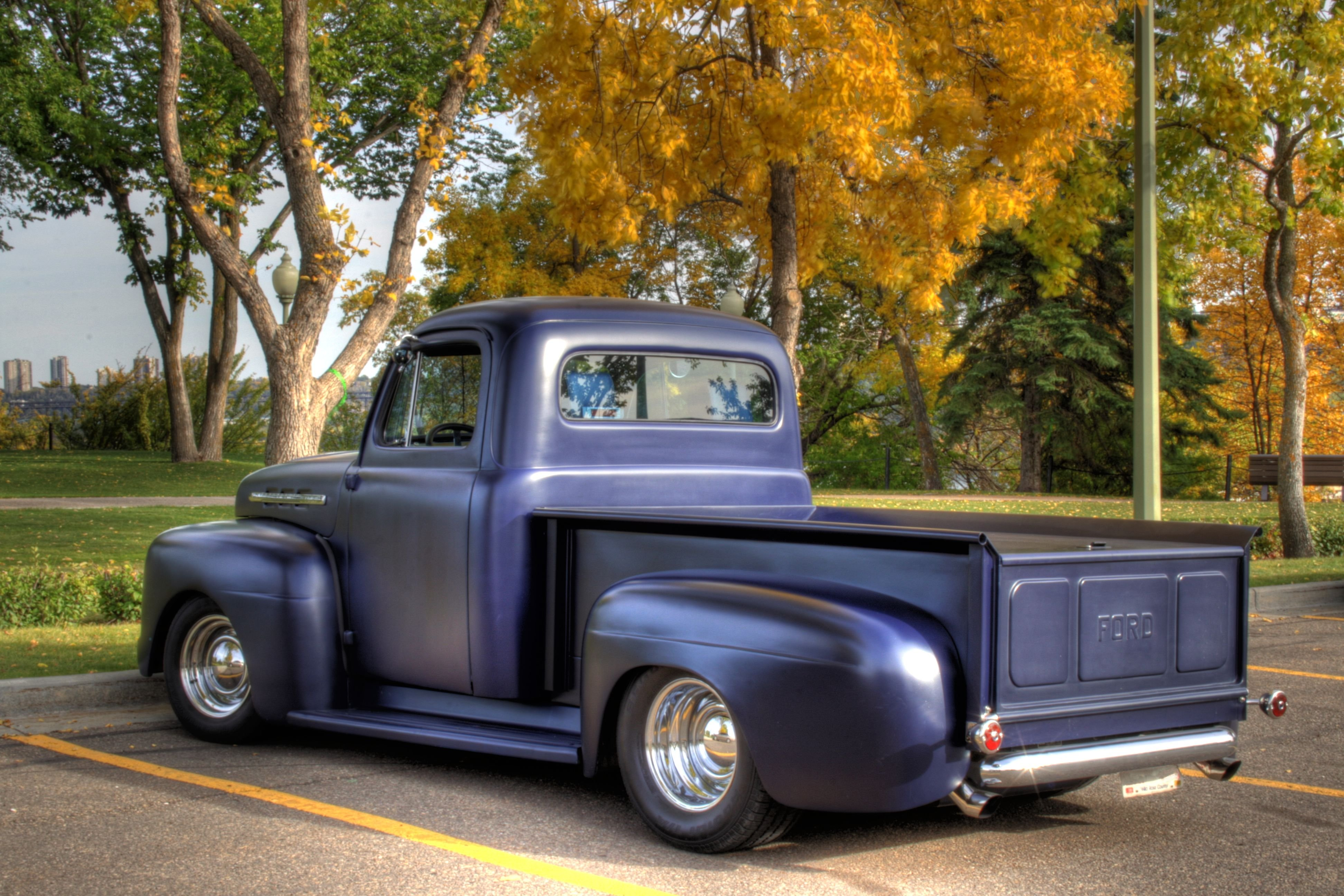
1951 Ford
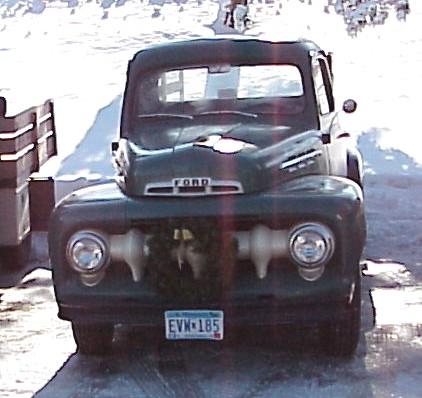
1951 F-2 with 226 CID flathead six
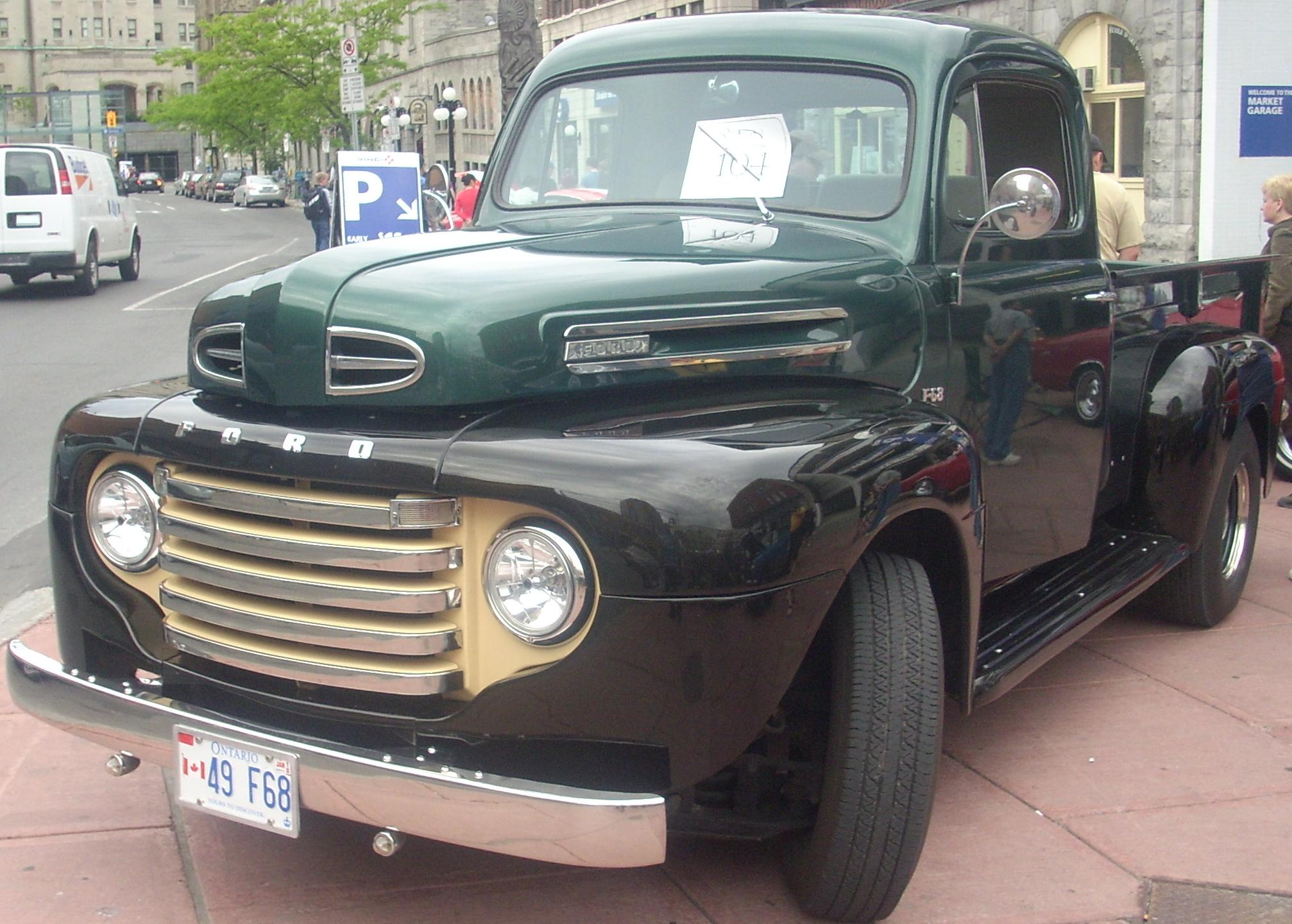
1949 Ford F-68

## Друге покоління (1953—1956)

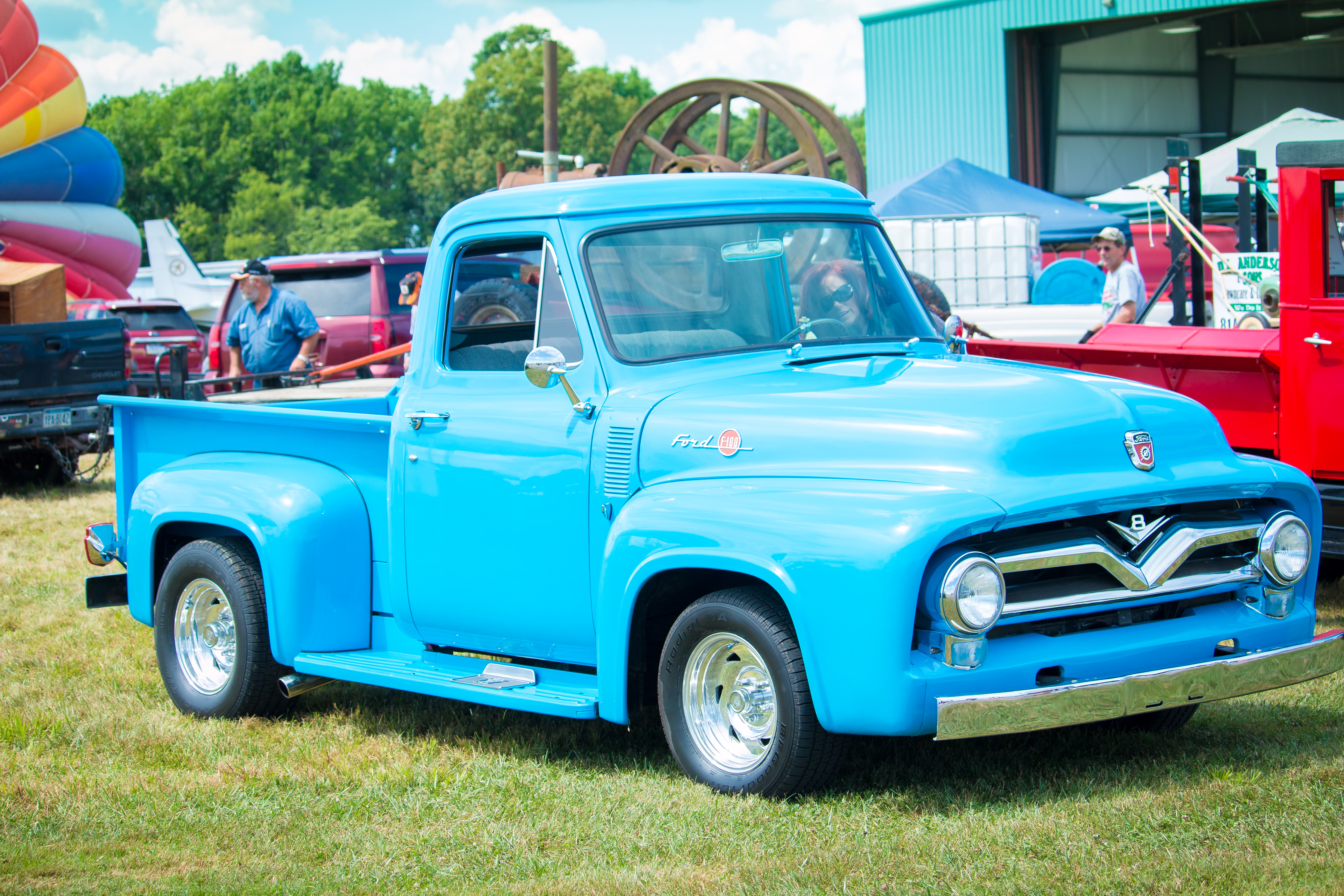
Ford F100 1955

Нове покоління F-серії було випущено в 1953 році. Модель була повністю перероблена. Так само було переглянуто індексування моделей, вперше були озвучені що дійшли до нас F-100, F-250 і F-350. Інтер'єр салону так само був поновлений. З 13 березня 1953 як опція встановлюється автоматична коробка передач «Ford-O-Matic». У 1954 році на F-серію почали встановлювати новий двигун V-8. Як опція пропонувався підсилювач рульового керування.
У 1956 році дизайн кабіни дещо змінився — лобове скло стало панорамним, із заходом на боковини.
Моделі:
- F-100 — вантажопідйомність 1/2 тонни
- F-110 — вантажопідйомність 1/2 тонни
- F-250 — вантажопідйомність 3/4 тонни
- F-260 — вантажопідйомність 3/4 тонни
- F-350 — вантажопідйомність 1 тонна
- F-360 — вантажопідйомність 1 тонна

Двигуни:
| Двигун                        | Роки      | Потужність |
| ----------------------------- | --------- | ---------- |
| 215 CID Ford Straight-6       | 1953      | 101 к.с.   |
| 239 CID Ford Flathead V8      | 1953      | 100 к.с.   |
| 223 CID Ford Mileage Maker    | 1954—1955 | 115 к.с.   |
| 239 CID Ford Y-block V8       | 1954—1955 | 130 к.с.   |
| 223 CID Ford Mileage Maker I6 | 1956      | 137 к.с.   |
| 272 CID Ford Y-block V8       | 1956      | 173 к.с.   |

Друге покоління 1953—1956
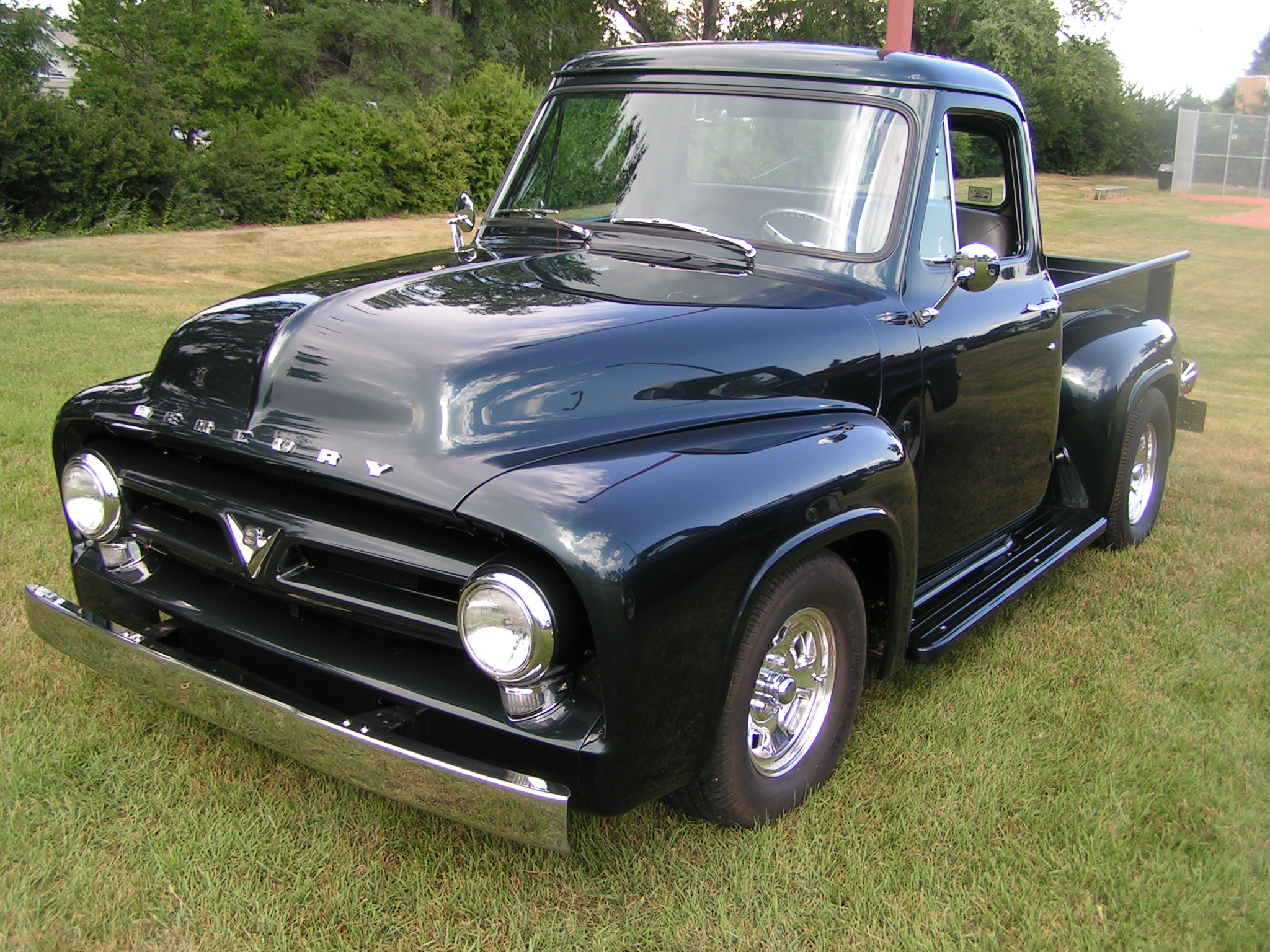
1953 Mercury M-100, для Канади F-100
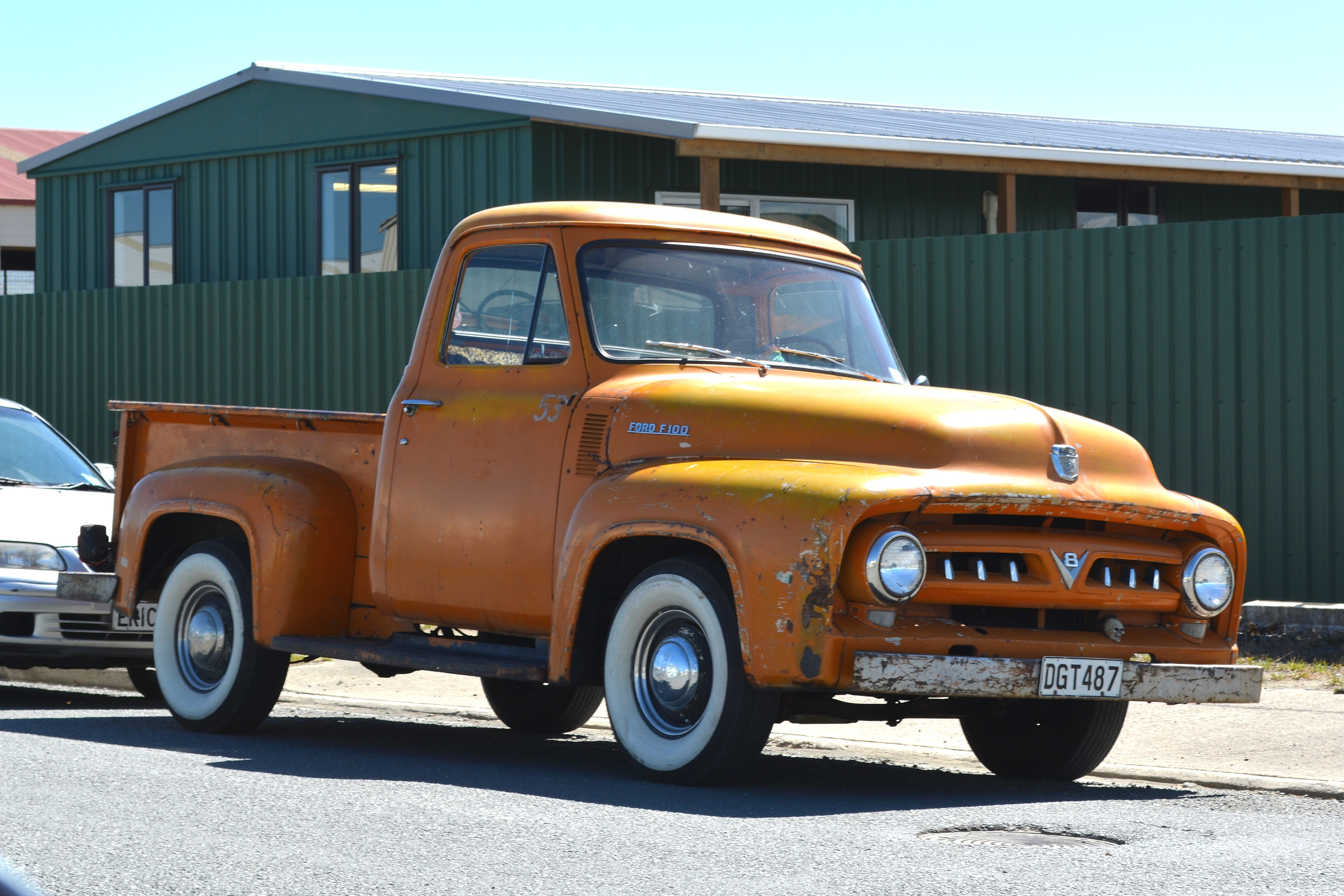
1953 Ford F-100
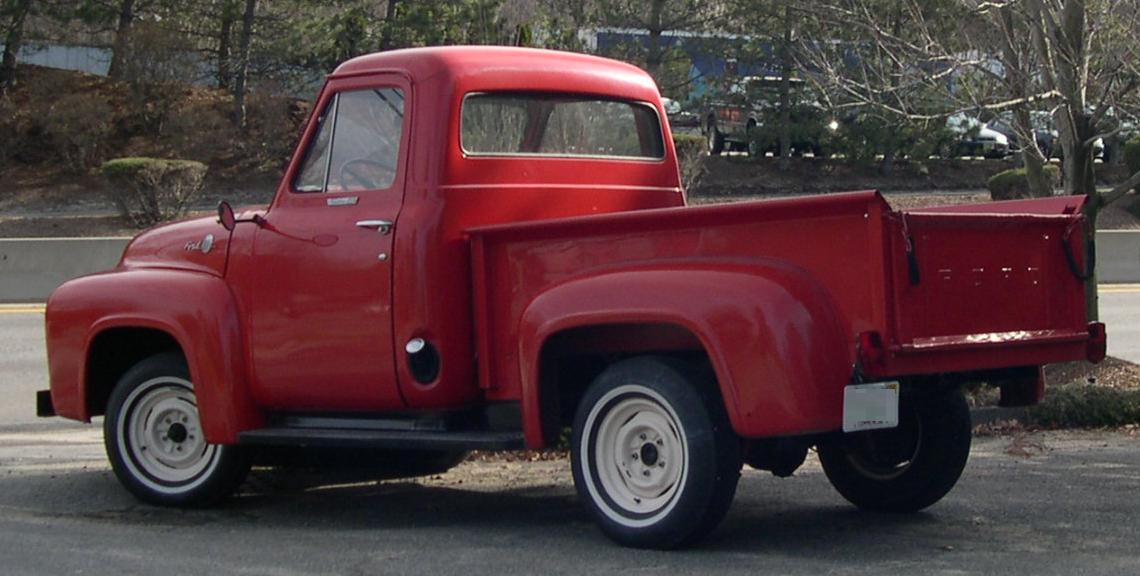
1955 Ford F-100 (зад)
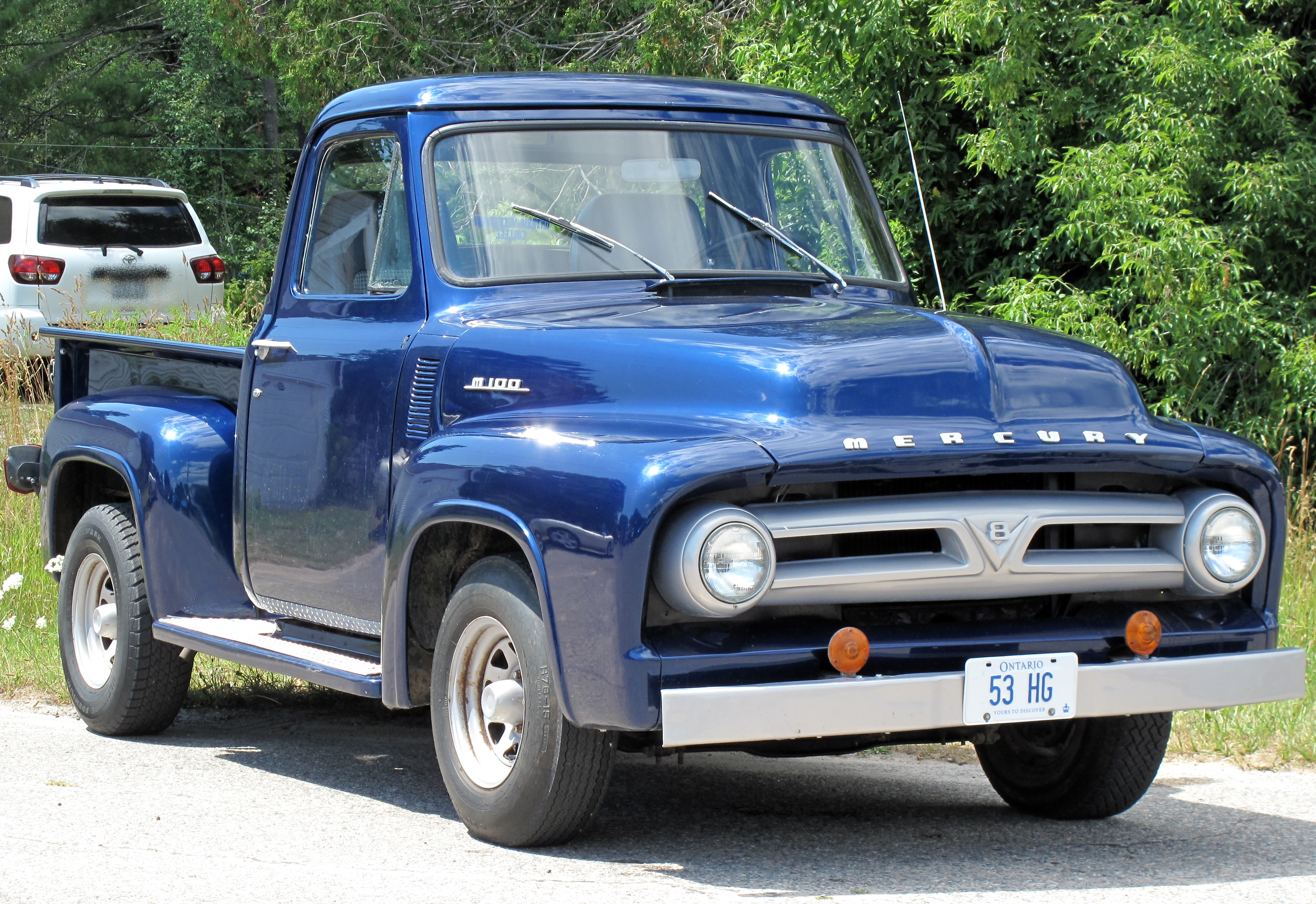
1956 Mercury M-100 пікап

## Третє покоління (1957—1960)

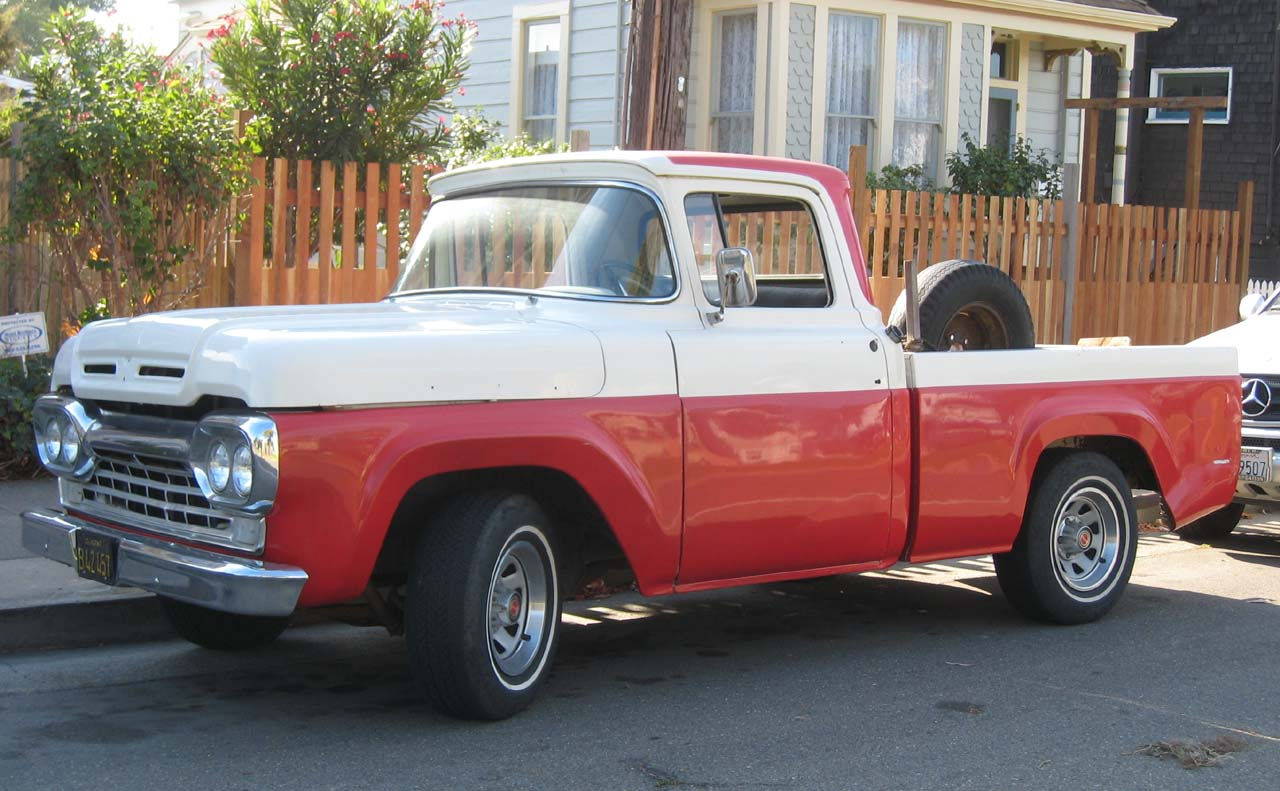
Ford F100 1960

У 1957 році вантажівка була знову піддана рестайлінгу. Капот тепер виконаний на одному рівні з крилами і нової хромованими ґратами радіатора. Традиційний кузов з окремими крилами став називається «Flareside», а новий, гладкий з інтегрованими крилами був названий «Styleside». Повнопривідні варіанти вантажівок F-серії, які раніше проводила фірма Marmon-Herrington, з 1959 року стали випускатися Фордом серійно.
Третє покоління вантажівок також вироблялися в Бразилії як F-100, F-350 і F-600 в період з 1962 по 1971 рік.
Моделі:
- F-100 (F10, F11, F14): вантажопідйомність 1/2 тонни
- F-100 (F18, F19) (4×4): вантажопідйомність 1/2 тонни
- F-250 (F25, F26): вантажопідйомність 3/4 тонни
- F-250 (F28, F29) (4×4): вантажопідйомність 3/4 тонни
- F-350 (F35, F36): вантажопідйомність 1 тонна

Двигуни:
| Двигун                     | Роки      | Потужність |
| -------------------------- | --------- | ---------- |
| 223 CID Ford Mileage Maker | 1958—1960 | 137 к.с.   |
| 272 CID Ford Y-block V8    | 1958      | 173 к.с.   |
| 292 CID Ford Y-block V8    | 1959—1960 | 186 к.с.   |

Третє покоління 1957—1960
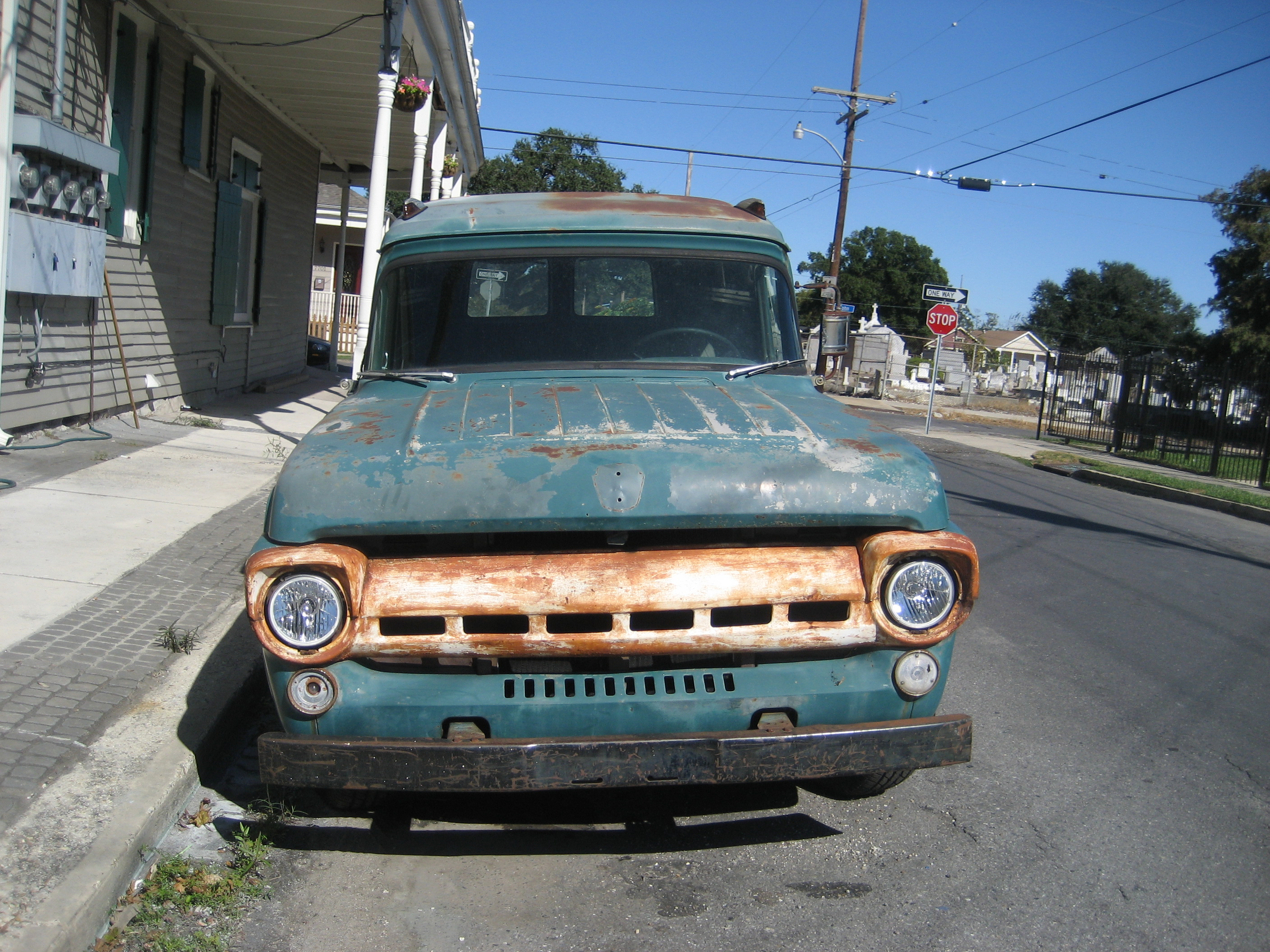
1957 Ford F-100 Panel Van
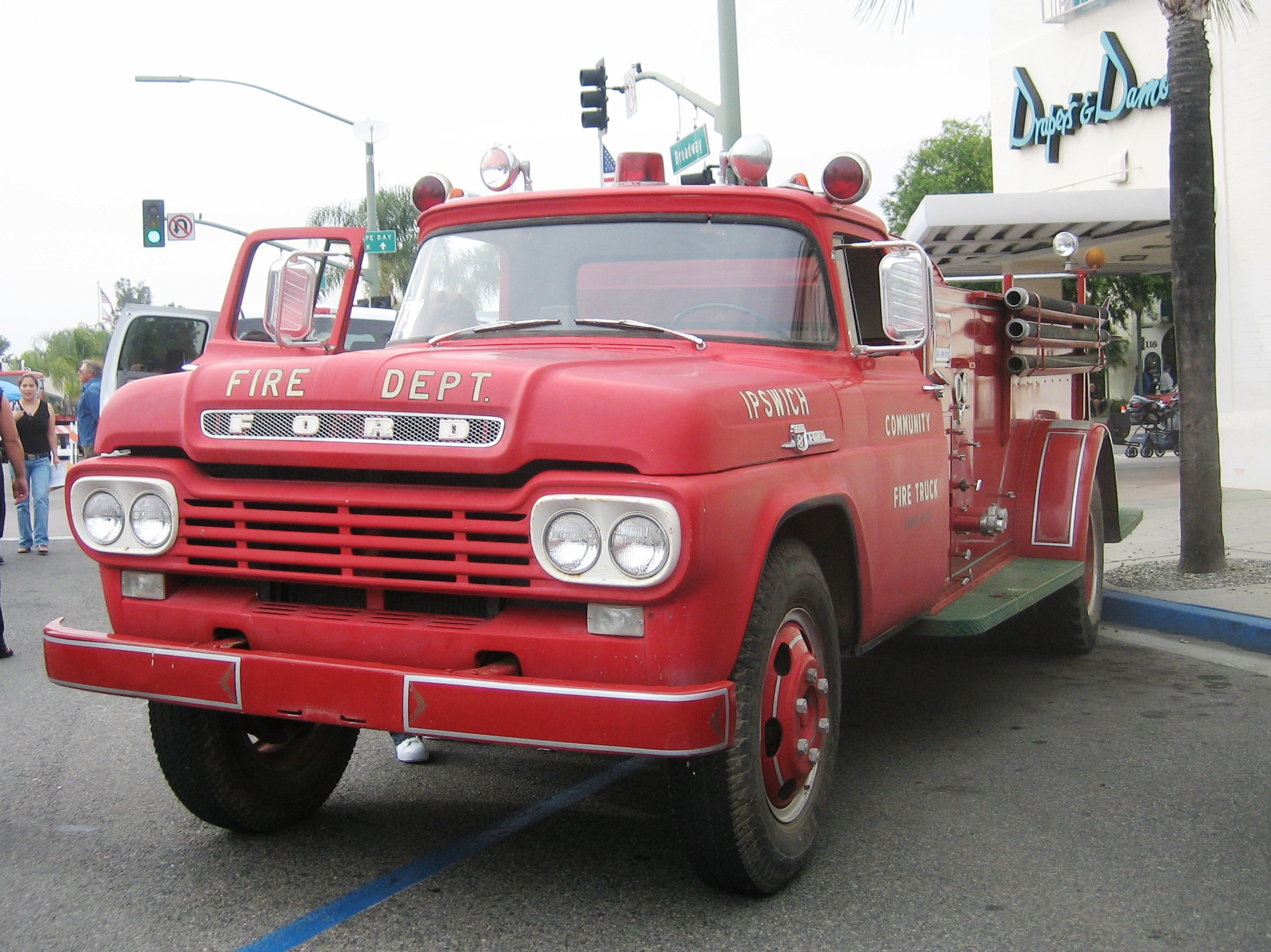
Ford F-600 Fire Truck
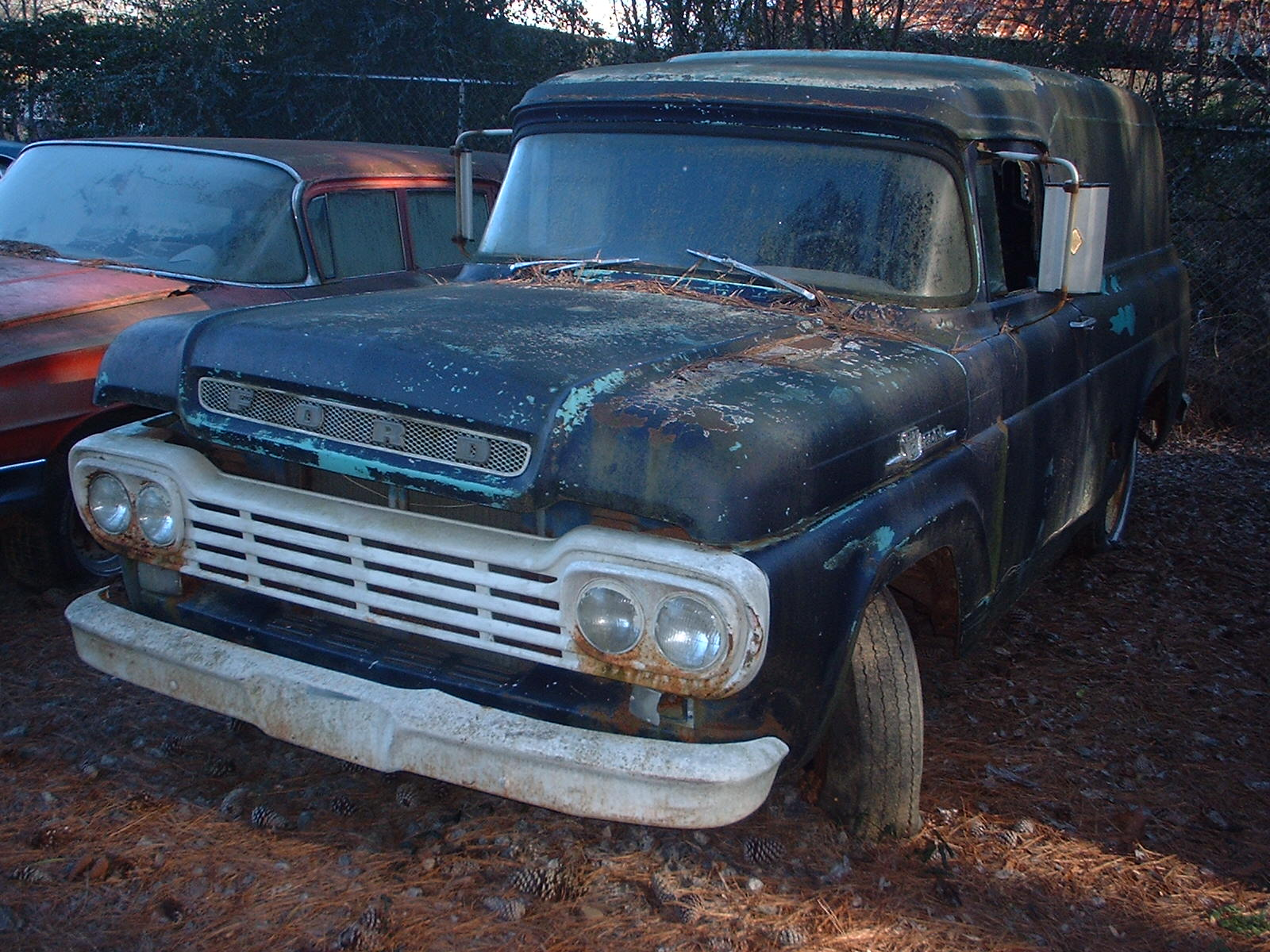
1959 Ford F-100 Panel Van
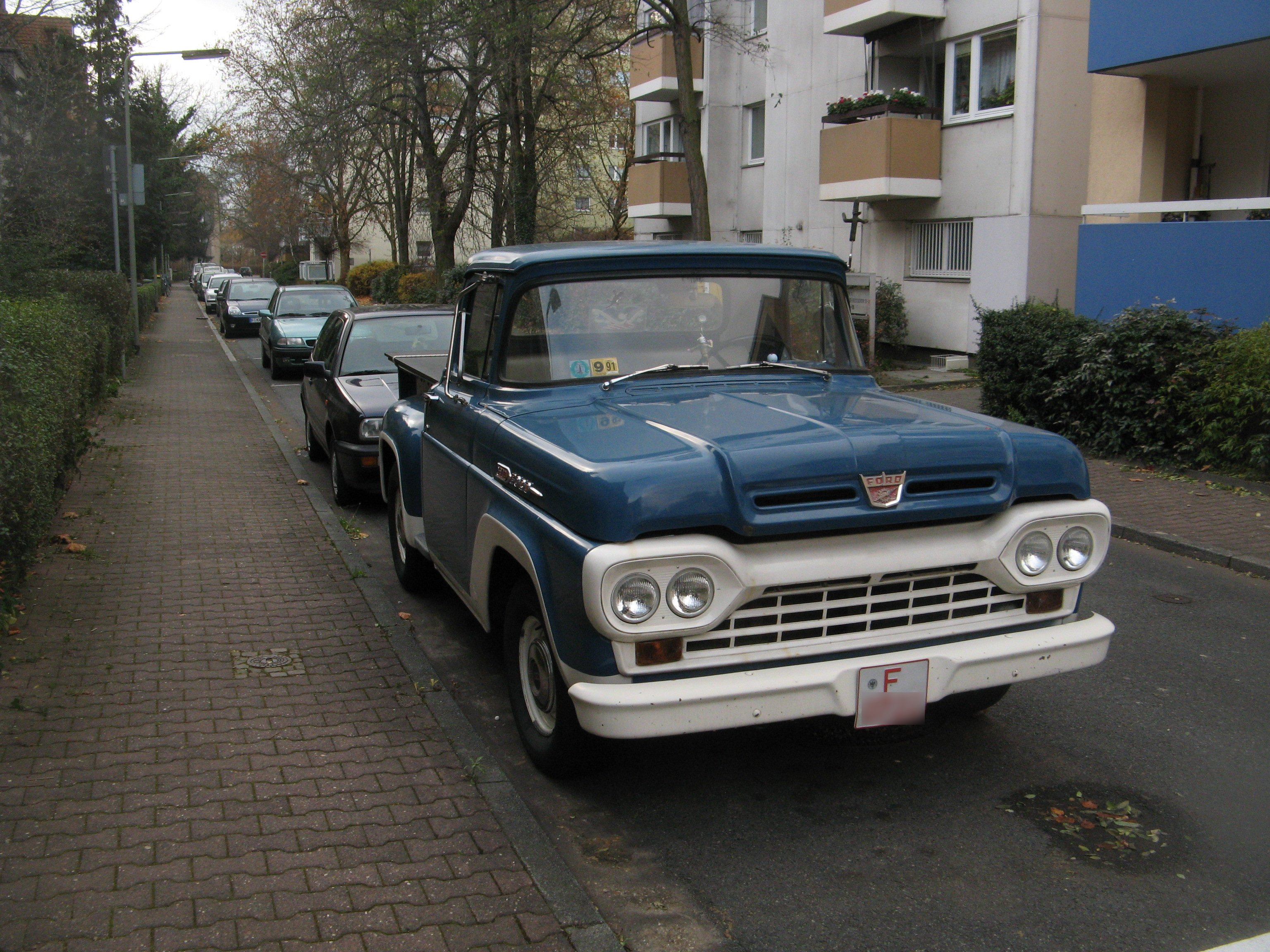
1960 Ford F-Series пікап з кузовом типу «Flareside» в Франкфурті, Німеччина

## Четверте покоління (1961—1966)

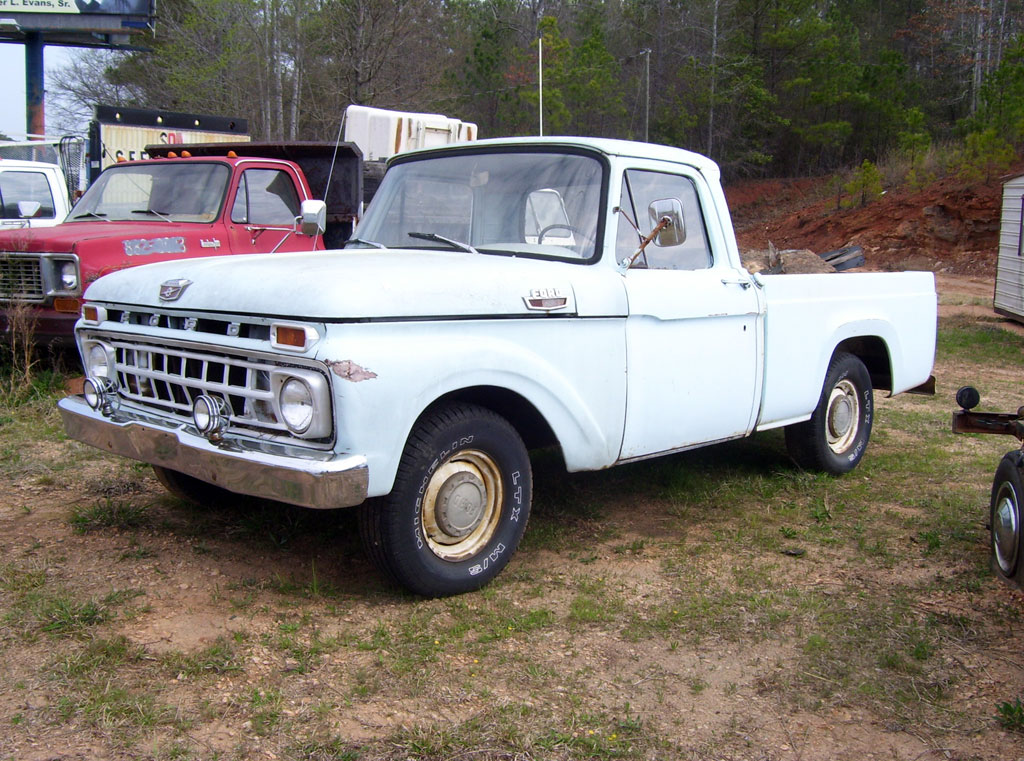
Ford F100 1963

В 1961 році вантажівку було повністю перероблено. З 1961 по 1963 рік були доступні пікапи з інтегрованим кузовом і кабіною, але з 1964 року були доступні тільки традиційні окремі кабіни і кузов. З 1965 року з двигунами потужністю понад 200 к.с. встановлюється оновлена трансмісія. У 1965 році була впроваджена передня підвіска з пружинами, такі модифікації пікапів в 1965 і 1966 року мали емблему «Twin I-Beam» на передньому крилі. Чотирьохдверний варіант кабіни Crew Cab був також введений в 1965 році.
В 1965 році вперше представлений стайлінг-пакет для пікапів F-серії під назвою «Ranger». Через декілька років (у 1982 році) назва «Ranger» буде використовуватися для компактних вантажівок Ford у сегменті міні-пікапів, які згодом стали найбільш продаваними компактними пікапами на американському ринку.
Моделі:
- F-100 (F10, F11, F14): вантажопідйомність 1/2 тонни
- F-100 (F18, F19) (4×4): вантажопідйомність 1/2 тонни
- F-250 (F25): вантажопідйомність 3/4 тонни
- F-250 (F26) (4×4): вантажопідйомність 3/4 тонни
- F-350 (F35): вантажопідйомність 1 тонна

Двигуни:
| Двигун                     | Рік       | Потужність |
| -------------------------- | --------- | ---------- |
| 223 CID Ford Mileage Maker | 1961—1964 | 137 к.с.   |
| 292 CID Ford Y-block V8    | 1961—1964 | 186 к.с.   |
| 240 CID Ford Straight-6    | 1965—1966 | 150 к.с.   |
| 300 CID Ford Straight-6    | 1965—1966 | 170 к.с.   |
| 352 CID Ford FE V8         | 1965—1966 | 208 к.с.   |

Четверте покоління 1961—1966
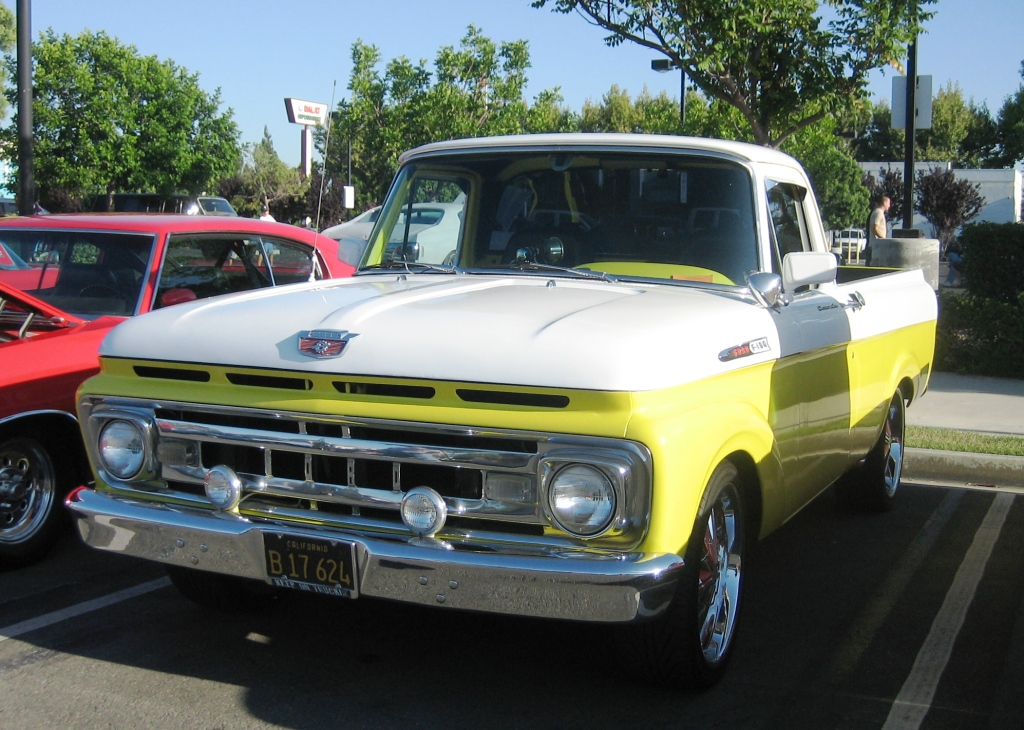
1961 Ford F-100 Pickup
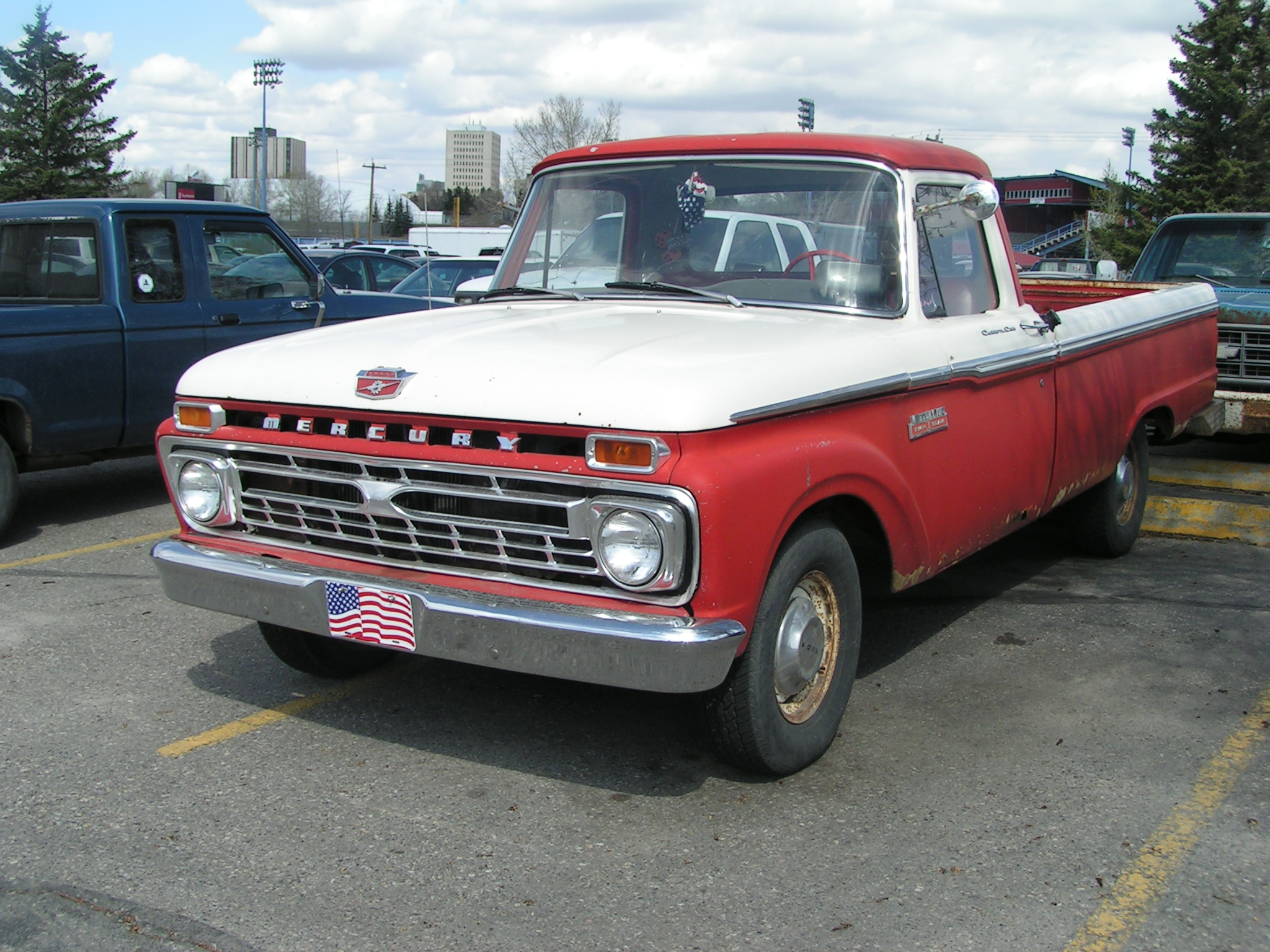
1966 Mercury M-100
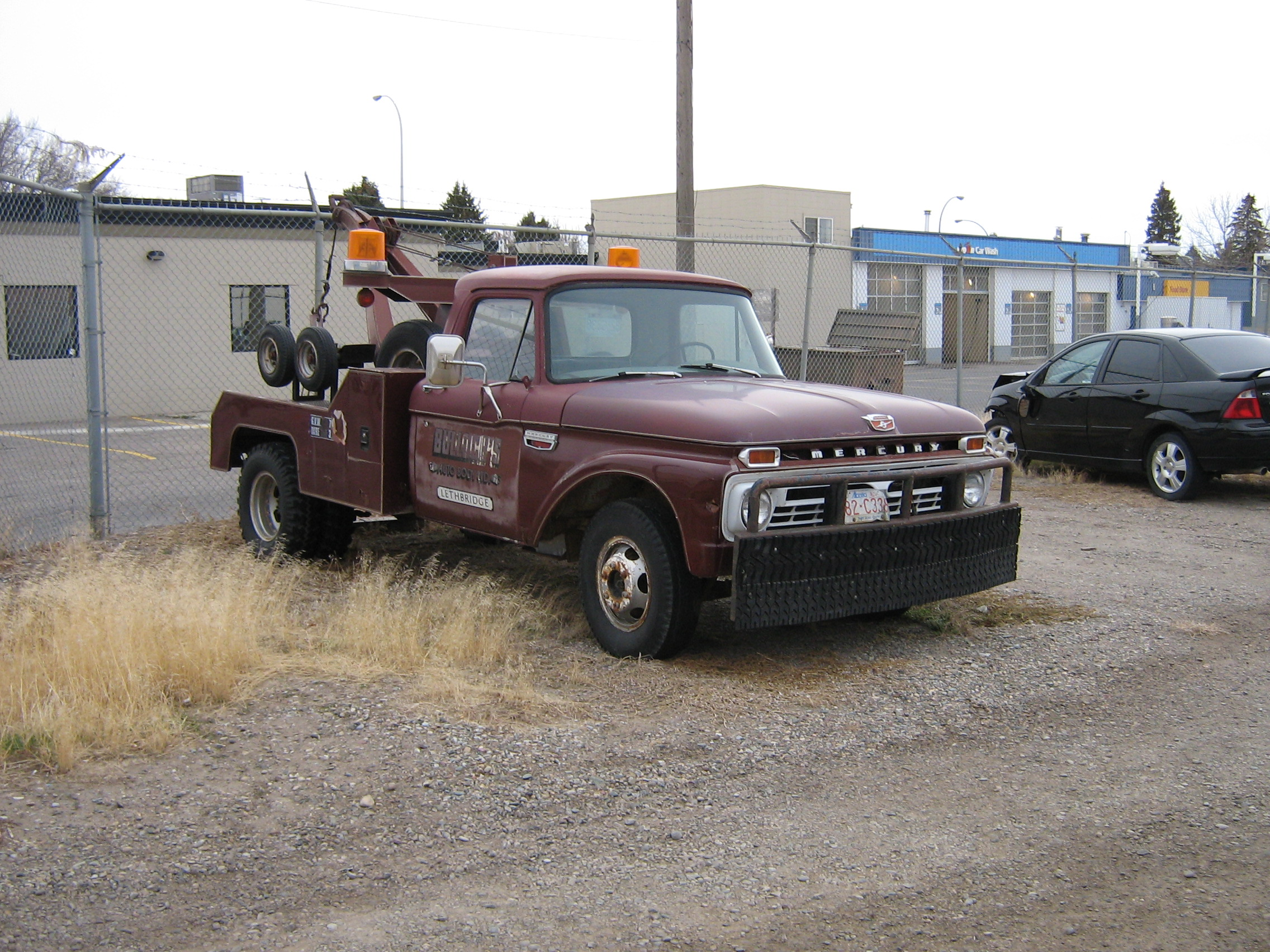
1966 Mercury M-350 Tow Truck
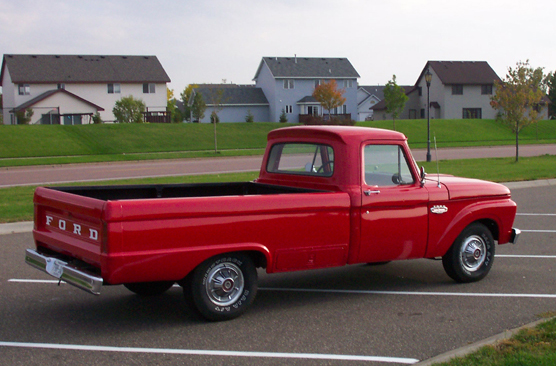
1966 Ford F-100 з довгим бортом

## П'яте покоління (1967—1972)

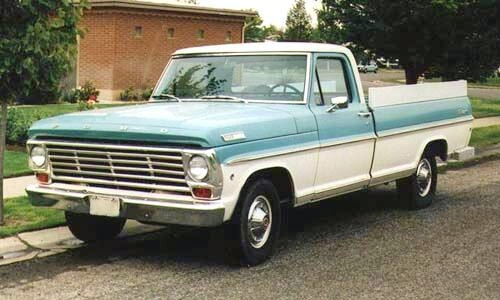
Ford F100 Ranger 1967

У 1967 році F-серія знову оновилася — висококласне оздоблення «Ranger» на додаток до базової і Cab комплектації. У 1968 році введені федеральні норми для всіх виробників автомобілів, які передбачали бічні габаритні ліхтарі і відбивачі, і Ford змінив капот. У цьому ж році введено великі вантажні версії двигуна Ford FE з введенням робочих об'ємів 360 і 390 кубічних дюймів. Також за 1968 році змінився інтер'єр салону.
Пікапи п'ятого покоління відрізнялися довговічністю і простотою конструкції, що робить їх улюбленим об'єктом для відновлення.
П'яте покоління F-Series також вироблялися в Бразилії з 1971 року і залишалися у виробництві до 1992 року з невеликими змінами.
Моделі:
- F-100: вантажопідйомність 1/2 тонни
- F-110: вантажопідйомність 1/2 тонни (4×4)
- F-250: вантажопідйомність 3/4 тонни
- F-260: вантажопідйомність 3/4 тонни (4×4)
- F-350: вантажопідйомність 1 тонна
- F-360: вантажопідйомність 1 тонна (4×4)

Двигуни:
| Двигун                  | Роки      | Потужність |
| ----------------------- | --------- | ---------- |
| 240 CID Ford Straight-6 | 1967—1972 | 150 к.с.   |
| 300 CID Ford Straight-6 | 1967—1972 | 170 к.с.   |
| 352 CID Ford FE V8      | 1967      | 208 к.с.   |
| 360 CID Ford FE V8      | 1968—1972 | 215 к.с.   |
| 390 CID Ford FE V8      | 1968—1972 | 255 к.с.   |
| 302 CID Ford Windsor V8 | 1969—1972 | 205 л.с.   |

П'яте покоління F-Series було представлено в 1967 модельному році, причому Ford змінив дизайн своєї F-Series для легкої та середньої вантажопідйомності. Для оптимізації виробничих витрат середні вантажівки (та автобусні шасі) зберегли кабіну та капот легких вантажівок. Замість підвіски Twin I-Beam зберегли суцільну передню вісь; були використані перероблені передні крила для розміщення ширшої передньої колії (і більших коліс). Передня панель була в основному похідною від четвертого покоління важкої серії F, прийнявши решітку на всю ширину між фарами.
У 1968 році був представлений дизельний двигун Caterpillar V8, який став першим звичайним автомобілем Ford середньої вантажопідйомності, який пропонував дизельний двигун. Щоб відрізнити дизельні версії, Ford додав додатковий «0» до позначення моделі, представивши F-6000 і F-7000.
У 1970 році Ford представив лінійку звичайних вантажівок серії L. Перша звичайна вантажівка класу 8, не похідна від F-Series, L-Series (на прізвисько Louisville Line) замінила N-Series і важку F-Series. Іншою зміною було скасовано окреме позначення серії T для вантажівок з подвійною віссю (T-700 і вище). У той час як F-900 і F-1000 були зняті з виробництва, F-800 був прийнятий для середньої вантажопідйомності.
У 1973 році модель середньої вантажопідйомності зазнала незначної ревізії екстер'єру. Разом із зміненим дизайном напису «FORD» на капоті над решіткою радіатора було збільшено рамки передніх фар. Поряд з пофарбованою в білий колір решіткою, середні вантажівки пропонувалися з хромованою решіткою.

## Шосте покоління (1973—1979)

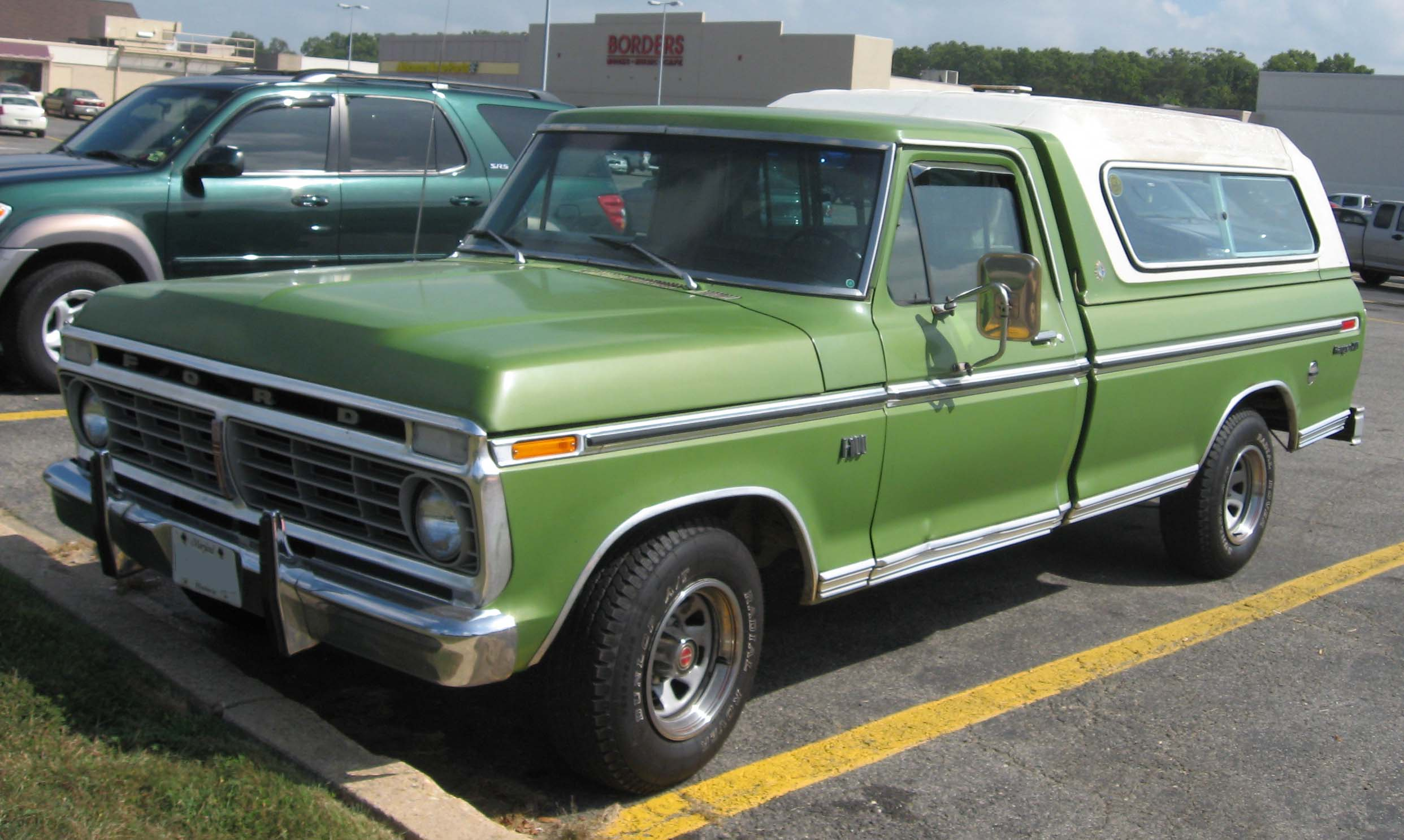
Ford F100 XLT 1973—1975

У 1973 році автомобіль був змінений, решітка 1973 модельного року з поділом на дві частини (зовні) з літерами «FORD», розтягнутими у верхній частині решітки разом із передніми ліхтарями. Пікапи середньої вантажопідйомності, однак, змінилися не так різко, як вантажні автомобілі малої вантажопідйомності і насправді залишилися неймовірно схожі на п'яте покоління F-серії середньої вантажопідйомності. У 1976 році ця «спліт-решітка» злегка змінилася — з'явилися чорні акценти навколо фар, зовнішній вигляд в цілому став вишуканішим. У 1978 році дизайн навколо на деяких комплектаціях фар був використаний від «Рейнджер» — прямокутні фари з можливістю хромування вставки навколо фар та хромовані вставки решітки. Дизайн розділеної решітки був переглянута на користь незбираного передні ліхтарі розмістили нижче фар. Крім того, нові хромовані літери «FORD» тепер розміщувалися на капоті прямо над ґратами. У 1979 році круглі фари були замінені прямокутними фарами у всіх комплектаціях.
У 1976 році F-серія стала продаваним вантажним автомобілем в Америці, цю позицію вони продовжують займати з тих пір. Шосте покоління відрізняється міцністю панелей кузова, оскільки Ford став використовувати великі обсяги оцинкованого листового металу для боротьби з корозією.
Починаючи з 1978 року, Ford переглянув свій Ford Bronco, побудувавши його на основі пікапа F-150. Бронко і в наш час[коли?] практично збігається з F-150. Це дозволило Ford конкурувати краще Chevrolet Blazer, пропонуючи більші й розкішніші позашляховики, водночас мінімізувавши витрати виробництва, оскільки багато хто (особливо у складні і дорогі) частини були сумісні з вантажною F-серією.
Моделі:
- F100 F101 F102 F103 F104 F105 F106 F107 F108 F109 F10N: вантажопідйомність 1/2 тонни
- F110 F111 F112 F113: 1/2 тонни (4×4)
- F150 F151: «heavy» 1/2 тонни
- F140 F141 F142 F143: «heavy» 1/2 тонни
- F250 F251 F252 F253 F254 F255 F256 F257 F258 F259: 3/4 тонни
- F260 F261 F262 F263 F264 F265 F266: 3/4 тонни (4×4)
- F350 F350 F351 F352 F353 F354 F355 F356 F357 F358 F359 F35P: 1 тонна
- F-360: 1 тонна (4×4)

Двигуни:
| Двигун                      | Роки      | Потужність (за SAE netto) |
| --------------------------- | --------- | ------------------------- |
| 240 CID Ford Straight-6     | 1973—1977 |                           |
| Ford Straight-6300 CID      | 1973—1979 |                           |
| 302 CID Ford Windsor 302 V8 | 1969—1972 | 130 к.с.                  |
| 352 CID Ford FE V8          | 1973—1977 |                           |
| 360 CID Ford FE 360 FE V8   | 1973—1976 | 145 к.с.                  |
| 390 CID Ford FE 390 FE V8   | 1973—1977 | 195 к.с.                  |
| 460 CID Ford 460 V8         | 1973—1979 | 200—220 к.с.              |
| 351 CID Ford 351M V8        | 1977—1979 | 163 к.с.                  |
| 400 CID Ford 400M V8        | 1977—1979 | 169 к.с.                  |

Шосте покоління 1973—1979
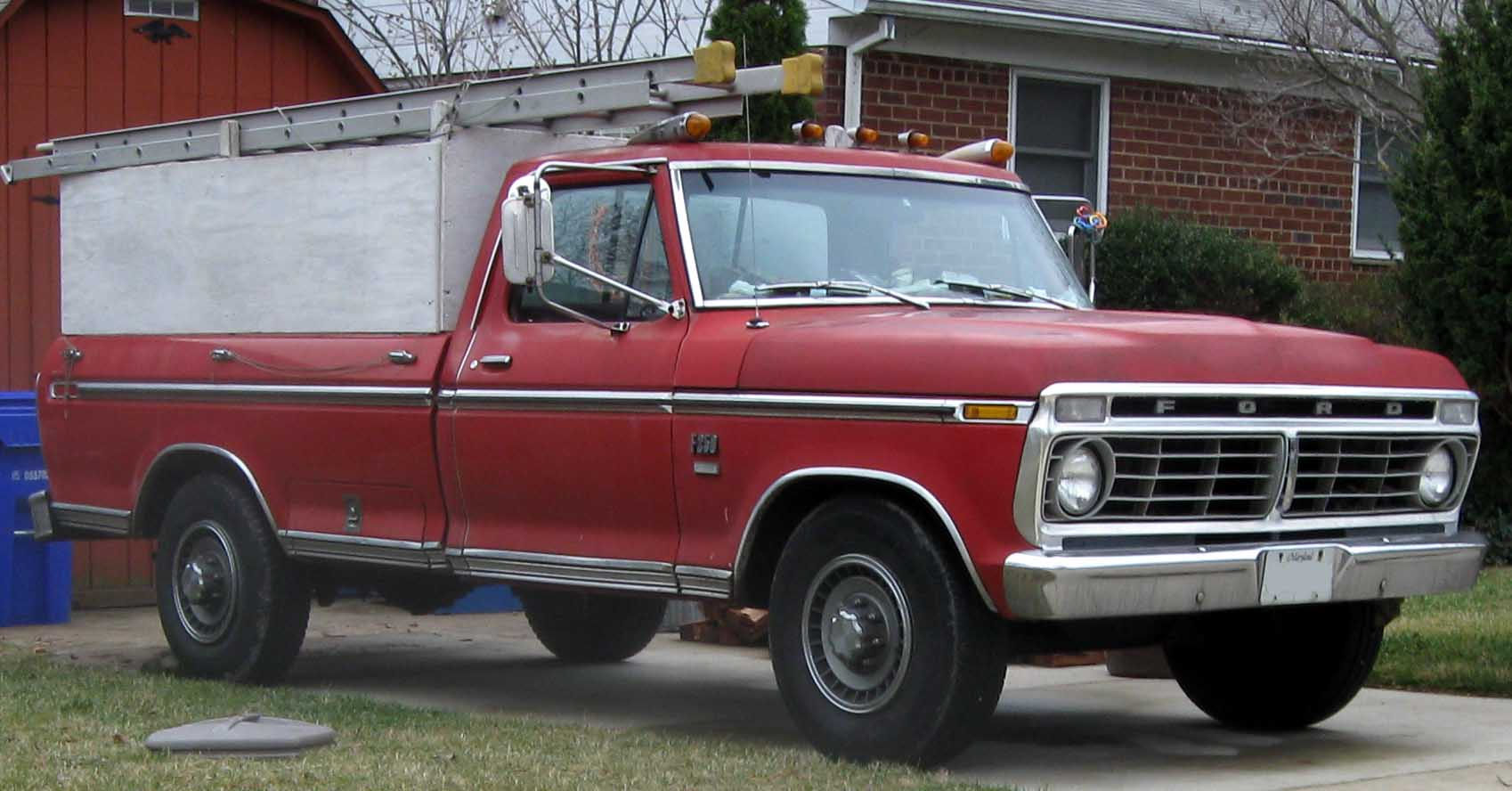
1973—1975 Ford F-350
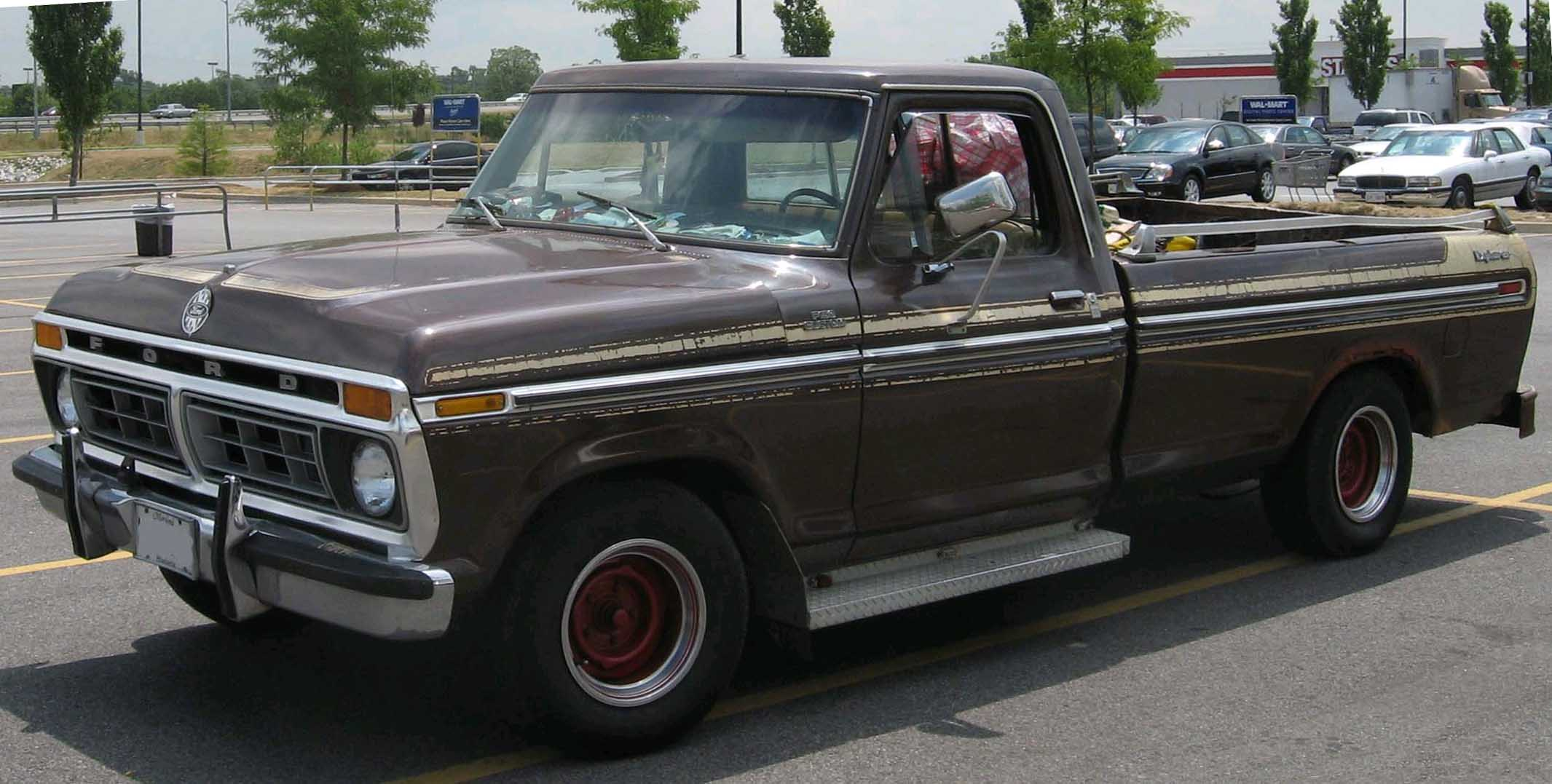
1977 Ford F-150 Explorer

### Вантажівки середньої вантажопідйомності
П'яте покоління F-Series було представлено в 1967 модельному році, причому Ford змінив дизайн своєї F-Series для легкої та середньої вантажопідйомності. Для оптимізації виробничих витрат середні вантажівки (та автобусні шасі) зберегли кабіну та капот легких вантажівок. Замість підвіски Twin I-Beam зберегли суцільну передню вісь; були використані перероблені передні крила для розміщення ширшої передньої колії (і більших коліс). Передня панель була в основному похідною від четвертого покоління важкої серії F, прийнявши решітку на всю ширину між фарами.
У 1968 році був представлений дизельний двигун Caterpillar V8, який став першим звичайним автомобілем Ford середньої вантажопідйомності, який пропонував дизельний двигун. Щоб відрізнити дизельні версії, Ford додав додатковий «0» до позначення моделі, представивши F-6000 і F-7000.
У 1970 році Ford представив лінійку звичайних вантажівок серії L. Перша звичайна вантажівка класу 8, не похідна від F-Series, L-Series (на прізвисько Louisville Line) замінила N-Series і важку F-Series. Іншою зміною було скасовано окреме позначення серії T для вантажівок з подвійною віссю (T-700 і вище). У той час як F-900 і F-1000 були зняті з виробництва, F-800 був прийнятий для середньої вантажопідйомності.
У 1973 році модель середньої вантажопідйомності зазнала незначної ревізії екстер'єру. Разом із зміненим дизайном напису «FORD» на капоті над решіткою радіатора було збільшено рамки передніх фар. Поряд з пофарбованою в білий колір решіткою, середні вантажівки пропонувалися з хромованою решіткою.

## Сьоме покоління (1980—1986)

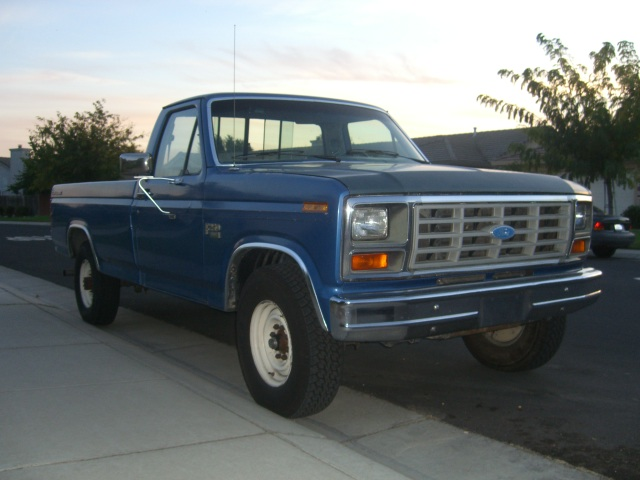
Ford F250 1985

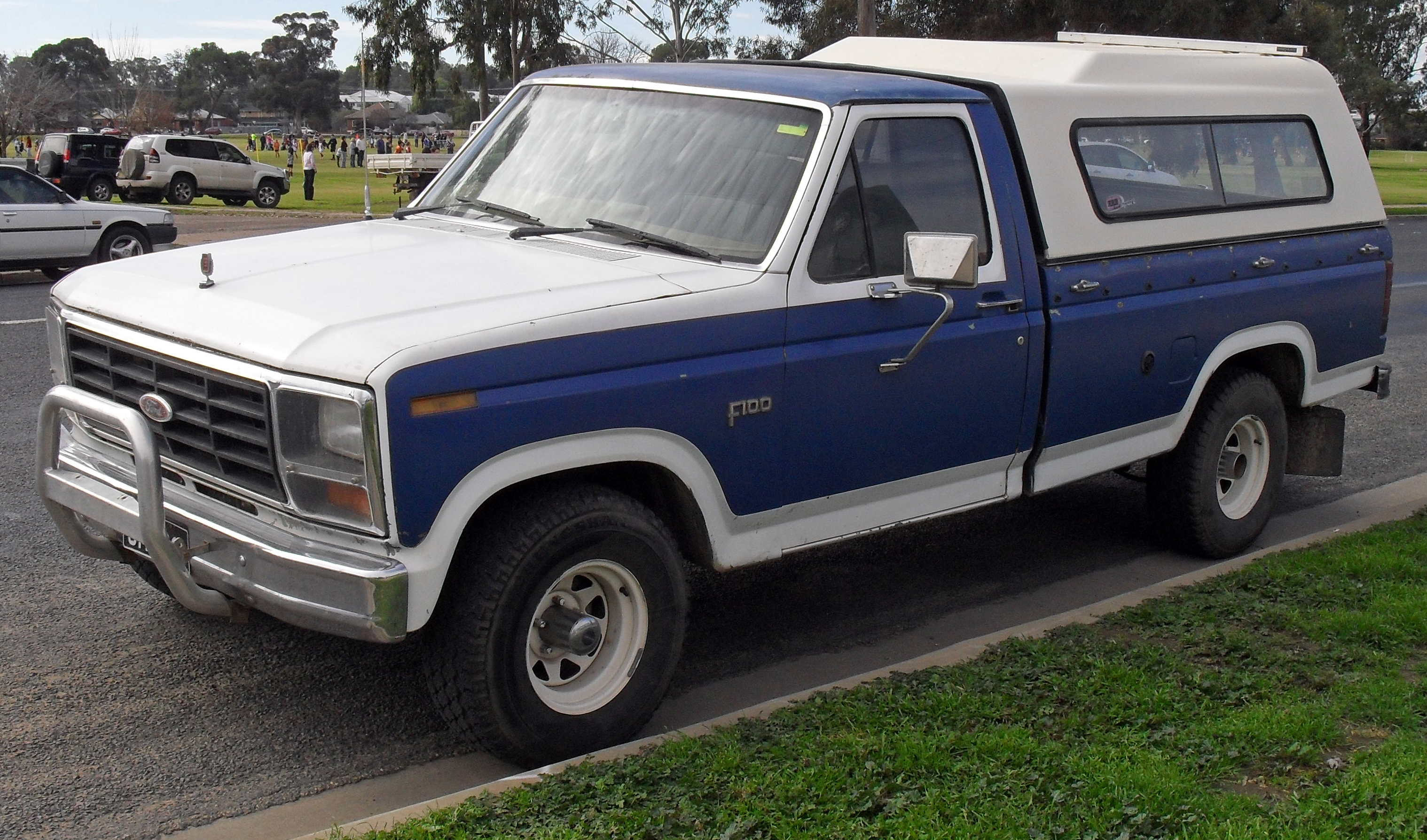
Ford F100 фургон 1981—1987

Наступна велика зміна прийшла в 1980 році. Нова вантажівка стала більш квадратною, з різкими лініями і плоскими панелями. Ford додав як опція нову автоматичну коробку передач AOD з овердрайв, а також незалежну передню підвіску на повнопривідних моделях. У 1982 році напис «FORD» було видалено з капота, а синій овальний логотип злегка оновився на новій решітці радіатора, у якої стало менше вертикальних смуг, ніж у попередній решітці 1980—1981 років.
Великий двигун 460 CID V8 був виключений у 1980 році, але повернувся в 1983 році поряд з дизелем «International Harvester IDI 6,9 L V8». У 1982 році 335 -, було припинено двигунів серії «Cleveland» V8. Двигун Ford 351M V8 був замінений на «Windsor 351», а 400-ті зникли зовсім. П'ятилітрові V8 перейшли на впорскування палива в 1986 році.
Новий двигун «Essex V6» був доданий у 1982 році, але він не особливо добре продавався і його виробництво було припинено після 1983 року.
Наприкінці 1983 року було припинено виробництво F-100 як базової моделі і F-150 зайняв своє місце як базова модель F-серії.

## Восьме покоління (1987—1991)

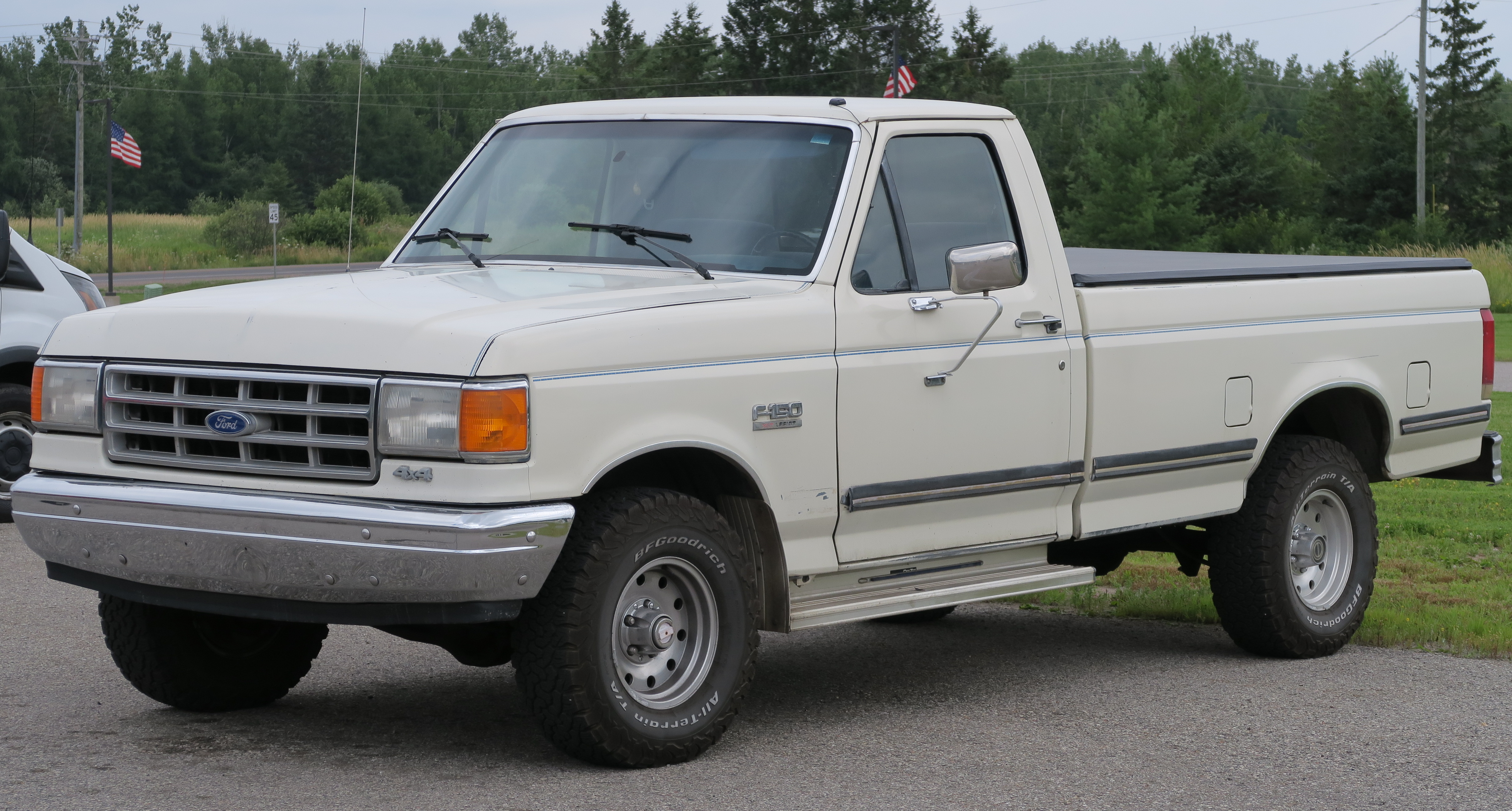
Ford F150 1987

У 1987 році дизайн став більш обтічним і простим. Антиблокувальна система встановлювалася тепер у стандарті. П'ятиступінчаста механічна коробка передач Mazda M5OD була додана в список опцій в 1988 році, зберігши при цьому «важку» чотириступінчасту механічну T18. У 1987 році двигуни робочим об'ємом 4,9 л, 5,8 л і 7,5 л одержали систему вприскування палива, а 1988 рік став першим роком без карбюраторних двигунів у програмі. У 1988 році також був замінений 6,9 л дизель V8 на 7,3 л International Harvester IDI дизель V8 (180 к.с. і 495 Нм крутного моменту).
Моделі «F-Super Duty» з'явилися в 1987 році. В основному вони були моделлю F-450 з двома паливними баками, зі стандартним 7,5 л двигуном V8 або 7,3 л дизелем V8. Цю модель не слід плутати з комерційною лінією вантажних автомобілів «Super Duty», що випускається з 1999 модельного року.
Моделі:
- F-150: вантажопідйомність 1/2 тонни
- F-250: вантажопідйомність 3/4 тонни
- F-350: вантажопідйомність 1 тонна
- F-Super Duty: вантажопідйомність 1 тонна

Восьме покоління 1987—1991
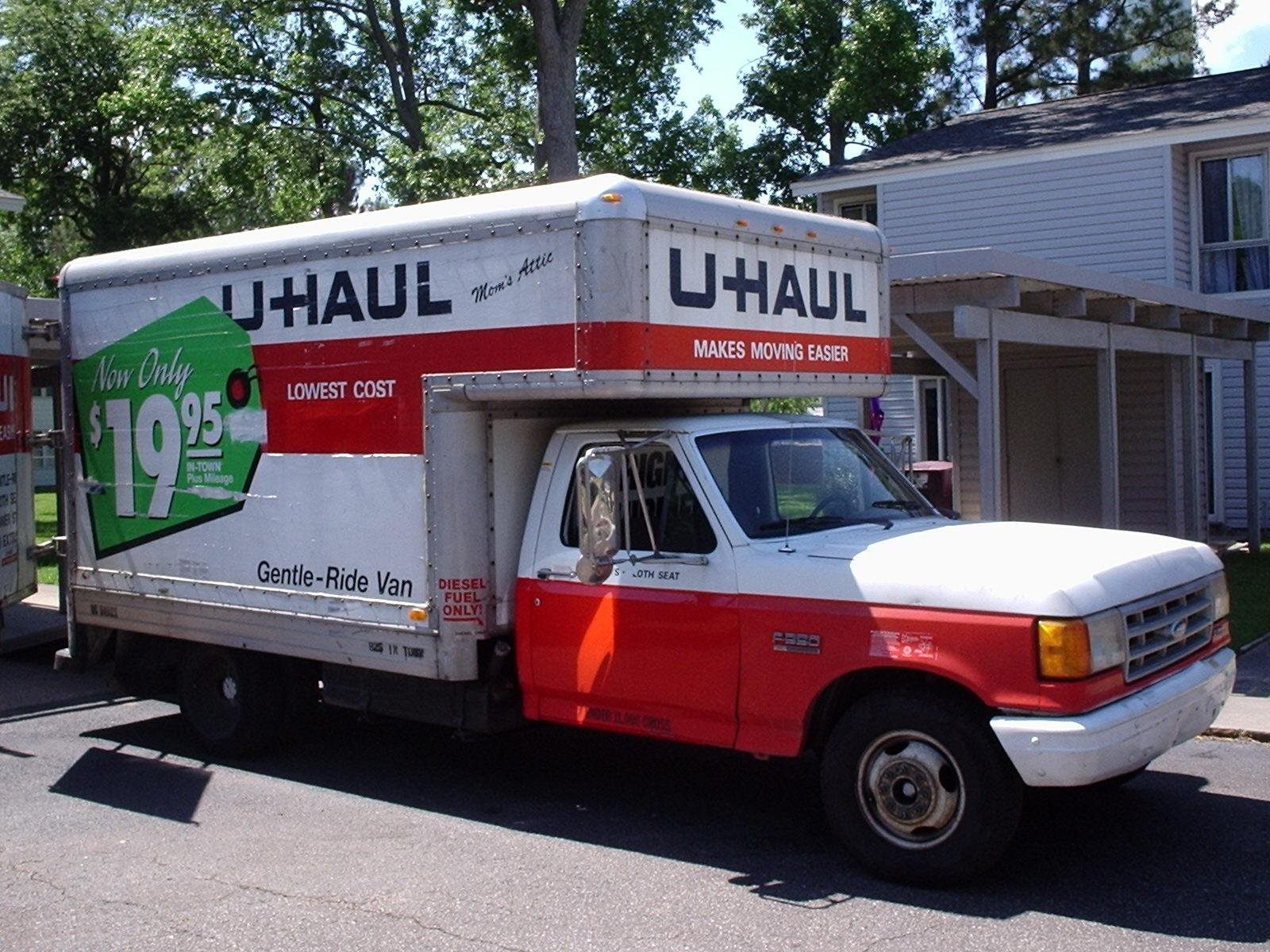
Ford F350 U-Haul truck
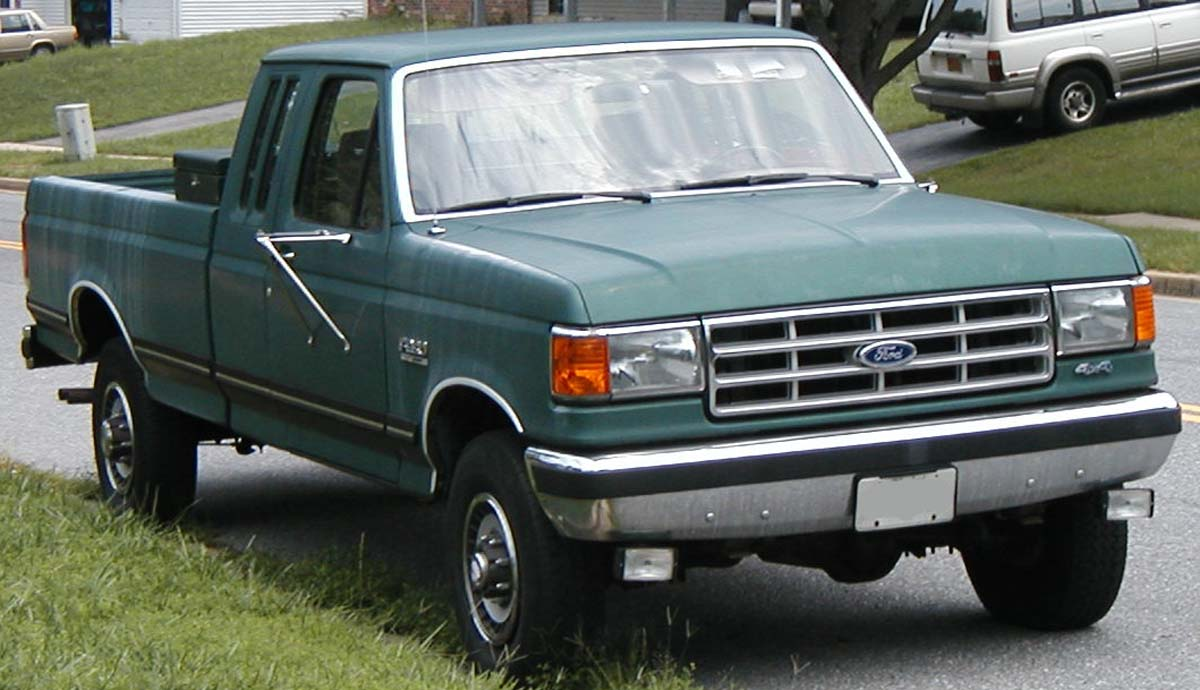
Ford F-250 Super Cab
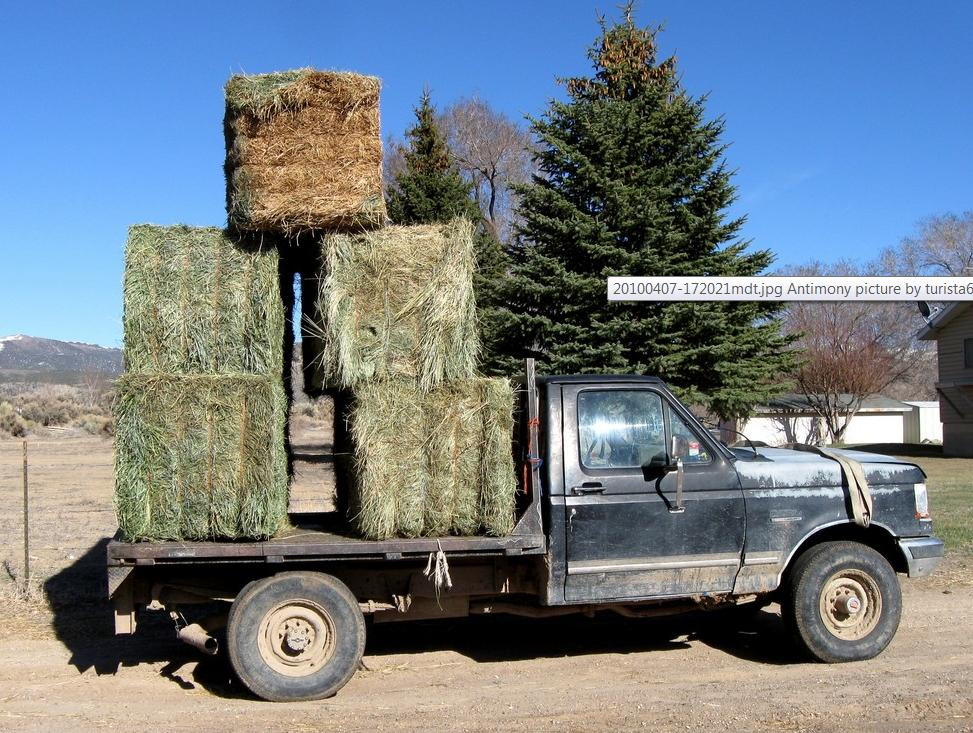
Ford F-Superduty Flatbed

### Вантажівки середньої вантажопідйомності
Змінившись від прямокутної решітки радіатора F-Series і Ranger до трапецієподібної решітки L-Series Conventional і CL-Series COE, вантажівки шостого покоління середньої вантажопідйомності F-Series прийняли вищу та вужчу лінію капота, вимагаючи повернення окремі крила (вперше з 1957 року вантажівки «Big Job»). Традиційний капот із заднім шарніром був стандартним, але додатковий капот із нахилом вперед (у стилі більших вантажівок серії L) швидко випередив його за популярністю. Як поточна зміна протягом 1983 року (для моделі 1984 року), F-Series середньої потужності замінила «FORD» на емблему решітки радіатора Ford Blue Oval, ставши останнім автомобілем Ford, який зробив це.
На момент запуску F-Series середньої потужності пропонувалася з двома бензиновими двигунами V8 і двома дизельними двигунами V8. 370-кубічний V8 був стандартним, з додатковим 429-кубічним дюймом V8; обидва були варіантами 460 V8, розробленими для комерційного використання. 429 став стандартним обладнанням у 1991 році. У 1980 році стандартним дизельним варіантом був 8,2-літровий дизельний двигун V8 «Fuel Pincher» (для вантажівок F-600 і F-700); 10,4-літровий Caterpillar 3208 V8 повернувся (перейменувавши F-800 на F-8000). У 1985 році Ford представив шестирядні дизельні двигуни, вироблені на спільному підприємстві з New Holland у Бразилії; На заміну Detroit Diesel V8 і Caterpillar 3208 поступово вводилися рядні 6,6-літрові та 7,8-літрові двигуни. Замість додавання додаткового «0» до позначення моделі версії з двигунами New Holland носили маркування «Дизель». У 1992 році Ford представив рядні шестициліндрові дизелі Cummins 5,9 л B-серії та 8,3 л C-серії, які поступово замінили двигуни Ford-New Holland.

## Дев'яте покоління (1992—1996)

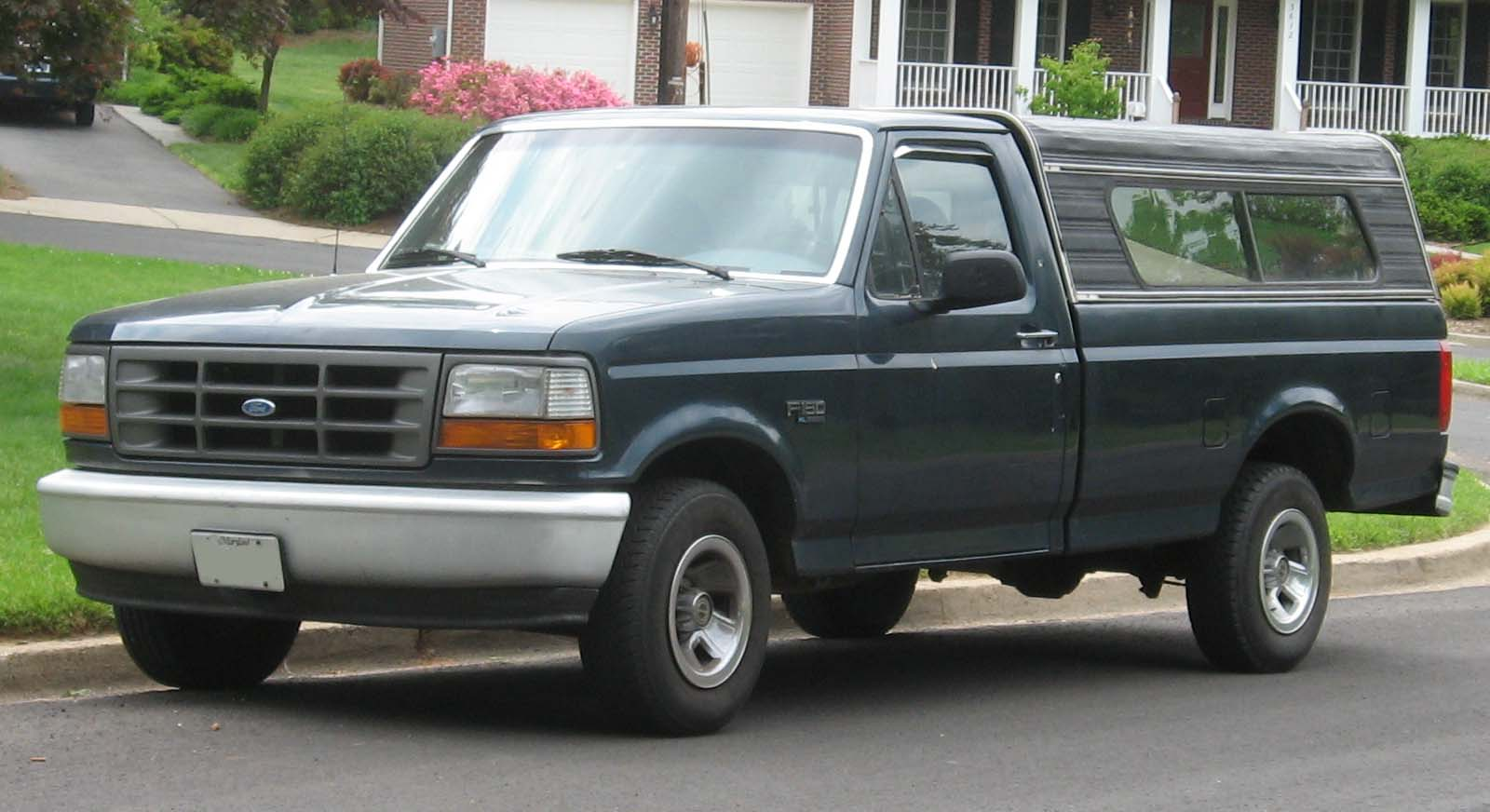
Ford F-150 Regular Cab

У дев'ятому коліні (1992—1996) автомобілі F-серії пройшли аеродинамічну оптимізацію, яка позначилася на зовнішності. Інтер'єрники перекроїли салони. Для F150 1992 рік ознаменувався поверненням класичної вантажної платформи Flareside, якої він був позбавлений в 1987 році.

### Ford F-150 SVT Lightning
В 1992 році представлена спортивна модель Ford SVT Lightning, розроблена Ford Special Team Vehicle Team (SVT) на основі F-150 для конкуренції з GMC Syclone. Автомобіль отримав двигун 5,8 л V8 потужністю 240 к.с., що працював у парі з 4-ступінчастою автоматичною трансмісією від F-350.

Дев'яте покоління 1992—1996
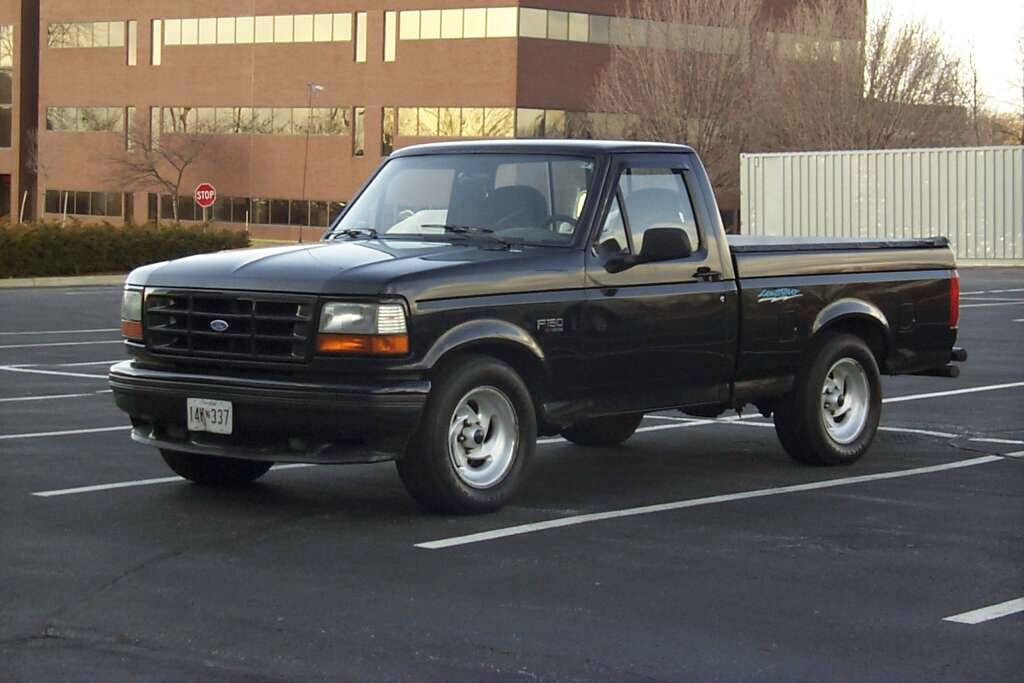
Ford SVT Lightning
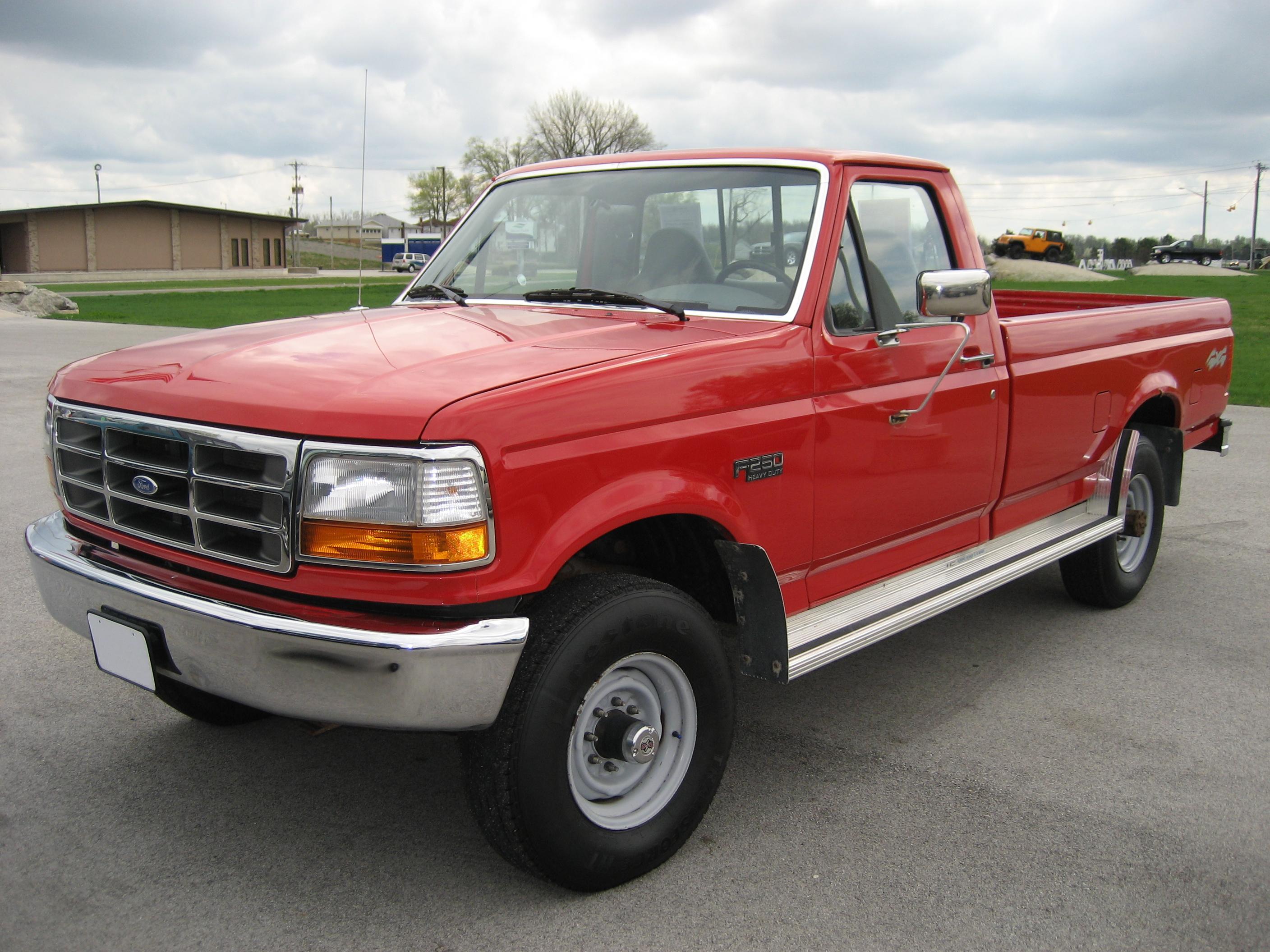
Ford F-150 Regular Cab
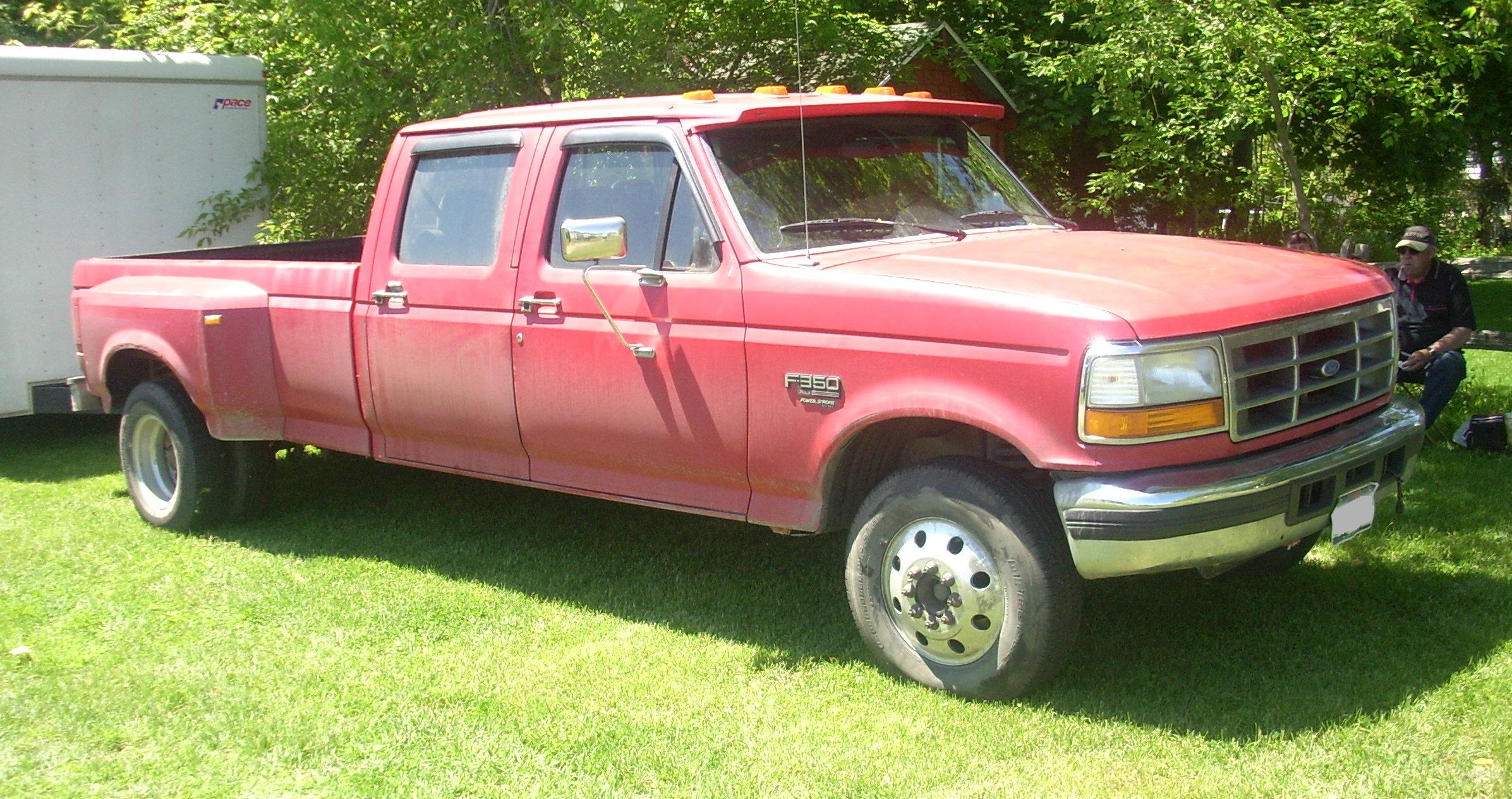
F-350 Crew Cab diesel

### Вантажівки середньої вантажопідйомності
Змінившись від прямокутної решітки радіатора F-Series і Ranger до трапецієподібної решітки L-Series Conventional і CL-Series COE, вантажівки шостого покоління середньої вантажопідйомності F-Series прийняли вищу та вужчу лінію капота, вимагаючи повернення окремі крила (вперше з 1957 року вантажівки «Big Job»). Традиційний капот із заднім шарніром був стандартним, але додатковий капот із нахилом вперед (у стилі більших вантажівок серії L) швидко випередив його за популярністю. Як поточна зміна протягом 1983 року (для моделі 1984 року), F-Series середньої потужності замінила «FORD» на емблему решітки радіатора Ford Blue Oval, ставши останнім автомобілем Ford, який зробив це.
На момент запуску F-Series середньої потужності пропонувалася з двома бензиновими двигунами V8 і двома дизельними двигунами V8. 370-кубічний V8 був стандартним, з додатковим 429-кубічним дюймом V8; обидва були варіантами 460 V8, розробленими для комерційного використання. 429 став стандартним обладнанням у 1991 році. У 1980 році стандартним дизельним варіантом був 8,2-літровий дизельний двигун V8 «Fuel Pincher» (для вантажівок F-600 і F-700); 10,4-літровий Caterpillar 3208 V8 повернувся (перейменувавши F-800 на F-8000). У 1985 році Ford представив шестирядні дизельні двигуни, вироблені на спільному підприємстві з New Holland у Бразилії; На заміну Detroit Diesel V8 і Caterpillar 3208 поступово вводилися рядні 6,6-літрові та 7,8-літрові двигуни. Замість додавання додаткового «0» до позначення моделі версії з двигунами New Holland носили маркування «Дизель». У 1992 році Ford представив рядні шестициліндрові дизелі Cummins 5,9 л B-серії та 8,3 л C-серії, які поступово замінили двигуни Ford-New Holland.

### Двигуни
Бензинові
- 3,8 л Essex V6 (Ford F-150, Мексика)
- 4,9 л Truck Six I6
- 5,0 л Windsor V8
- 5,8 л Windsor V8
- 7,5 л 460 V8

Дизельні
- 7,3 л IDI diesel V8 (1992—1994)
- 7,3 л IDI Turbo diesel V8 (1993—1994)
- 7,3 л Power Stroke turbodiesel V8 (1994.5—1997)

## Десяте покоління (1997—2004)

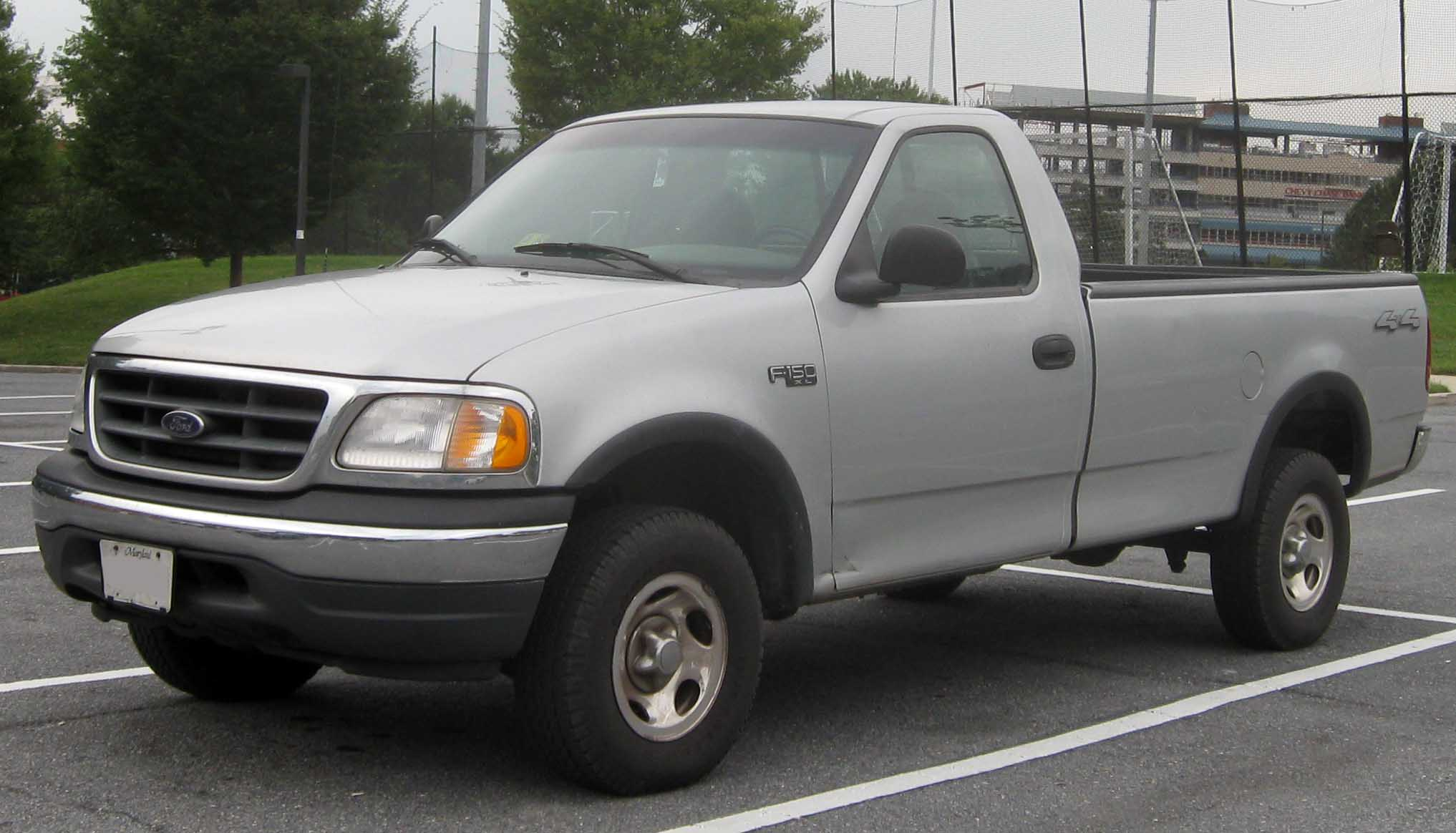
Ford F-150 XL regular cab 1999—2003

У 1997 році дев'яте покоління пікапів F-серії. Це покоління відрізняється м'якішими і виразнішими формами. Зовнішність автомобіля своєрідна. З технічної точки зору все дуже просто, міцно і надійно.
Основа конструкції — потужна сталева рама. До неї прикріплені кузов і, на гумових подушках, кабіна. Ведучий задній міст — нерозрізна балка на ресорах, до якої йде довга труба карданного валу діаметром міліметрів сто. Цікава передня підвіска — на одинарних збірних діагональних важелях. Причому литі поперечні, розміром і формою перетину нагадують залізничні рейки, — різної довжини і схрещуються між собою. Така конструкція, при всій простоті, дозволяє розмістити досить довгі важелі. Вони забезпечують при роботі підвіски мінімальне відхилення коліс від вертикалі, а значить — від розрахункової колії і, як наслідок, кращу стійкість. Розмір шин — 235/75R15.
На панелі приладів — спідометр, вольтметр і покажчики тиску масла, температури охолоджуючої рідини і рівня палива. Останній можна перемикати на будь-який з двох паливних баків. Одночасно перемикається і подача бензину в двигун. У кермі захована надувна подушка безпеки.
Силовим агрегатом виступає бензиновий шестициліндровий рядний двигун об'ємом 5,0 літрів.
Велика популярність F-150 у американських покупців змушує компанію з обережністю підходити до оновлення моделі. Адже новинка повинна зберегти в собі всі ті якості, які привертали покупців раніше, додавши до них останні розробки технічного прогресу. Також модернізація необхідна, щоб на рівних конкурувати з такими монстрами як Chevrolet Silverado / GMC Sierra, не кажучи вже про новачка ринку — повнорозмірний пікап Nissan Titan. Відповіддю конкурентам стало оновлене сімейство Ford F-150.
Новий F-150 являє собою величезний крок вперед в плані дизайну і конструкції пікапів.

### Ford F-150 SVT Lightning
У 1999 році був представлений пікап Ford F-150 SVT Lightning другого покоління. Оснащений потужним двигуном 5,4 л Supercharged Triton V8 360 к.с., а з 2001 року — 380 к.с. і авангардною для американських пікапів зовнішністю. У прагненні догодити молодим шанувальникам Форда, кузов і сидіння були оздоблені татуюваннями в стилі маорі.

Десяте покоління 1997—2004
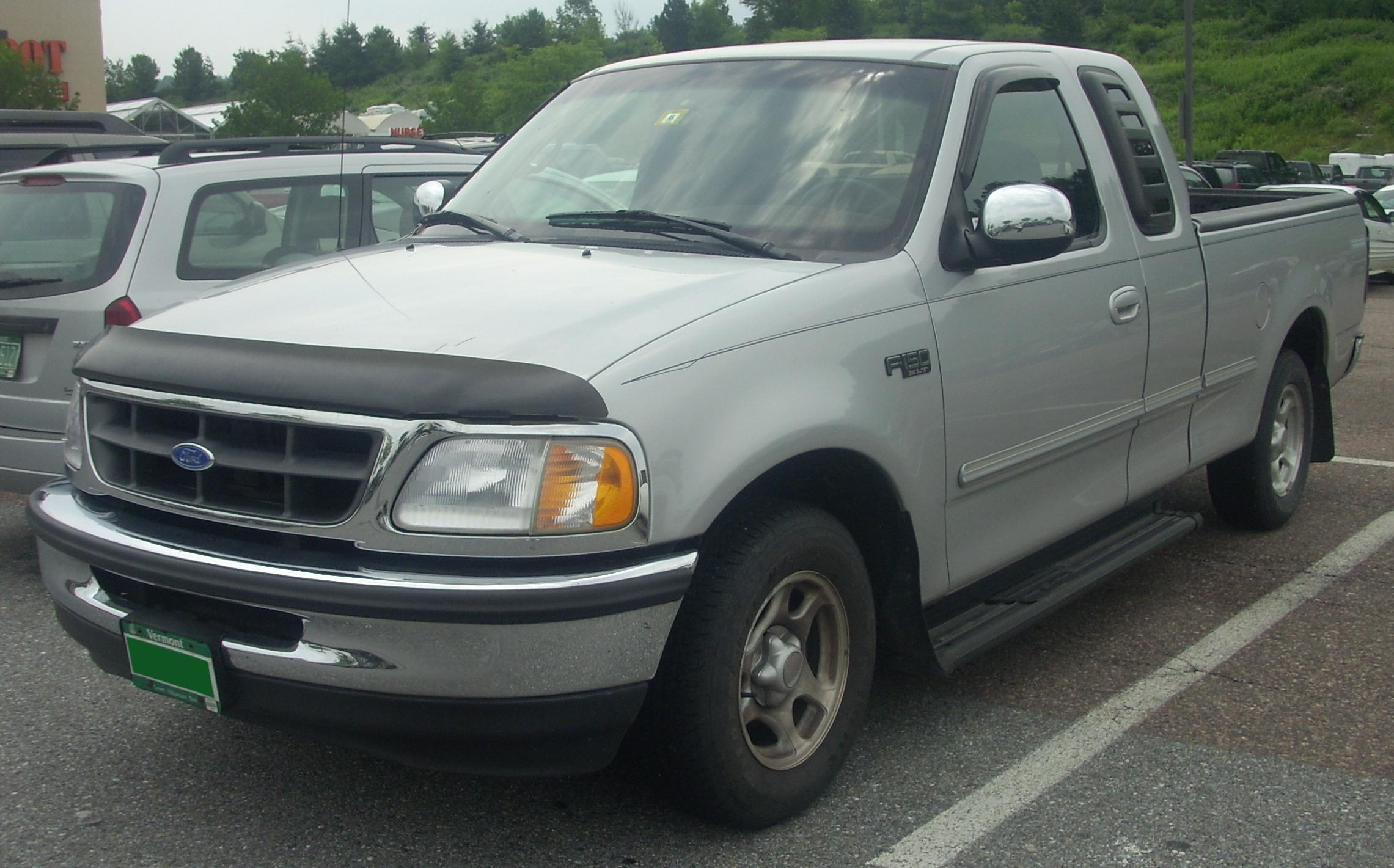
1997—1998 Ford F-150 SuperCab XLT
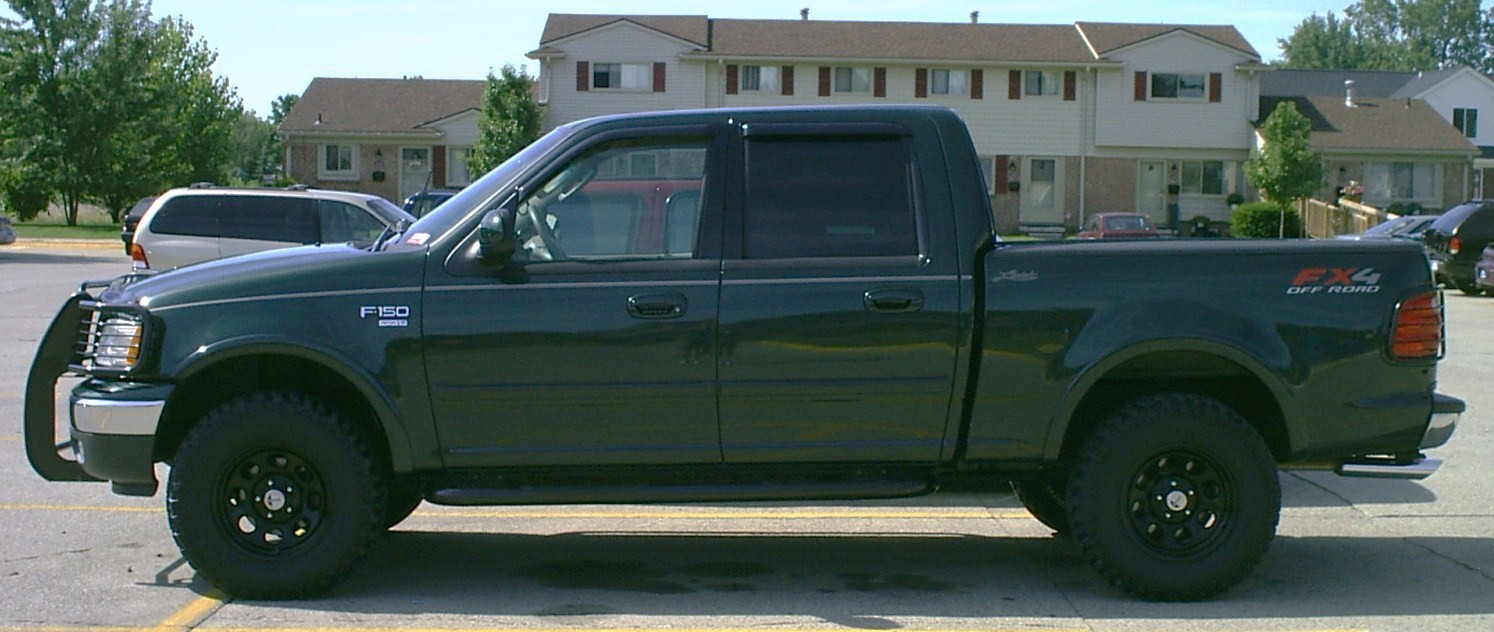
2003 F-150 Super Crew Off Road 4x4
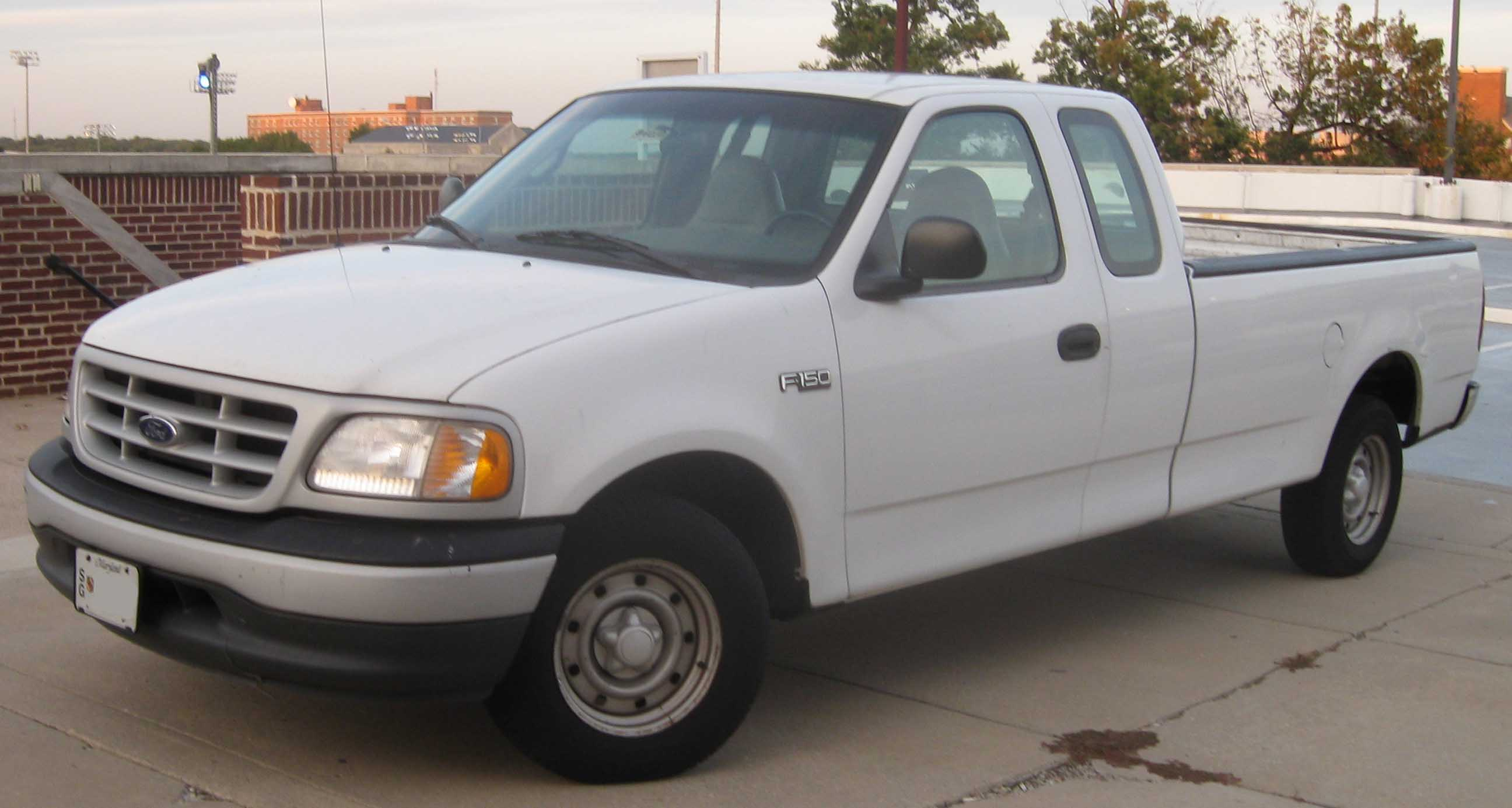
1999-2003 Ford F-150 SuperCab long bed
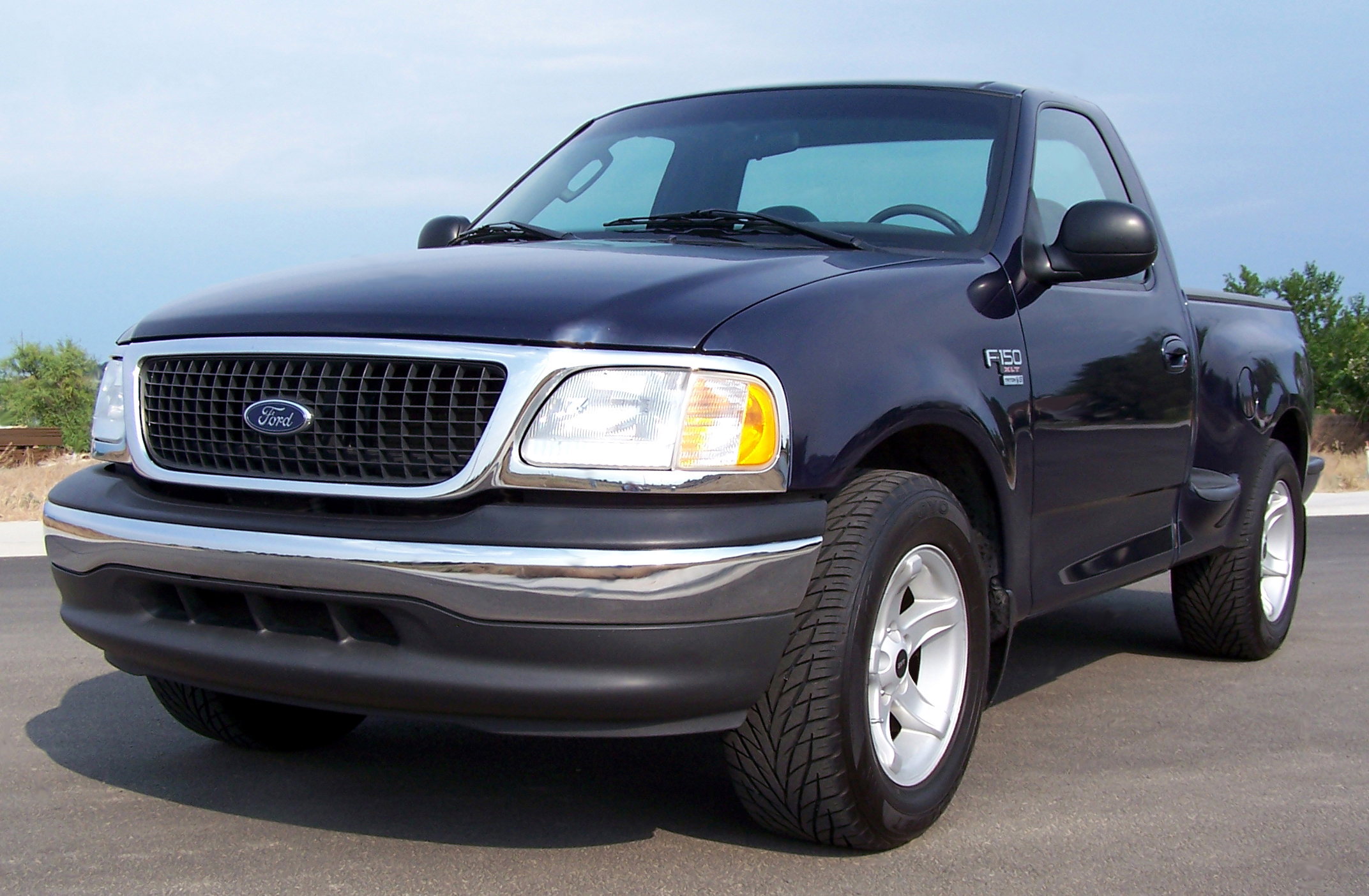
Ford F-150 Flareside
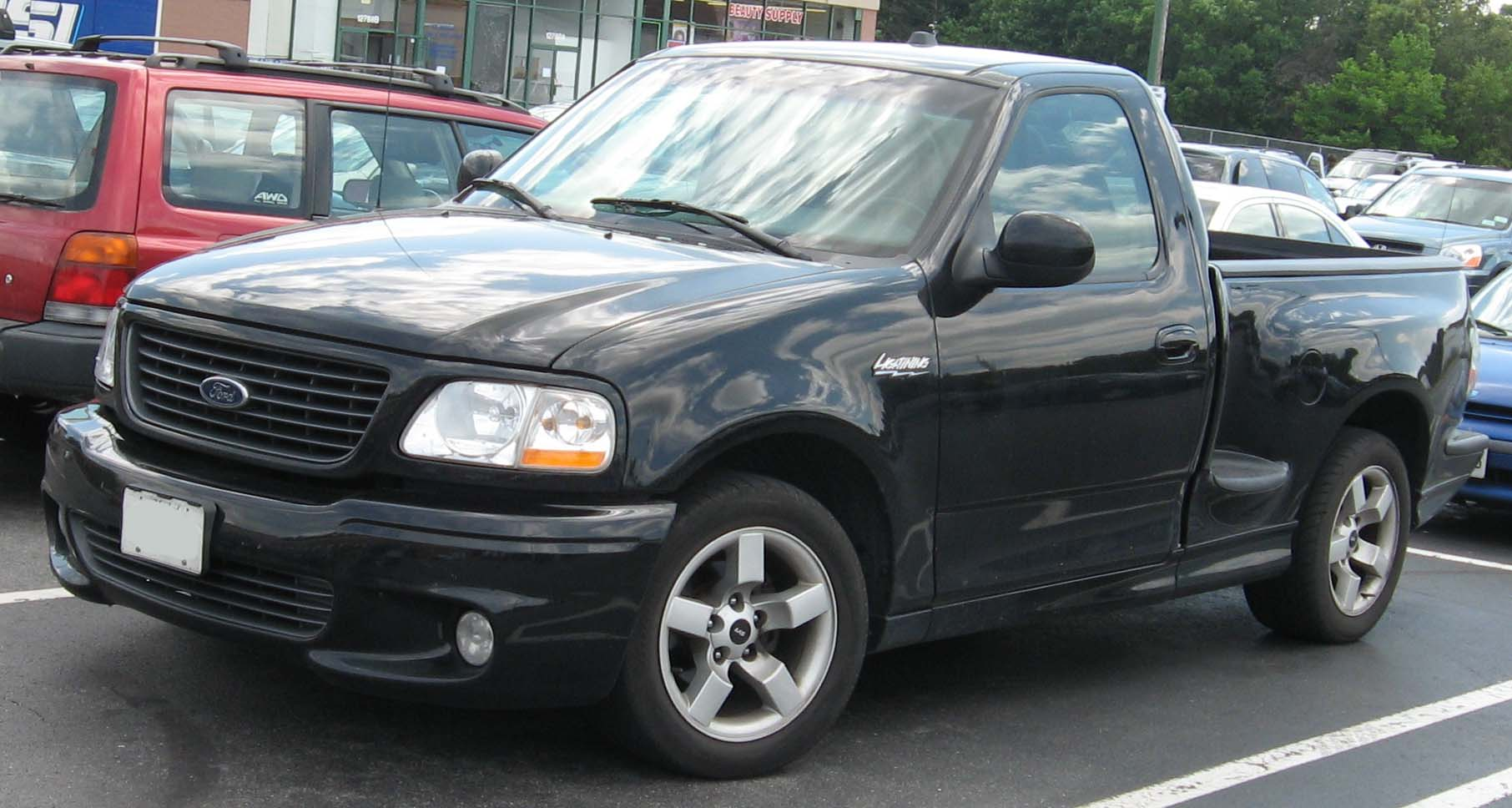
Ford F-150 SVT Lightning
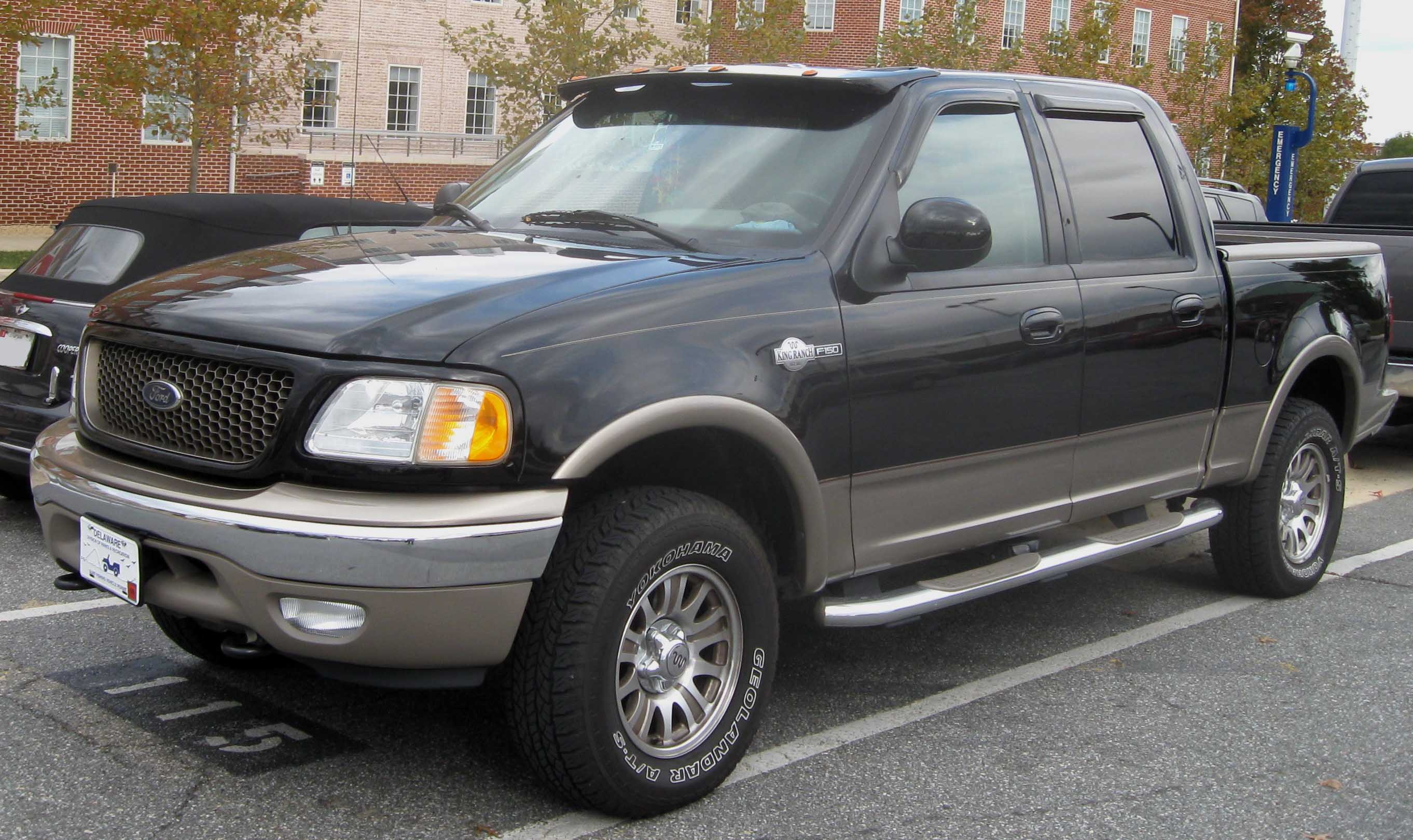
Ford F-150 King Ranch SuperCrew
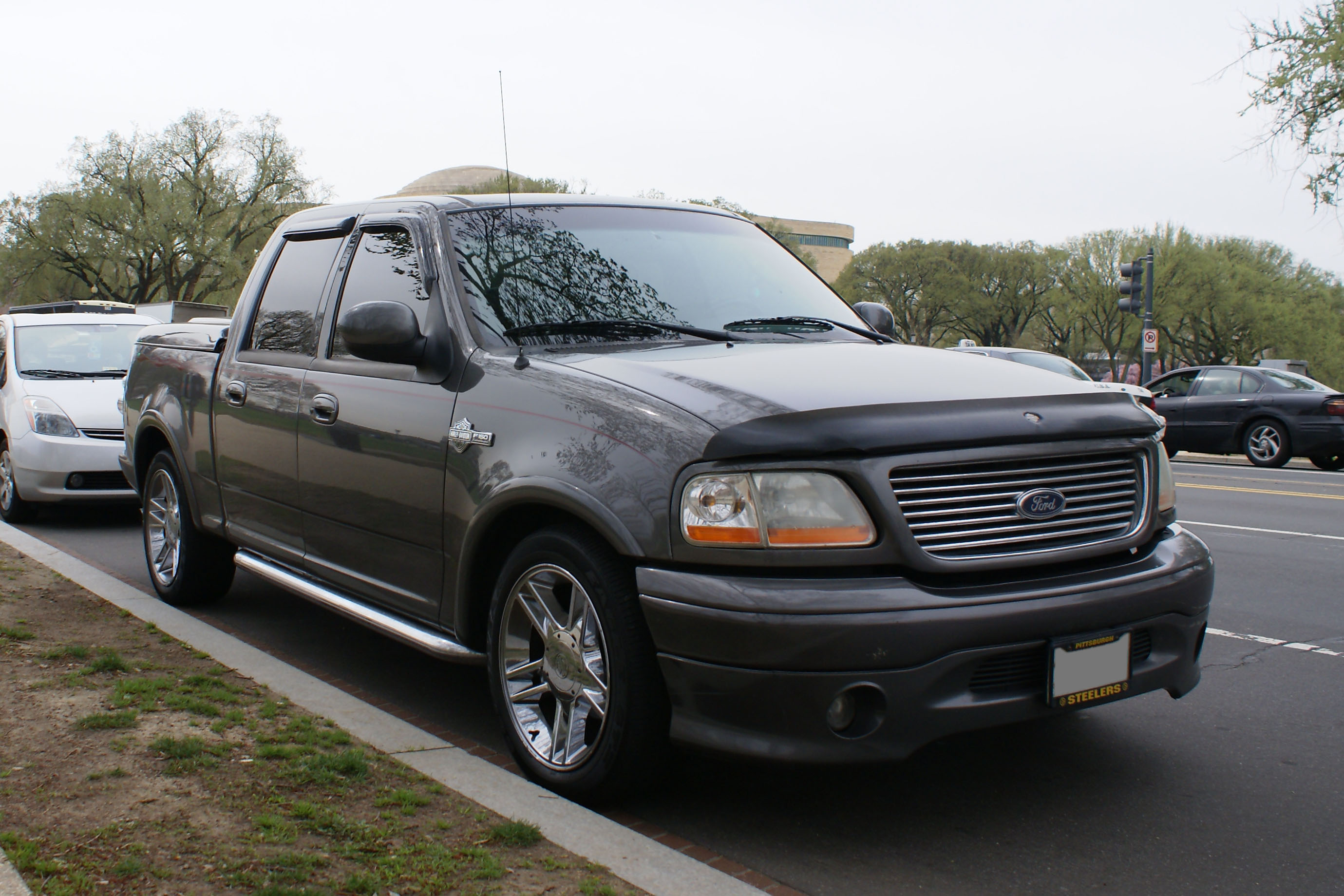
Ford F-150 Harley Davidson
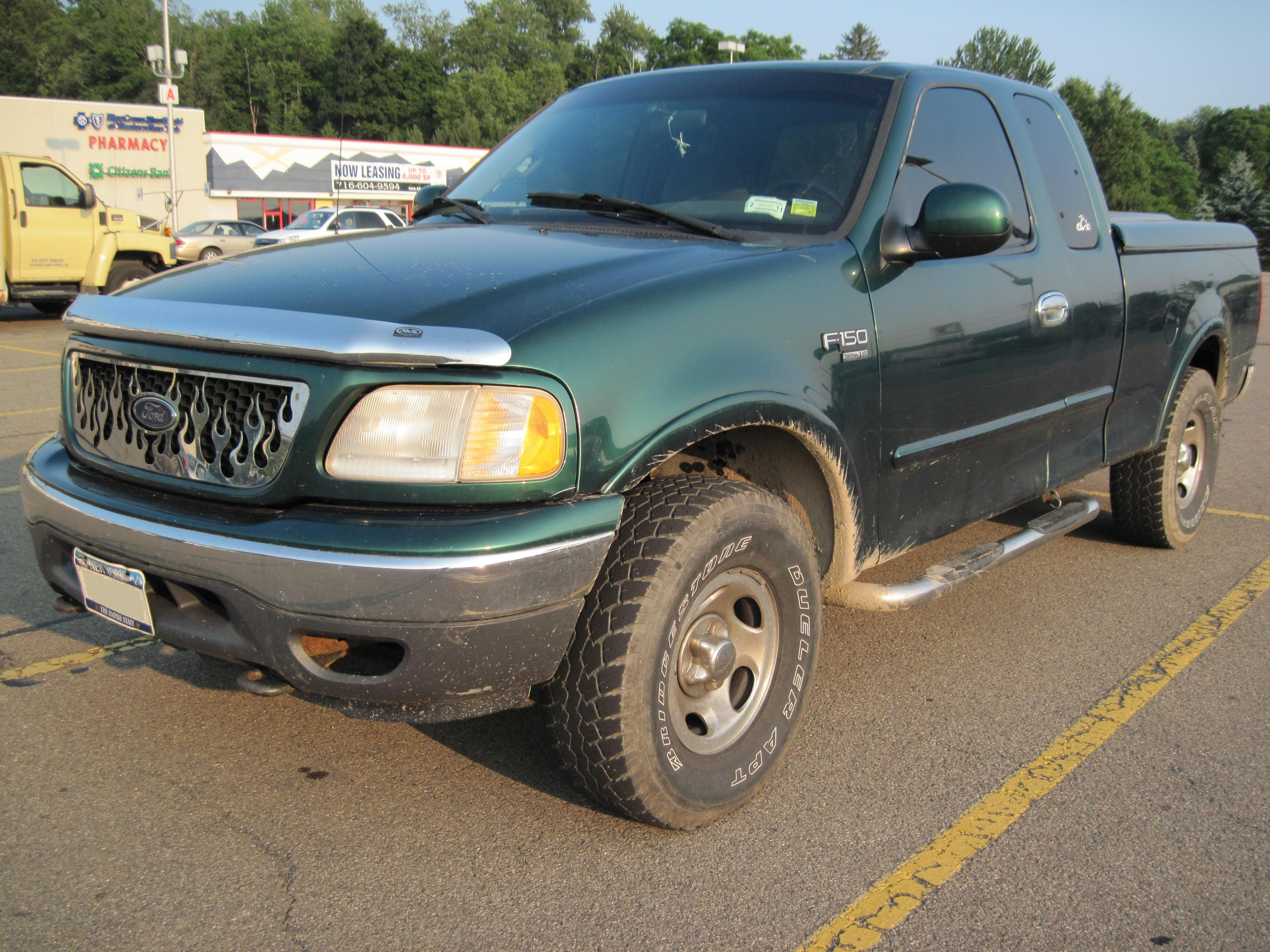
Ford F-150 with custom grille

### Двигуни
- 4,2 л Essex V6 205 к.с.
- 4,6 л Triton V8 220—231 к.с.
- 5,4 л Triton V8 235—260 к.с.
- 5,4 л Supercharged Triton V8 340—360 к.с.

## Одинадцяте покоління (2004—2008)

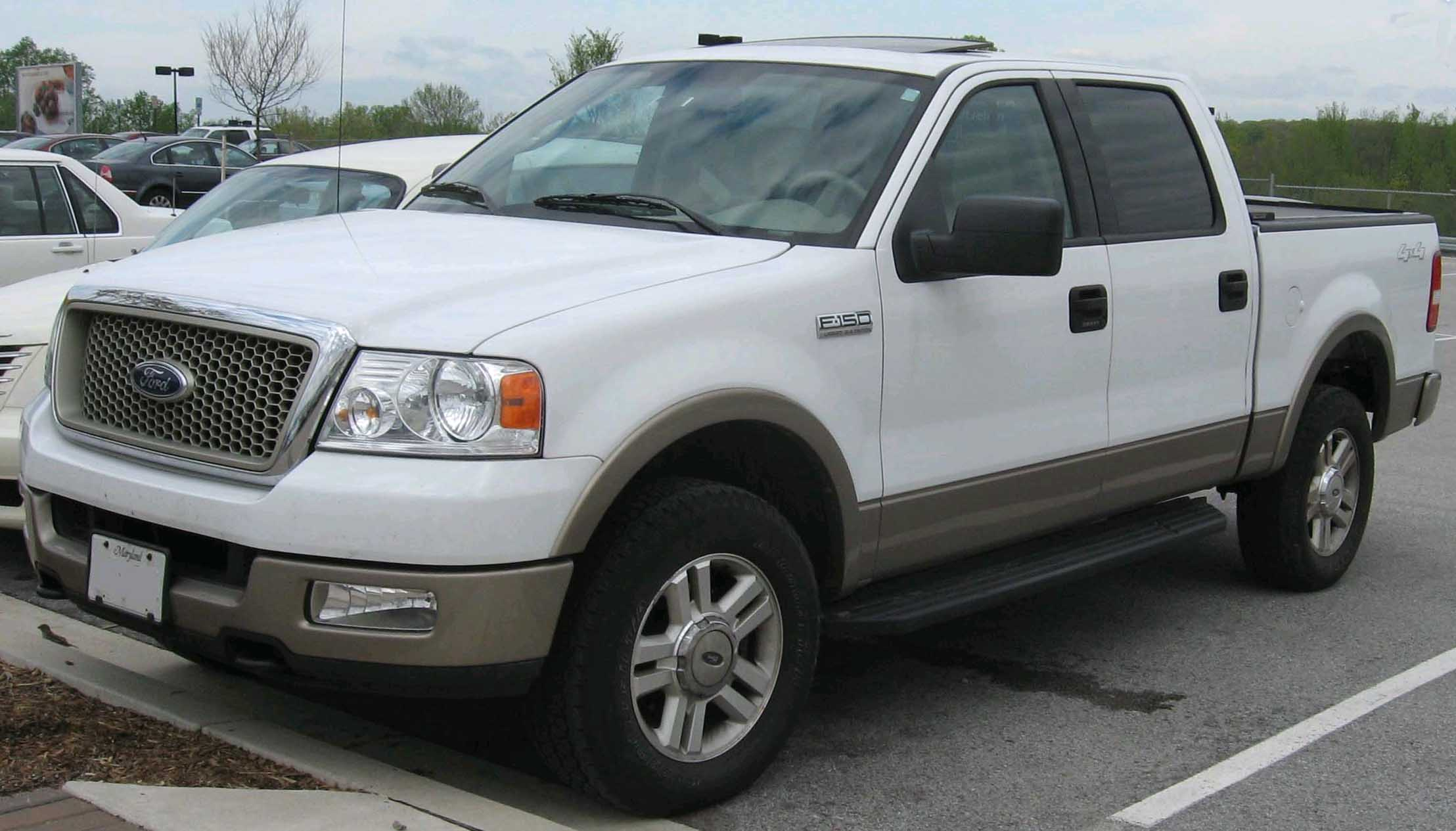
Ford F150 2004—2007

Нове покоління дебютувало на автошоу в Детройті в 2003 році. Тоді був представлений повнорозмірний пікап з новим дизайном, оснащений модернізованими двигунами, який уособлював собою модель 2004 року. Це покоління мало мужніший імідж. Агресивний індустріальний дизайн у стилі концепт-трака Mighty F-350 Tonka, показаного на детройтському мотор-шоу 2002 року, рубані лінії кузова, масивна радіаторна решітка, великі 17 — або 18-дюймові алюмінієві колеса. Ширшою стала колія, збільшилися колеса, кабіна випросталась і втратила пухлість боковин. Від Tonka новинка запозичила нахил лобового скла і загальну форму кабіни, а також вертикальні ручки відкриття дверей.
Пікап як і раніше має рамну конструкцію, але тепер рама виконана з елементів коробчатого перетину. Така конструкція перевершує за жорсткістю раму з традиційного відкритого профілю: на кручення в 9 разів, а на вигин — на 50 %.
Автомобіль отримав доопрацьовану підвіску. Спереду — подвійні поперечні важелі і стійки з пружинами, причому деякі елементи передньої підвіски (вперше в цьому класі) виконані з алюмінію — для зниження безпружинних мас. Ззаду, окрім посилення листових ресор, змінено положення амортизаторів: їх винесли за габарити рами, що дозволило зробити їх жорсткіше, поліпшивши опірність кренів і розгойдування і не нашкодивши плавності ходу.
Збільшилися розміри кабіни і вантажного відсіку. Крім того, Ford F-150 отримав незвичайні передні двері з нерівною лінією бічних стекол, як на більших F-250/350, що дозволяє поліпшити огляд у дзеркалах заднього виду.
Геометричний дизайн переважає і всередині салону. F-150 отримав інтер'єр, складений з лаконічних площин, кіл і прямих кутів.
На додаток до 231-сильного 4,6 л двигуна V8 з'явився новий 5,4-літровий 300-сильний Triton V8 з 3 клапанами на циліндр і — вперше на вантажівках Ford — змінюваними фазами газорозподілу. Коробка автоматична (на деяких моделях важіль АКПП розташований на підлозі), дискові гальма на всіх колесах, АБС входить у стандартну комплектацію. Як опція пропонується повний привід. Ford F-150 пропонується в декількох різних конфігураціях, під різні групи покупців. Три різновиди кабіни, всі чотирьохдверні. Regular Cab має один ряд сидінь, за яким є місце для вантажу — доступ туди забезпечують двері, що відкриваються проти ходу. У SuperCab і SuperCrew рядів два, в останній, просторішій версії задні двері — звичайні, на передніх петлях. Два варіанти кузова різної довжини і обробки — Styleside (опуклі задні крила) і Flareside (звичайні борти). П'ять варіантів комплектації салону (XL, STX, XLT, FX4 і Lariat) — від найпростішого для «робочої конячки» до найдорожчого з шкірою і деревом. У списку додаткового устаткування відтепер можна знайти навіть DVD-програвач із рідкокристалічним дисплеєм.
Вантажні відсіки можуть бути різної довжини: від п'яти з половиною до восьми футів (від 1,68 до 2,44 м). Максимальна вантажопідйомність пікапа — близько 1300 кг, а максимальна маса причепа на буксирі — 4300 кг.
Моделі F-серії є лідерами на ринку пікапів ось вже 25 років, а останні кілька років утримують лідерство серед усіх типів автомобілів у США. Рекорд із продажу F-150 був встановлений в 2001 році: тоді було реалізовано 911597 пікапів цієї серії.
Також у 2003 році був представлений F-150 SVT Lightning. Крім очевидних зовнішніх відмінностей і незалежної задньої підвіски концепт може похвалитися шестиступінчастою механічною коробкою і форсованим двигуном — 5,4-літровий Triton V8 від F-150. Агрегат забезпечений нагнітачем і розвиває вже не 300, а 500 к.с. Більш того, пристрій SuperCooler здатне додати двигуну ще 50 к.с. на 45 секунд.

Одинадцяте покоління 2004—2008
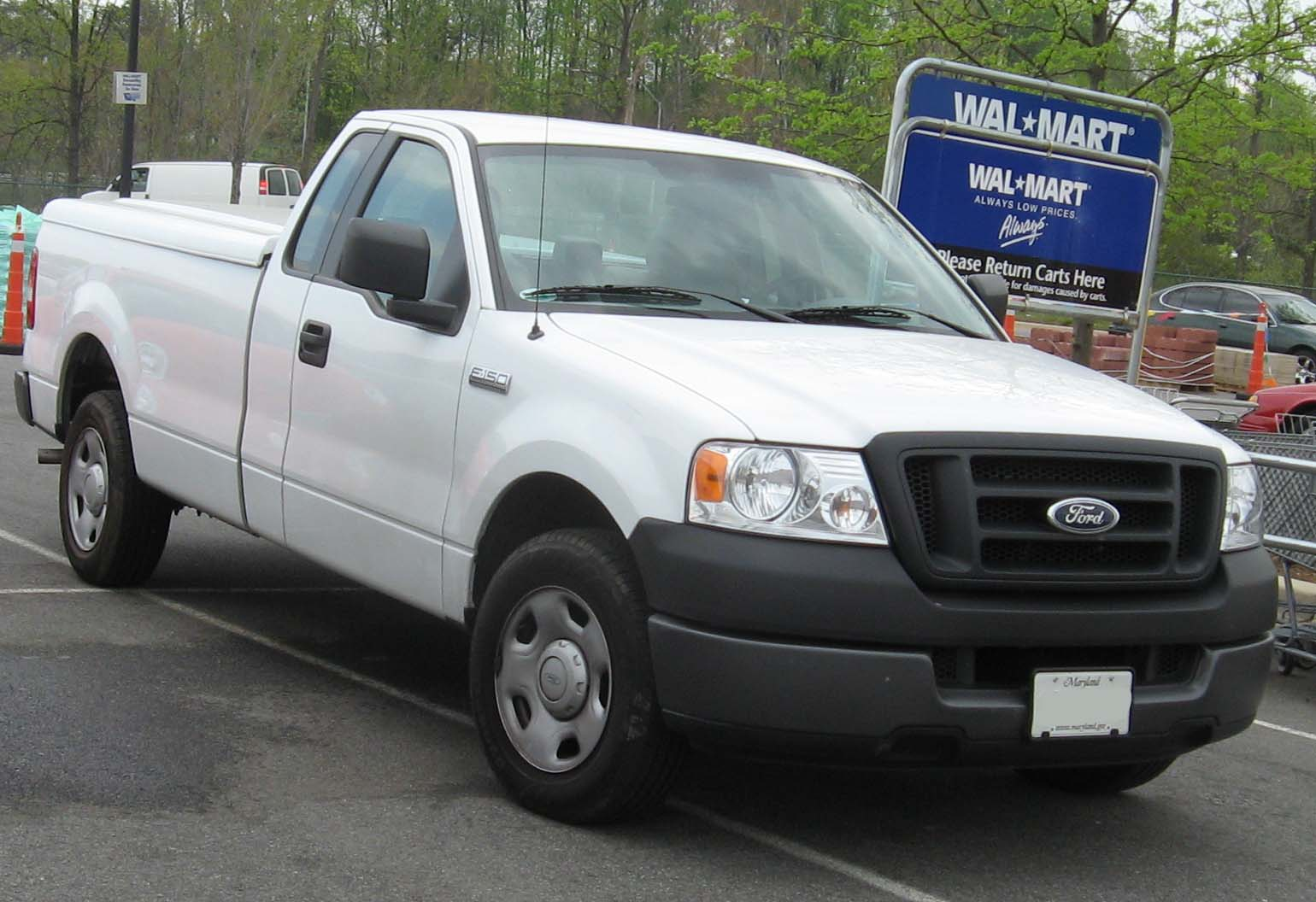
Ford F-150 Regularcab
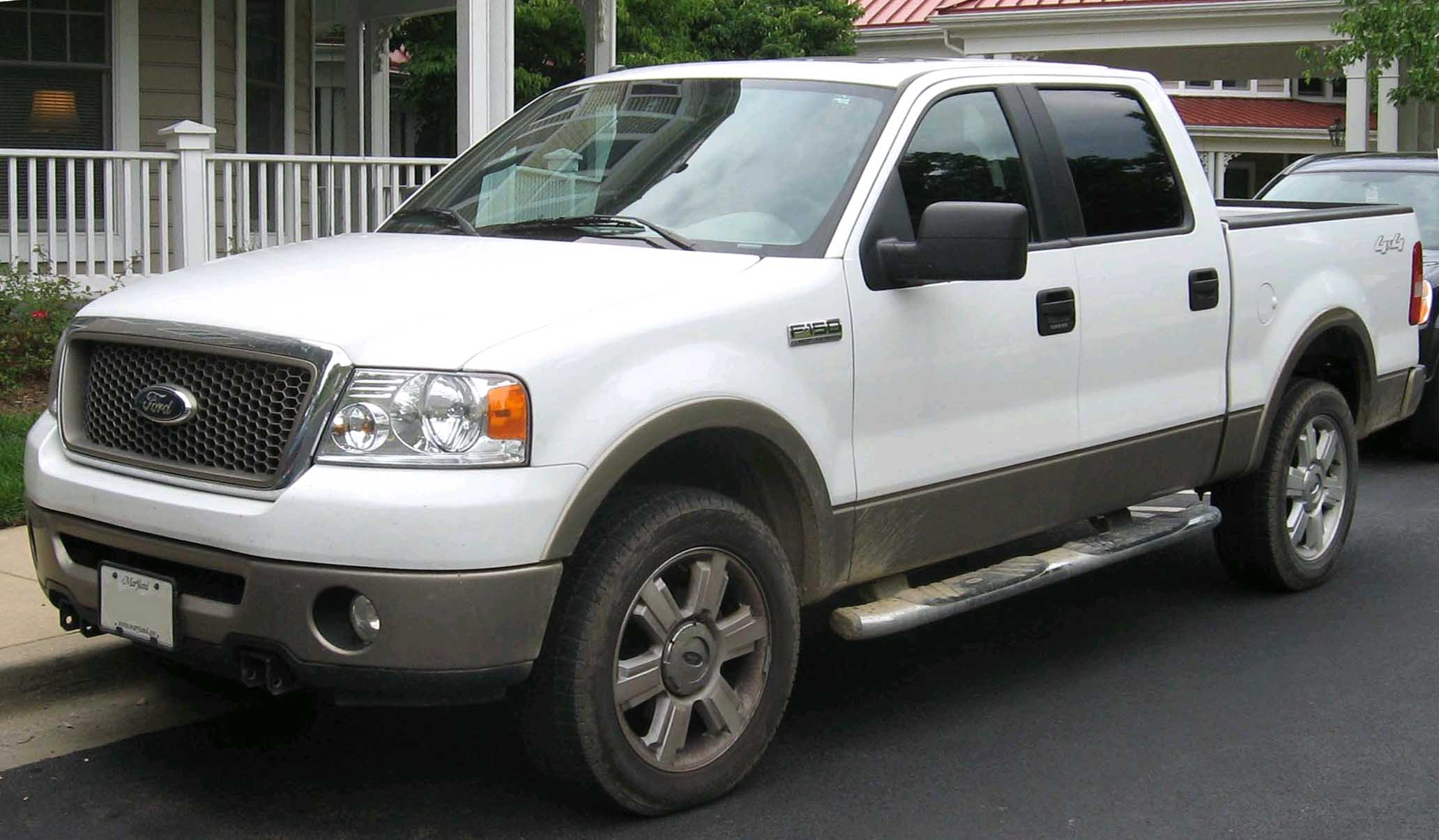
Ford F-150 Lariat SuperCrew
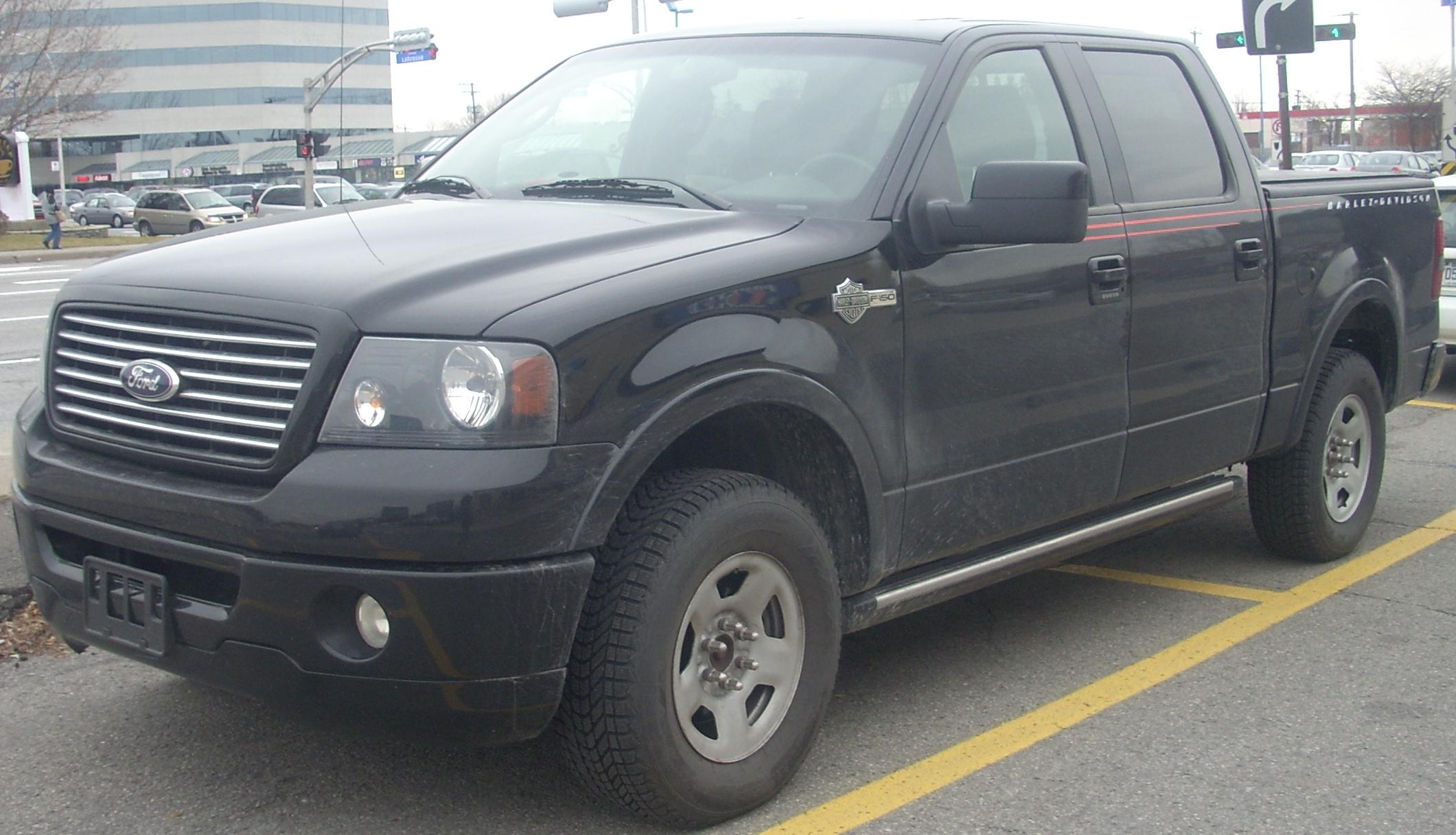
2007—2008 F-150 Harley Davidson SuperCrew
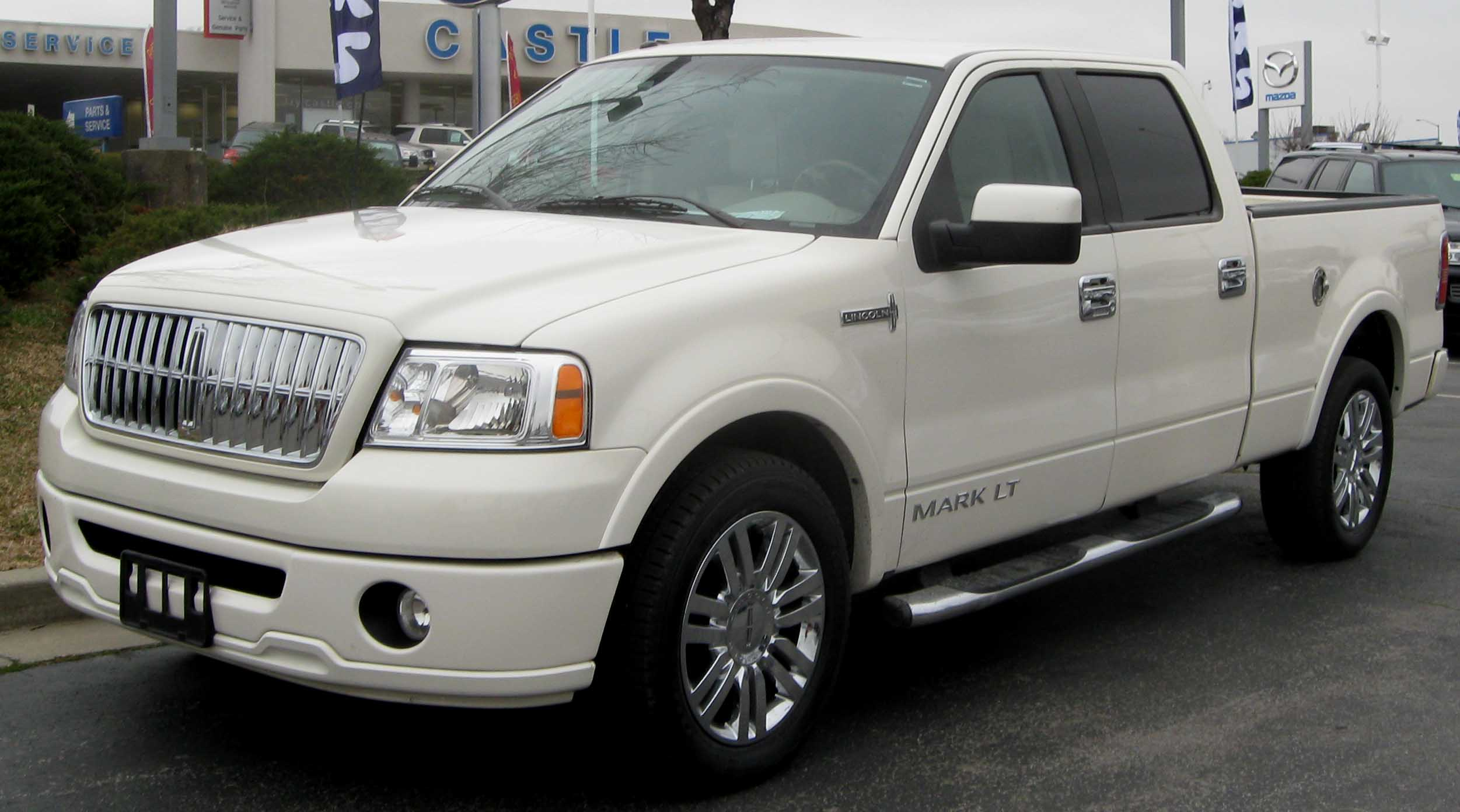
Lincoln Mark LT
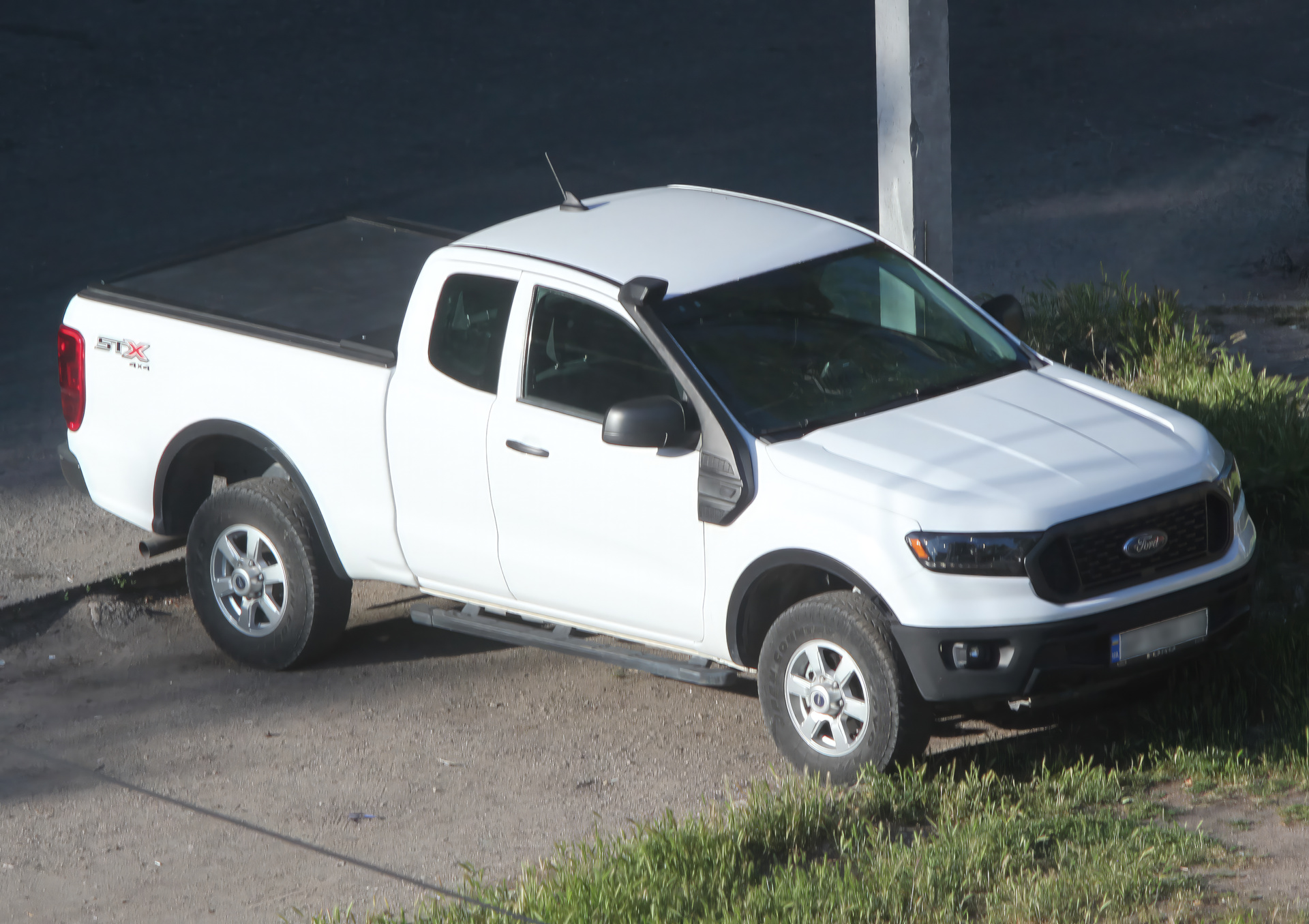
Ford stx 4x4

### Двигуни
- 4,2 л (256 CID) Essex V6 210 к.с.
- 4,6 л (281 CID) Triton V8 231 к.с.
- 4,6 л (281 CID) Triton V8 248 к.с.
- 5,4 л (330 CID) Triton V8 300 к.с.

## Дванадцяте покоління (2008—2014)

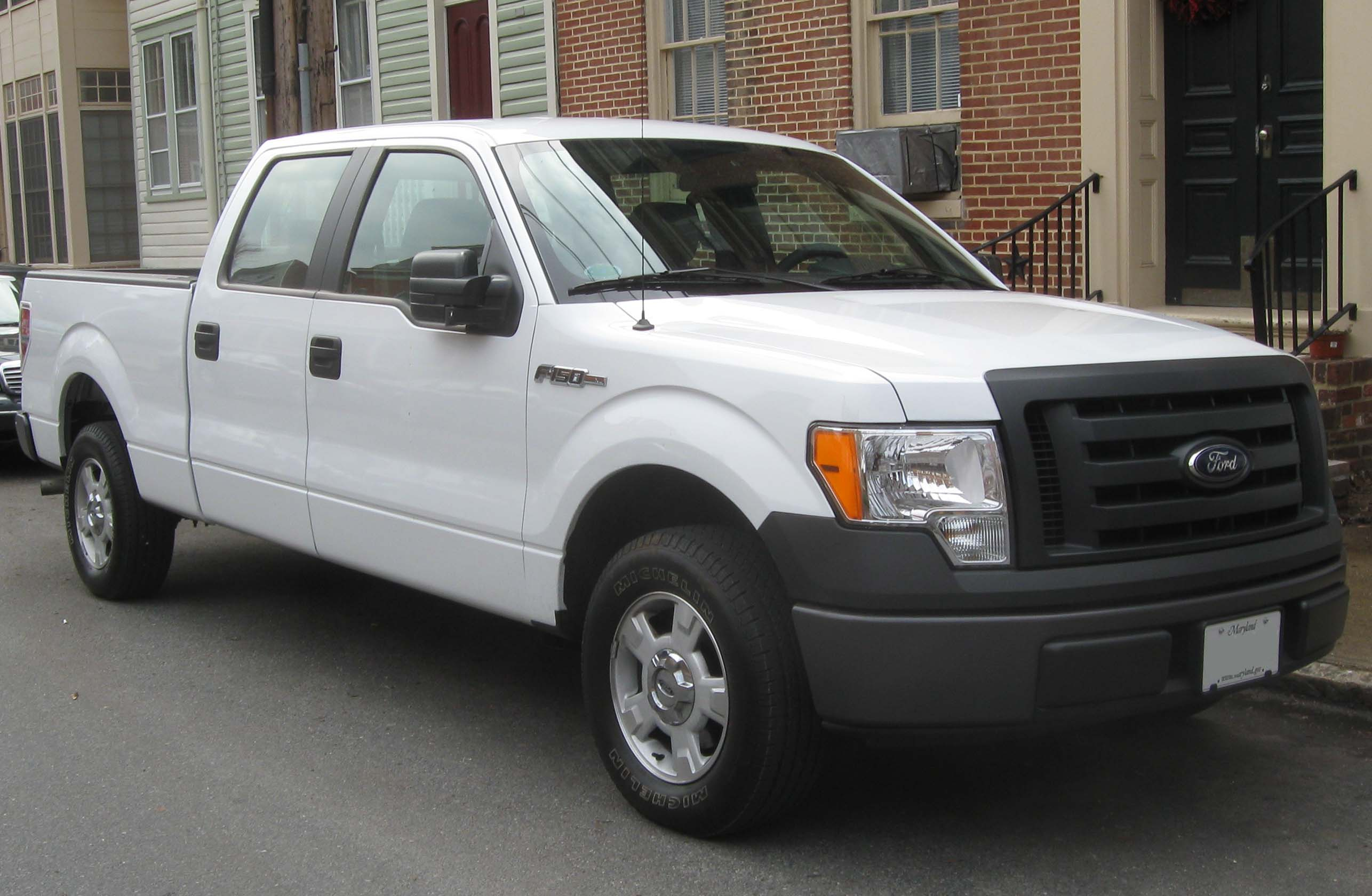
Ford F-150 XL crew cab

Нове покоління F-150 було введене для 2009 модельного року. Ці вантажівки відрізняються стилем решітки і фар від Super Duty; стандартні моделі кабіни знову двоє дверей замість чотирьох.
Уся лінійка двигунів для F-150 (без урахування SVT Raptor) була оновлена для 2011 модельного року. Поряд із двома новими двигунами V8, F-150 отримав новий 3,7 л V6 двигун і потужний 3,5 л V6 з подвійним турбонаддувом, що отримав назву EcoBoost. Автоматична коробка передач є єдиним варіантом.

Дванадцяте покоління 2008—2014
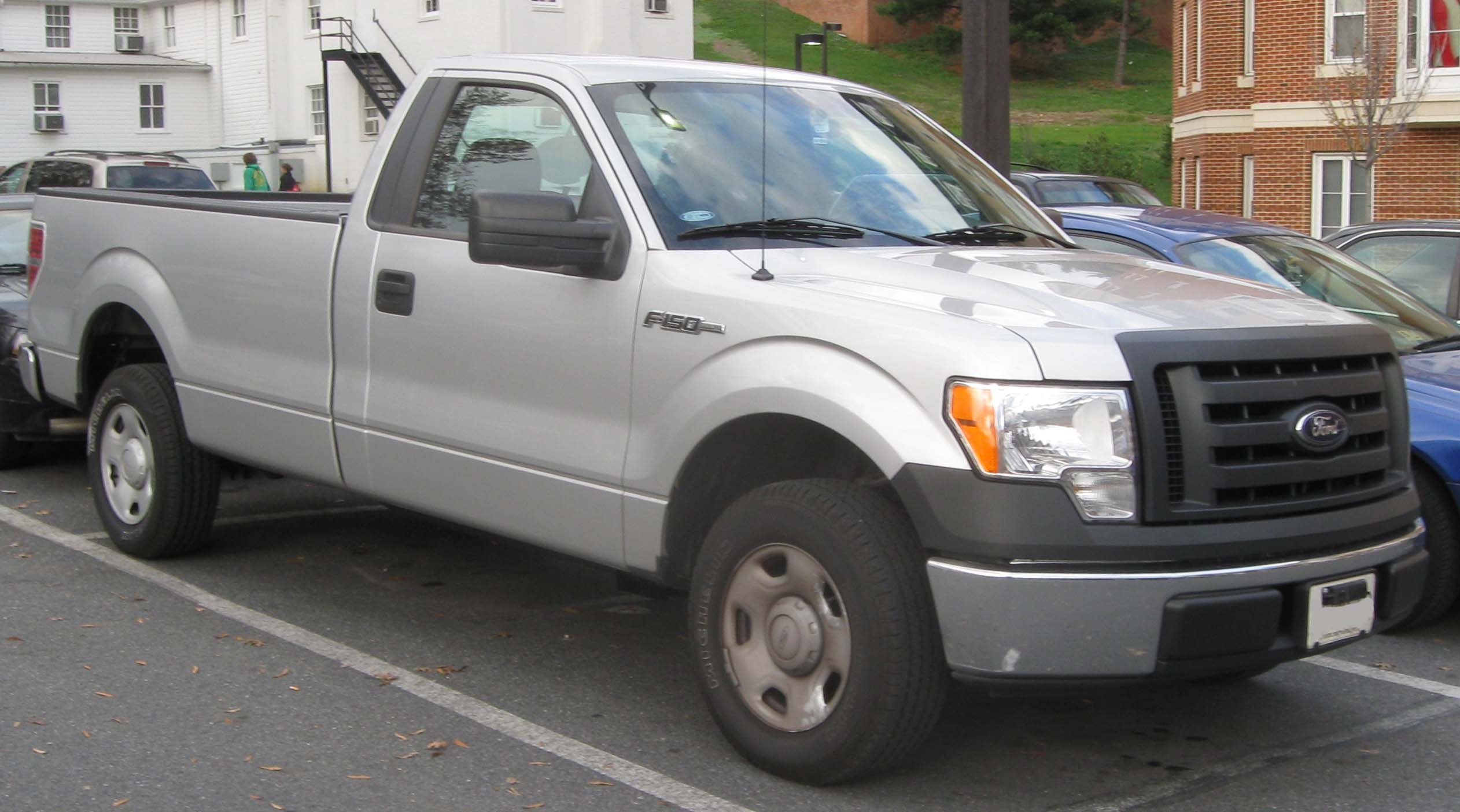
Ford F-150 XL regular cab
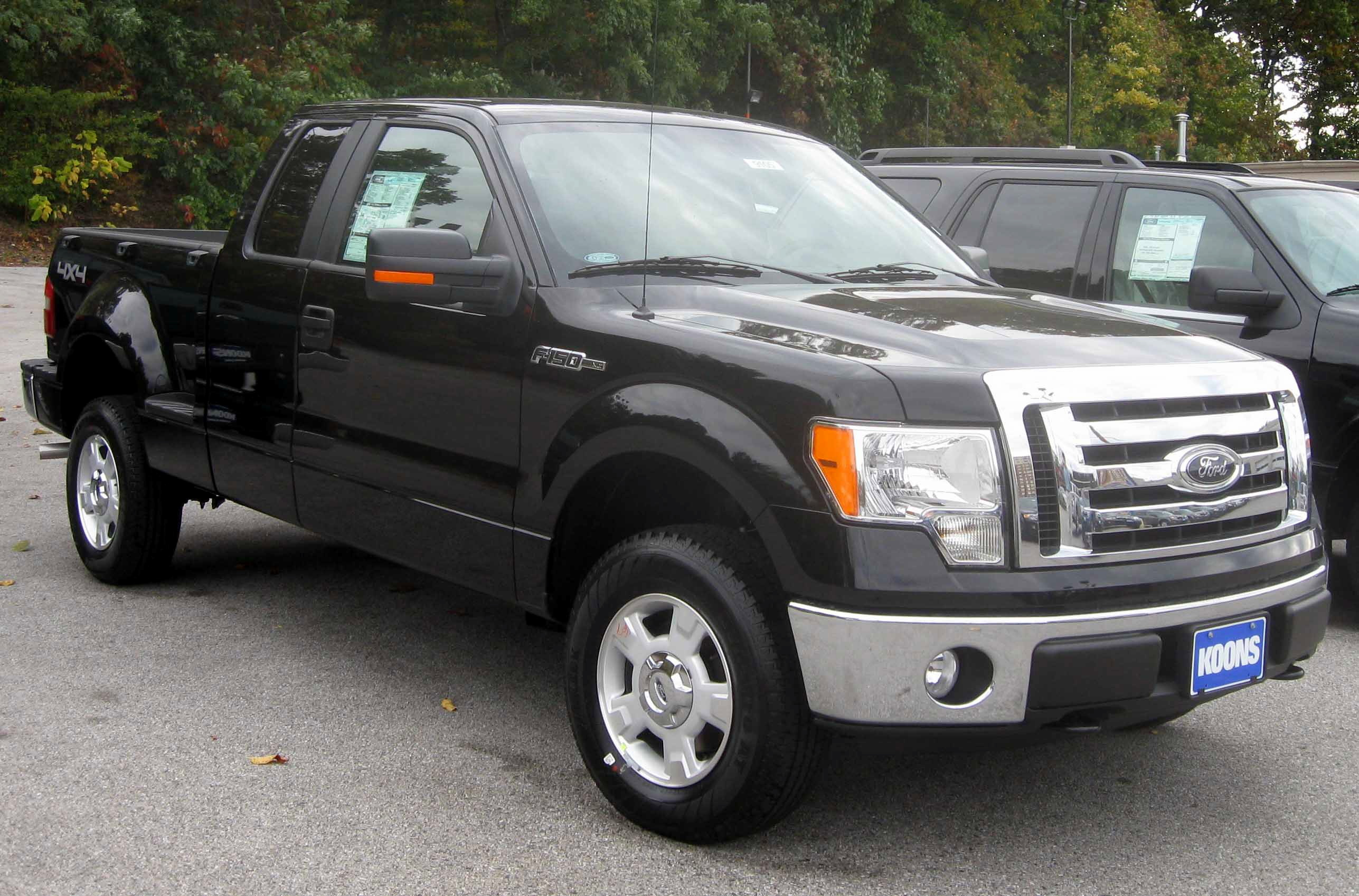
Ford F-150 XLT extended cab
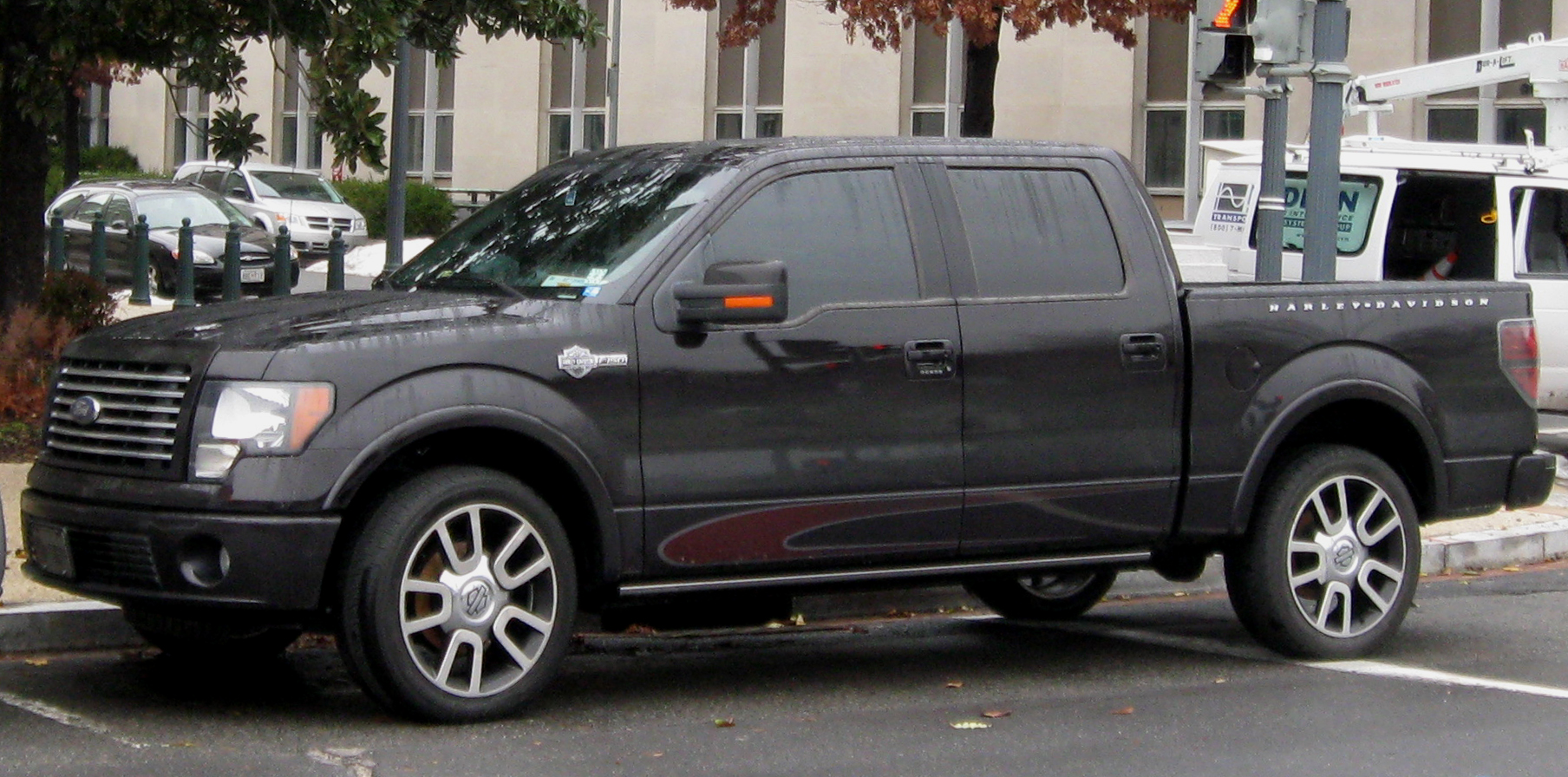
Ford F-150 Harley Davidson

### Ford F-150 SVT Raptor

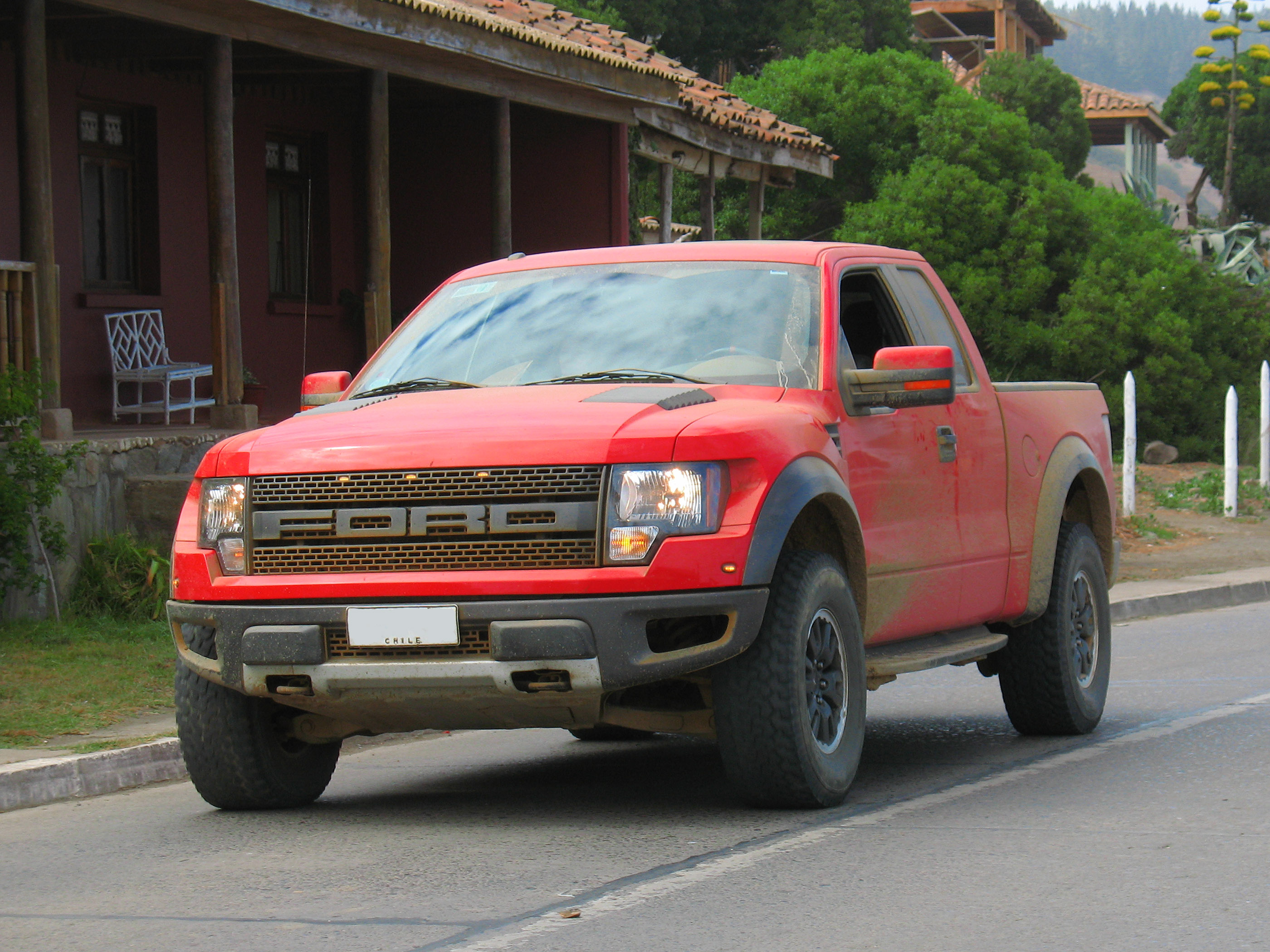
Ford F-150 SVT Raptor

У 2009 році представлений Ford F-150 SVT Raptor. Доступний у виконанні SuperCab із двигунами 5,4 л V8 потужністю 320 к.с. або 6,2 л BOSS 379 V8 потужністю 411 к.с. при 5500 об./хв (587 Нм при 4500 об./хв) від сімейства Super Duty, 6-ст. АКПП та повним приводом Part-Time.
Автомобіль Ford F-150 SVT Raptor отримав власну підвіску: оригінальні потужні ричаги з логотипом SVT, подовжені пружини, амортизатори FOX Racing. Ззаду встановлені амортизатори з додатковою компресійною камерою — в неї видавлюється масло при занадто великому ході амортизатора. Візуально компресійна камера виконана у вигляді циліндра, через що часто помилково кажуть, що Ford F-150 SVT Raptor оснащений здвоєними задніми амортизаторами. Передні амортизатори теж непрості — тут використані внутрішні клапани, які регулюють характеристику підвіски в залежності від ходу штока амортизатора: невеликий хід, їзда по асфальту — жорсткіше; більше хід, їзда по бездоріжжю — м'якше. Хід передніх амортизаторів становить 11 дюймів, хід задніх амортизаторів на одиницю більше — 12 дюймів.
Ходова частина: спереду — незалежна підвіска, ззаду — суцільний міст (ГП 4,10). По колу амортизатори FOX Racing, вентильовані гальмівні диски, шини BFGoodrich 315/70 R17.
Крім вибору режиму трансмісії (задній привід; повний привід; повний привід і понижена передача з передоточним числом 2,64), тут також передбачений задній диференціал з електронним управлінням і можливістю примусового блокування. Перемикання з заднього приводу на повний і назад можливе на будь-якій швидкості, а ось включення пониженого ряду — тільки при нейтральній передачі АКПП і на швидкості нижче 5 км/год.
У пікапі наявні багато систем допомоги водію на бездоріжжі: допомога при спуску з гори HDC (Hill Decent Control), OFF ROAD MODE впливає відразу на 4 системи, які підлаштовують автомобіль під бездоріжжя, тощо.

### Двигуни
- 3,5 л EcoBoost V6 365 к.с.
- 3,7 л Ti-VCT V6 302 к.с.
- 4,6 л (281 CID) 2V Modular V8 248 к.с.
- 4,6 л (281 CID) 3V Modular V8 292 к.с.
- 5,0 л (302 CID) Coyote V8 360 к.с.
- 5,4 л (330 CID) 3V Modular V8 320 к.с.
- 6,2 л (379 CID) 2V Boss V8 411 к.с.

## Тринадцяте покоління (2014—2021)

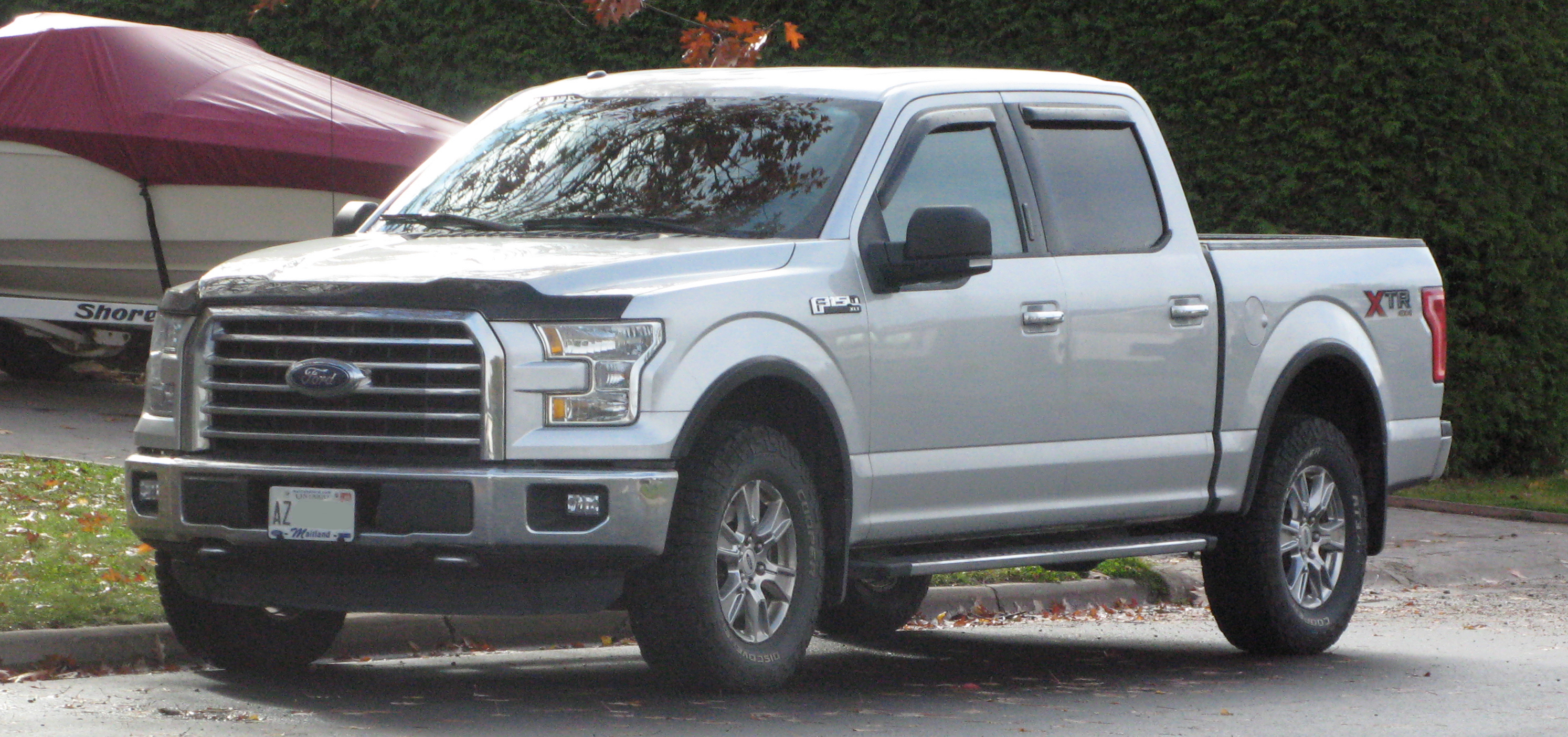
Ford F-150 4 дв. (2014—2017)

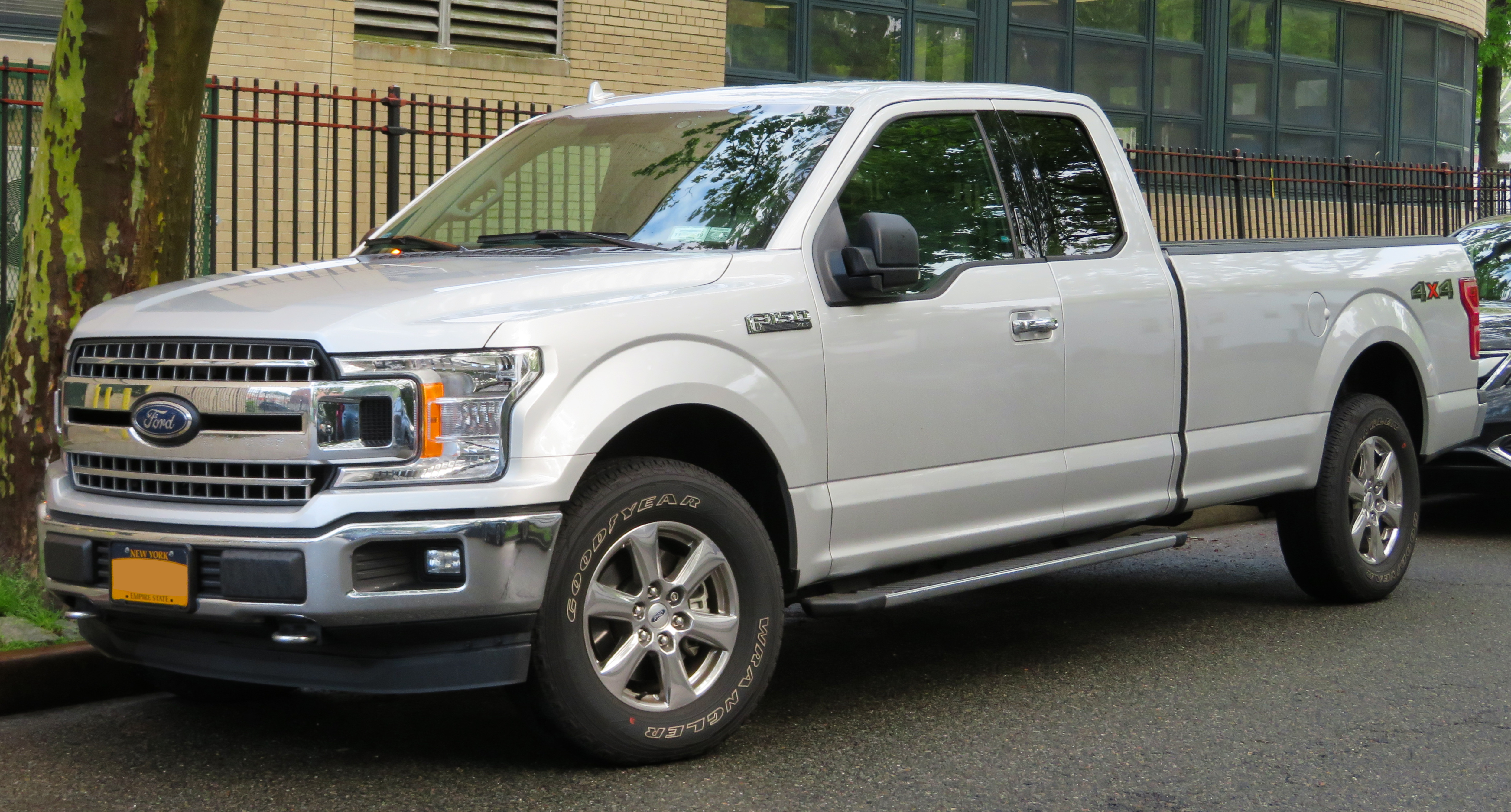
Ford F-150 2 дв. (2017—2021)

У січні 2014 року на автосалоні в Детройті дебював Ford F-150 наступного покоління, стилістично подібний на концепт-кар Ford Atlas 2013 року. Лінійка моторів включає в себе V6 2,7 л Ecoboost (325 к.с.), V6 3,5 л Ti-VCT Cyclone (283 к.с.), V6 3,5 л Ecoboost (365 к.с.) і V8 5,0 л Ti-VCT Coyote (385 к.с.). Усі двигуни агрегатуються з шестиступеневою АКПП. Продаватися пікап буде з трьома варіантами кузова (Regular, Supercab і Supercrew).

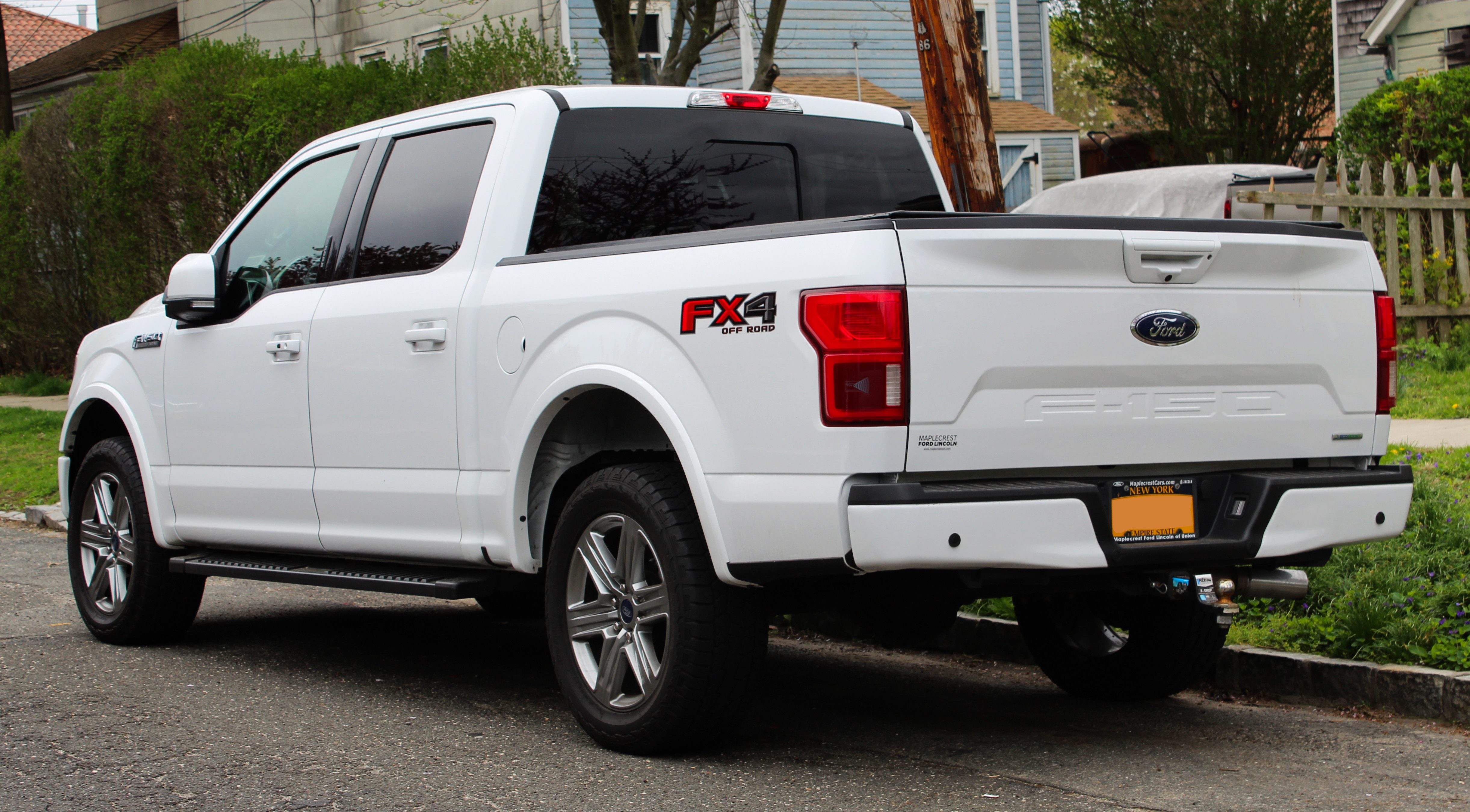

Алюмінієвий корпус F-150 і його V6 двигун з турбонаддувом EcoBoost є унікальними в групі повнорозмірних автомобілів, залишаючи Chevrolet Silverado, Ram 1500 і Toyota Tundra далеко позаду. Менша вага, яка забезпечується алюмінієвим корпусом, і хороші показники економії палива роблять цей Форд практично кращим у класі. Варто відзначити, що V6 двигун EcoBoost довів свою здатність змагатися з V8 двигуном Nissan Titan. У 2016 році повнорозмірний пікап Ford F-150 оснащений інформаційно-розважальною системою «Sync3», 20-дюймовими колесами і новим опціональним набором для екстер'єру модифікації XLT «Special Edition». Також нововведення включають систему «Pro Trailer Backup Assist», яка робить управління кузовом простіше.
В 2017 році модель модернізували, змінивши зовнішній вигляд, двигуни і оснащення.

### Ford F-150 Raptor

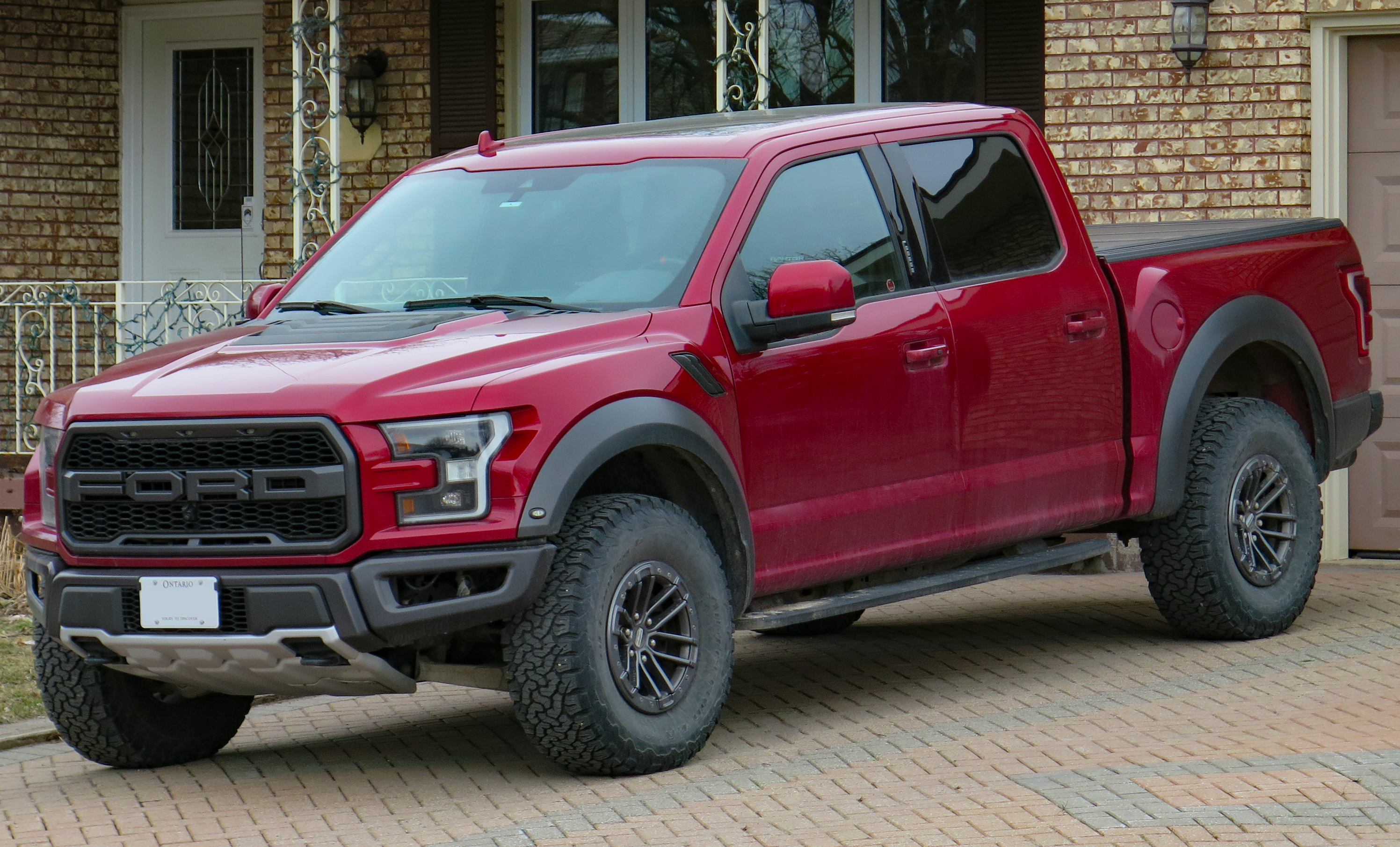
Ford F-150 Raptor (P552)

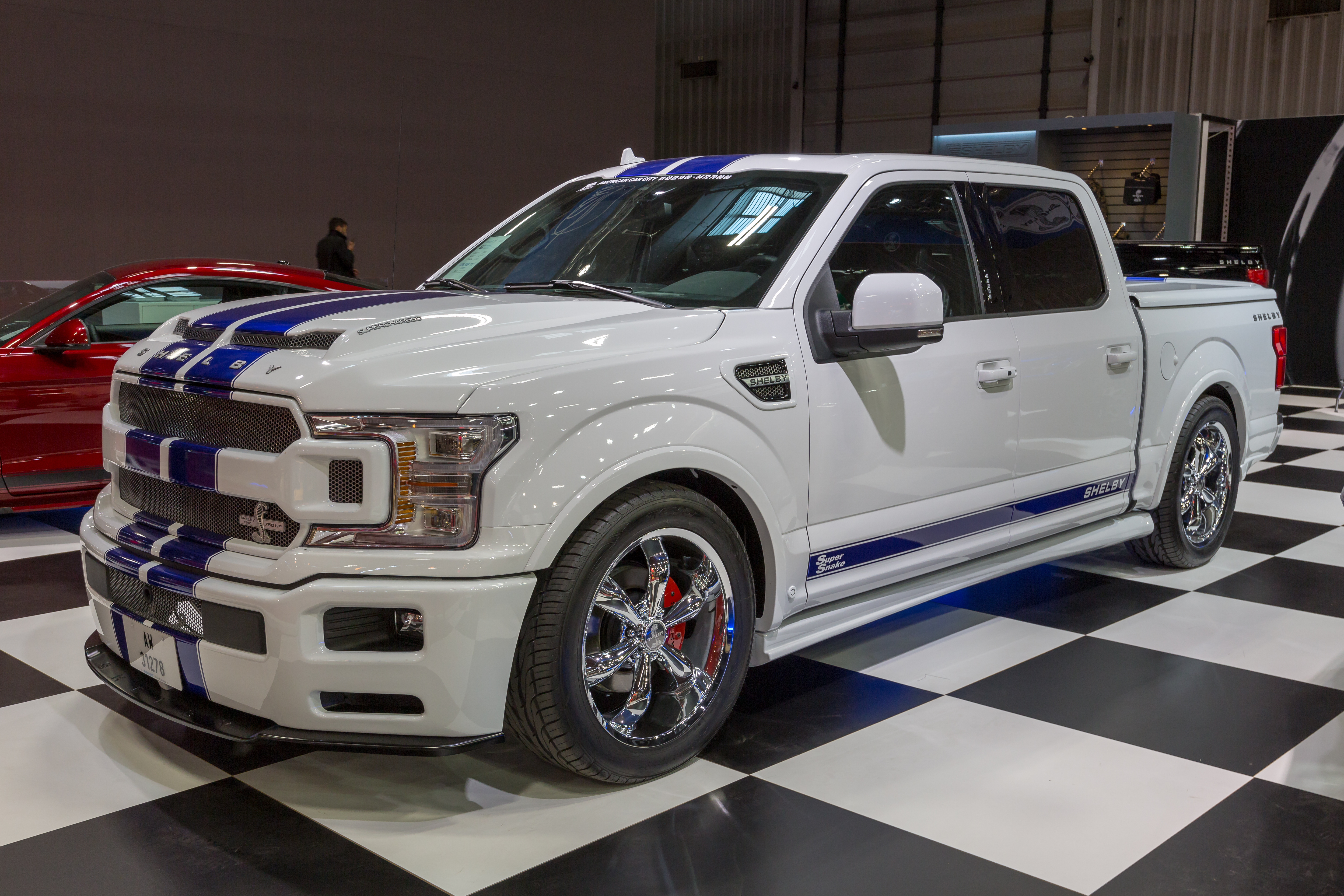
Shelby Ford F-150 Super Snake

У 2017 році представлений Ford F-150 Raptor другого покоління з двигуном 3,5 л EcoBoost V6 (twin-turbo) 450 к.с. 690 Нм, 10-ст. АКПП. Автомобіль комплектується шинами BFGoodrich.
Raptor стандартно оснащується енергоємною підвіскою Fox Racing Shox з оригінальними амортизаторами FOX Racing діаметром 5,5 см, що забезпечують високу продуктивність з величезним вільним ходом підвіски (спереду 284 мм, ззаду 304 мм), повним приводом з новою роздавальною коробкою (в наявності механічне блокування і гнучкий розподіл тяги між передніми і задніми колесами), системою Terrain Management System, що дозволяє змінювати алгоритми роботи мотора, коробки передач, підвіски і електронних систем (ABS, Traction control і Electronic Stability Control) з шістьма режимами (Normal — для повсякденної їзди, Street — для швидкого пересування по асфальту, Weather — дощ, сніг або ожеледь, Mud and sand — бруд або пісок, Baja — для швидкого пересування по піщаній місцевості, Rock — режим для подолання ділянок з камінням або валунами). Якщо такого позашляхового арсеналу здасться недостатньо, виробник пропонує в якості опції для передньої осі диференціал підвищеного тертя типу Torsen.

### Двигуни
- 3,3 л Cyclone V6 290 к.с. 1150 Нм
- 3,5 л Cyclone V6 282 к.с.
- 2,7 л EcoBoost V6 (turbo) 325 к.с.
- 3,5 л EcoBoost V6 (twin-turbo) 365—375 к.с.
- 3,5 л EcoBoost V6 (twin-turbo) 450 к.с. 690 Нм (Ford F-150 Raptor)
- 5,0 л Coyote V8 385—395 к.с.
- 3,0 л Powerstroke turbo-diesel V6 254 к.с. при 3250 об./хв 600 Нм при 1750 об./хв

## Чотирнадцяте покоління (з 2020)

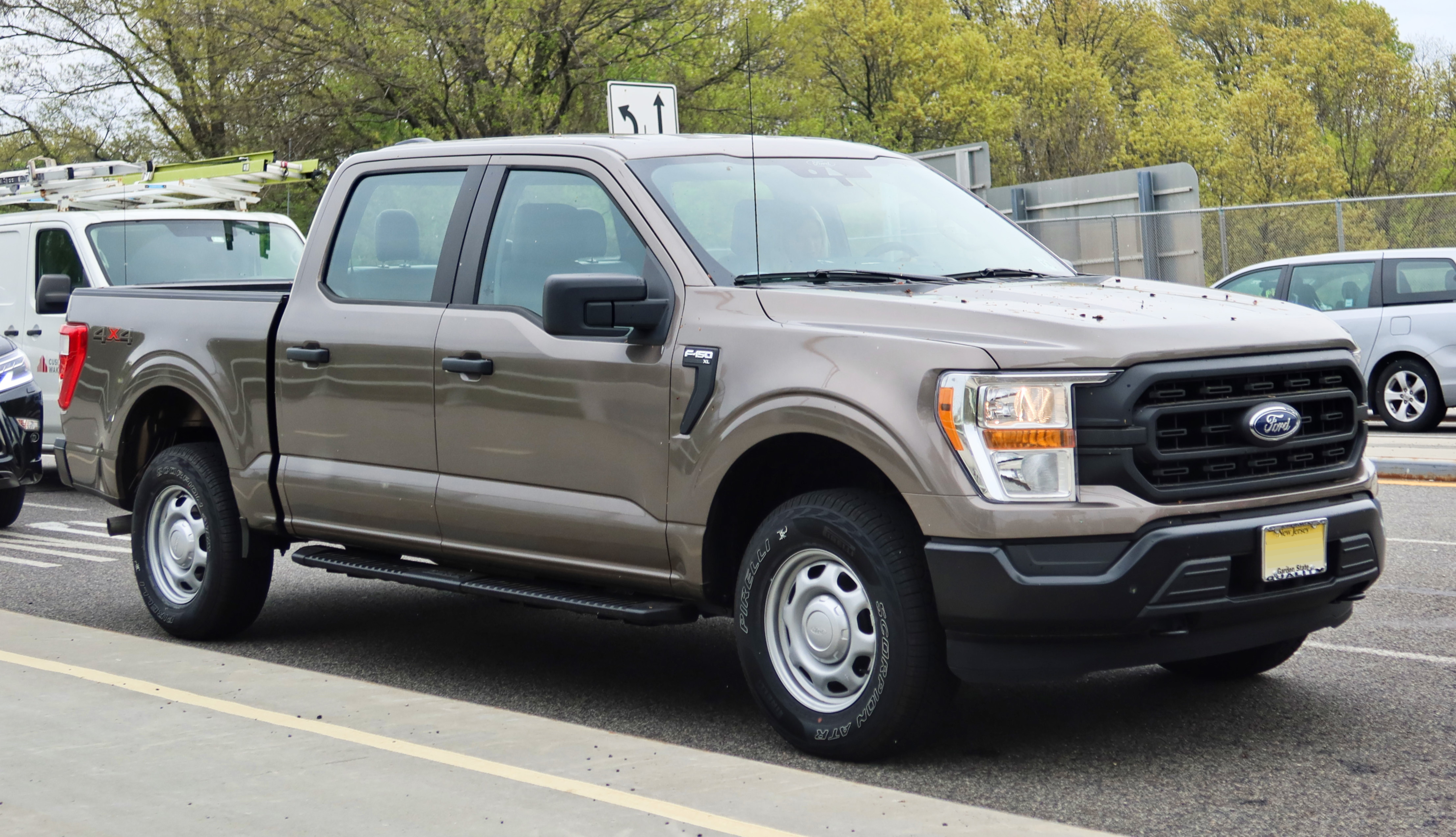
Чотирнадцяте покоління

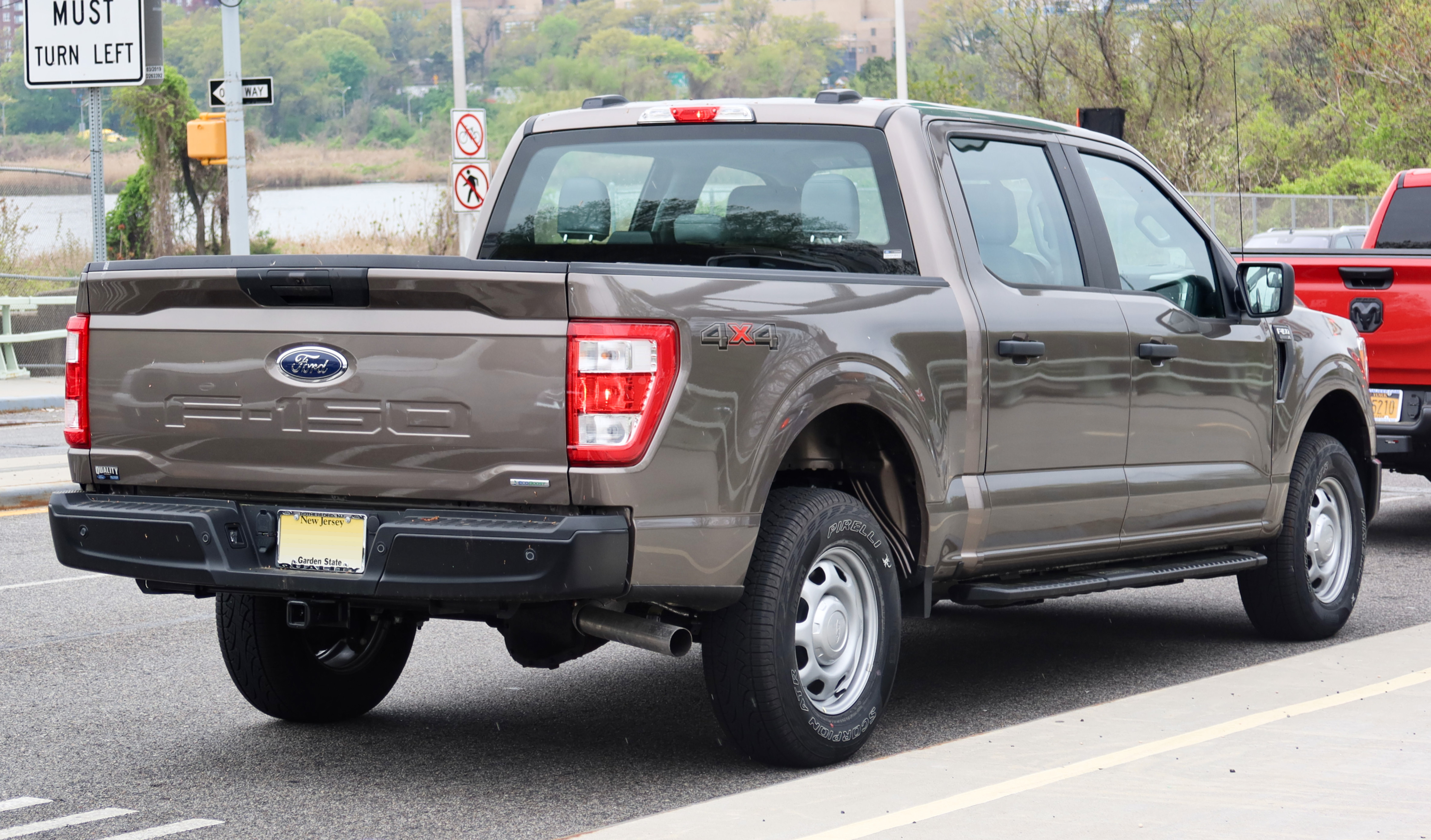

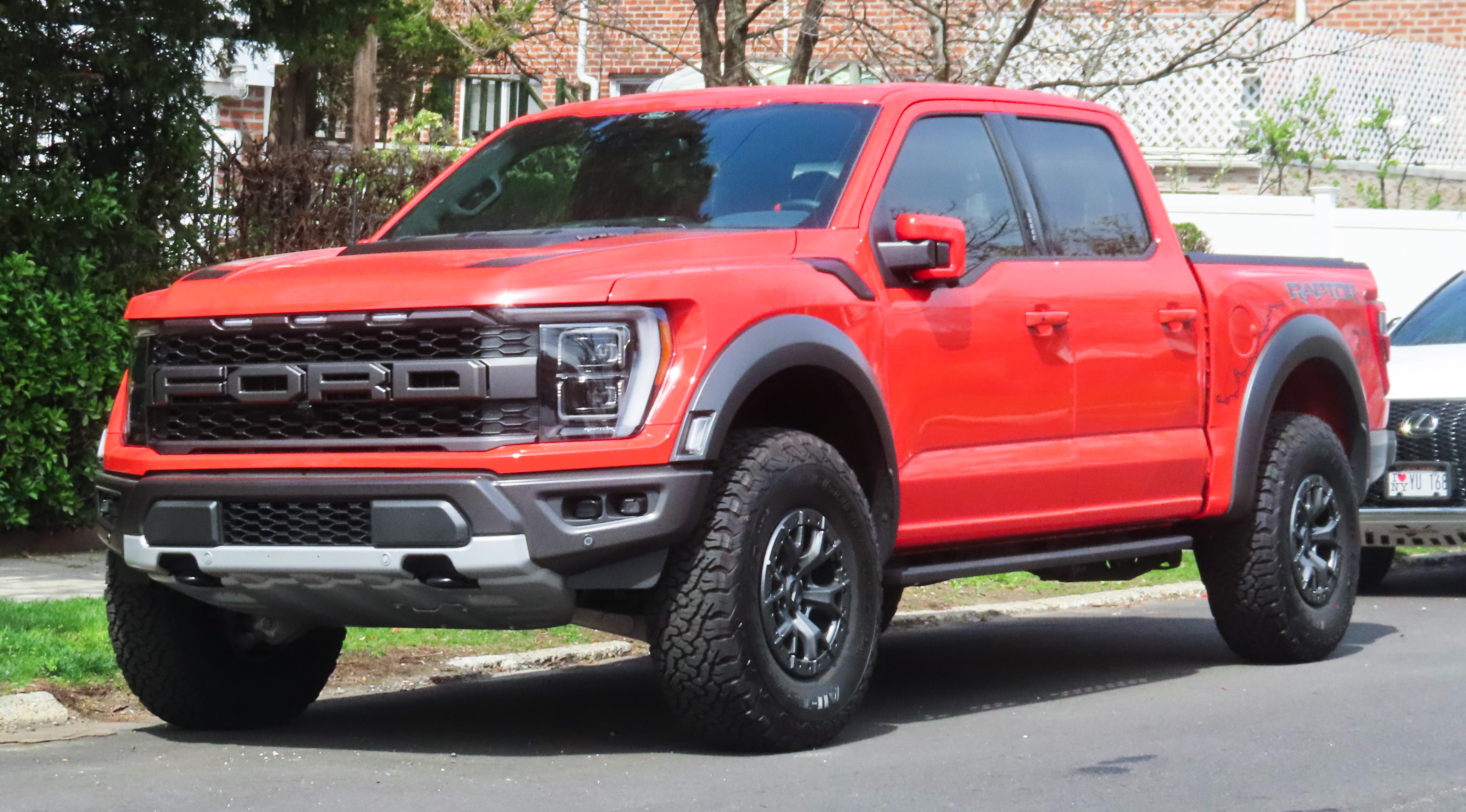
Ford F-150 Raptor (P702)

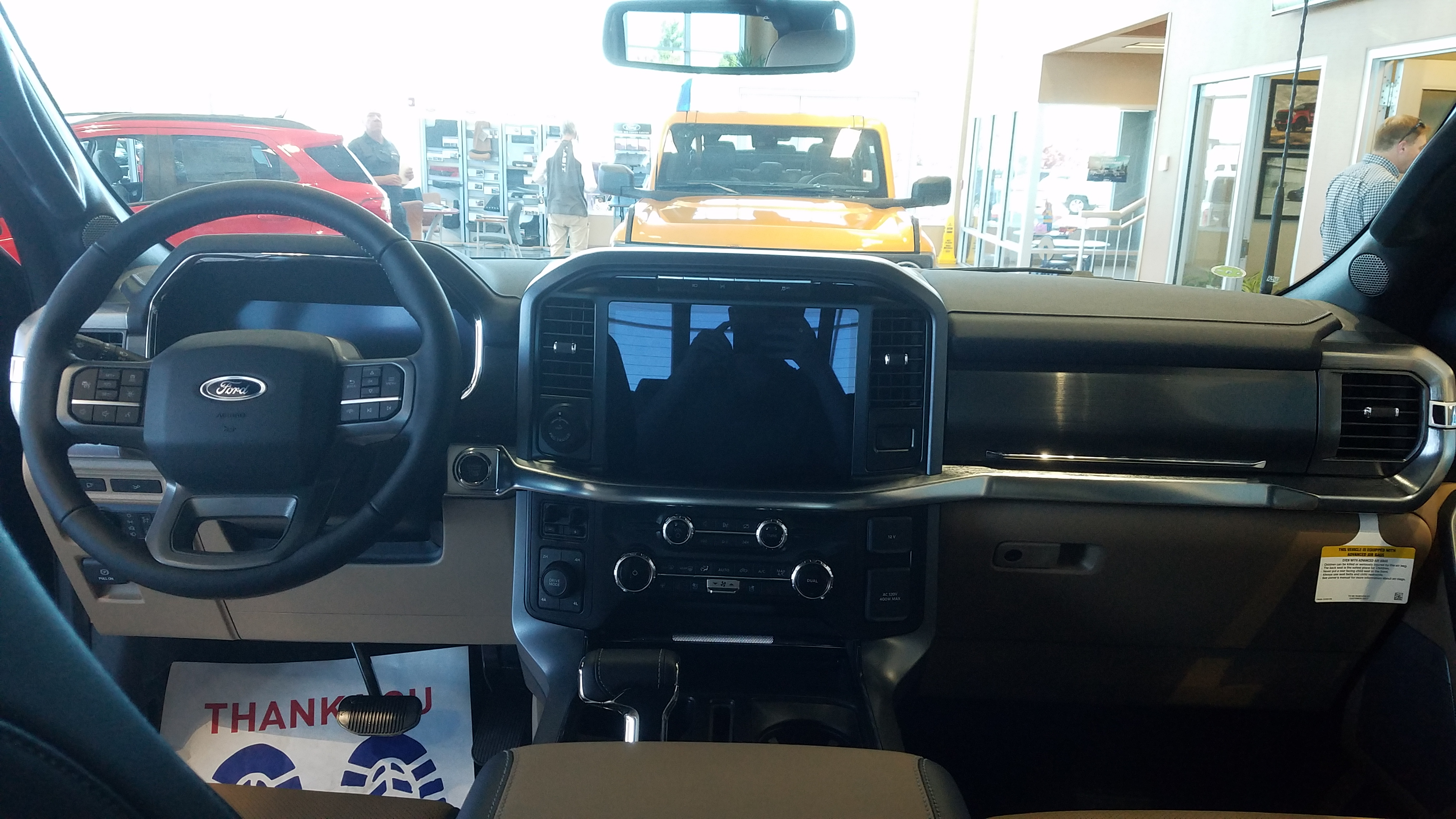

25 червня 2020 року Ford представив чотирнадцяте покоління F-150.
Пікап Ford F-150 представлений відразу ж з гібридною версією в доступному асортименті моторів. Гібрид — повноцінний. І це єдина така пропозиція в класі. Установка PowerBoost Full Hybrid складається з мотора V6 3,5 EcoBoost з двома турбокомпресорами і 35-кіловатного (47 к.с.) електродвигуна, вбудованого в 10-ст. АКПП.
На одному баку (для гібрида він становить 115,8 л) пікап може пройти близько 700 миль (1126 км). Ще такий F-150 здатний тягнути за собою причіп масою 5443 кг. Система PowerBoost доступна у всіх рівнях комплектацій (від XL до Limited) і може поєднуватися як з заднім, так і з повним приводом. У другому випадку машина отримує задній диференціал з електронним блокуванням.
Інші мотори — це бензинові V6 3,3 Ti-VCT FFV, V6 2,7 EcoBoost, V8 5,0 Ti-VCT і V6 3,5 EcoBoost плюс дизель V6 3,0 Power Stroke.
Ford F-150 2021 року отримав нову інформаційно-розважальну систему SYNC 4 зі стандартним 8-дюймовим та опціональним 12-дюймовим сенсорним дисплеєм.

### Ford F-150 Lightning

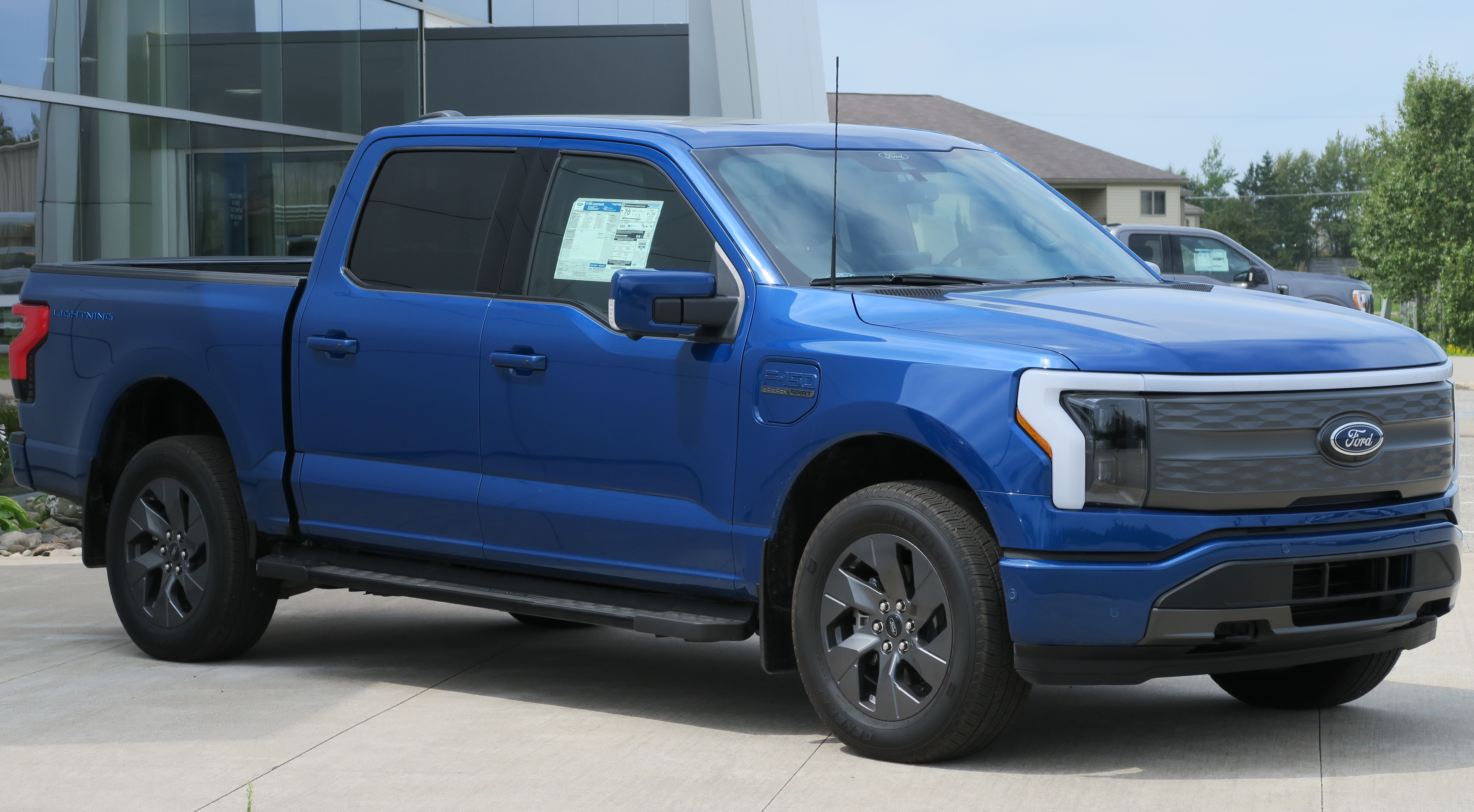
Ford F-150 Lightning

У травні 2021 року була представлена повністю електрична модель F-150 Lightning. Перша представлена модель мала корпус SuperCrew з чотирма дверима та багажним відділенням на 400 літрів.
Усі моделі F-150 Lightning матимуть два електричних рушія з приводом на всі колеса. Сукупна потужність рушіїв базової модифікації буде 426 к.с. (318 кВт) та максимальний запас ходу до 370 км. Модифікація зі збільшеними акумуляторами матиме сукупну потужність рушіїв 563 к.с. (420 кВт) з максимальним запасом ходу до 482 км. Крутний момент рушіїв у обох версій становитиме близько 1050 Ньютон.
Крім того, на машини буде встановлено систему Pro Power Onboard яка живитиме за рахунок заряду бортових акумуляторів обладнання потужністю до 2,4 кВт через стандартні 120-вольтові роз'єми. Версії Lariat та Platinum матимуть потужніші інвертори та будуть здатні живити обладнання через 240-вольтові роз'єми.
Станом на початок 2022 року в планах компанії випускати близько 150 тисяч різних модифікацій електронної моделі щороку.

### Двигуни
Бензинові
- 3,3 L Cyclone V6 290 к.с. 359 Нм (FFV)
- 2,7 L EcoBoost V6 twin-turbo 325 к.с. 556 Нм
- 3,5 L EcoBoost D35 V6 twin-turbo 400 к.с. 680 Нм
- 3,5 L EcoBoost D35 V6 twin-turbo 450 к.с. 690 Нм (Raptor)
- 5,0 L Coyote V8 400 к.с. 556 Нм (FFV)
- 5,2 L Predator V8 700 к.с. 868 Нм (Raptor R)

Дизельний
- 3,0 L Powerstroke V6 turbo-diesel 250 к.с. 440 Нм

Гібридний
- 3,5 L PowerBoost V6 twin-turbo hybrid 436 к.с. 773 Нм

Електричні
- 426 к.с., максимальний запас ходу до 370 км
- 563 к.с., максимальний запас ходу до 482 км

## Продажі
| Календарний рік | США     | Канада  | Всього  |
| --------------- | ------- | ------- | ------- |
| 1999            | 869,001 |         |         |
| 2000            | 876,716 |         |         |
| 2001            | 911,597 |         |         |
| 2002            | 813,701 |         |         |
| 2003            | 845,586 |         |         |
| 2004            | 939,511 |         |         |
| 2005            | 901,463 |         |         |
| 2006            | 796,039 |         |         |
| 2007            | 690,589 |         |         |
| 2008            | 515,513 |         |         |
| 2009            | 413,625 |         |         |
| 2010            | 528,349 | 97,913  | 626,262 |
| 2011            | 584,917 |         |         |
| 2012            | 645,316 | 106,358 |         |
| 2013            | 763,402 | 122,325 |         |
| 2014            | 753,851 | 126,277 |         |
| 2015            | 780,354 | 118,837 |         |
| 2016            | 820,799 | 145,409 |         |